# Église Notre-Dame-de-la-Nativité d'Us
L'église Notre-Dame-de-la-Nativité est une église catholique paroissiale située à Us, dans le Val-d'Oise, en France. Elle répond à un plan cruciforme simple, avec une nef sans bas-côtés, et en même temps dissymétrique, car le croisillon nord comporte des arcatures romanes et une absidiole en cul-de-four du second quart du XIIe siècle, tandis qu'une grande chapelle de style gothique rayonnant occupe l'emplacement de l'ancien croisillon sud. Ses voûtes et chapiteaux tiennent leur inspiration de la Sainte-Chapelle, mais les réseaux des fenêtres déploient des dessins qui renvoient à une période plus tardive. Les parties les plus intéressantes du vaisseau central, soit la croisée du transept, en même temps base du clocher, et le chœur composé d'une travée droite et d'une abside polygonale à sept pans, ont apparemment été édifiées en deux temps, avec une longue interruption du chantier : deux arcs-doubleaux non moulurés de la croisée du transept, le clocher et les élévations extérieures évoquent les premières années du gothique au troisième quart du XIIe siècle, alors que les voûtes du chœur et ses colonnettes à chapiteaux ne paraissent pas beaucoup antérieurs au milieu du XIIIe siècle. La sculpture évoque les parties basses de la nef de la basilique de Saint-Denis. La voûte de la base du clocher ne date du reste que de la seconde moitié du XVIe siècle, et l'étage de beffroi du clocher manque. La vieille nef, dont l'on sait seulement qu'elle était de plan basilical grâce à la découverte des bases de l'arcade à la fin du bas-côté nord, dans le sol du croisillon nord, a été démolie vers le milieu du XIXe siècle, et remplacée par une construction néo-gothique, qui intègre toutefois des chapiteaux anciens, en partie romans, et des éléments du portail contemporain des voûtes du chœur. L'église Notre-Dame-de-la-Nativité a été inscrite aux monuments historiques par arrêté du 16 juin 1926, à l'exclusion de la nef, et n'a bénéficié que de restaurations très ponctuelles depuis. Elle est aujourd'hui affiliée à la paroisse Avernes et Marines, et des messes dominicales y sont célébrées irrégulièrement, et chaque samedi soir en juillet et août.

## Localisation

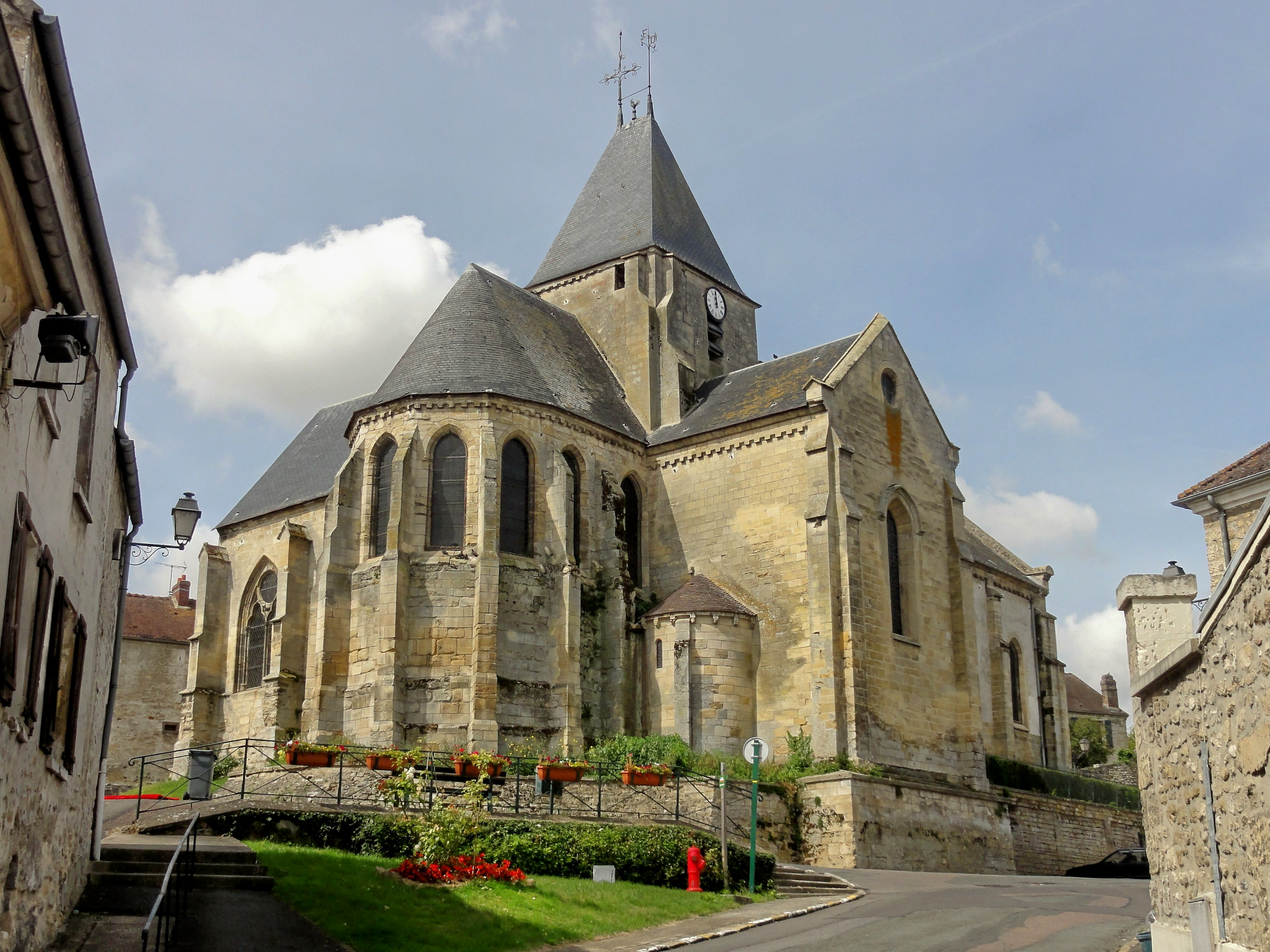
Vue depuis le nord-est, en montant la rue Jean-Jaurès.

L'église est située en France, en région Île-de-France et dans le département du Val-d'Oise, dans le Parc naturel régional Oise-Pays de France, dans la vallée de la Viosne, sur la commune d'Us, au centre-ville, rue Henri-Clément / rue Jean-Jaurès. Entièrement dégagée de bâtiments mitoyens, elle est orientée irrégulièrement vers le sud-est du côté du chevet, et n'est pas alignée sur l'une des rues. La rue Jean-Jaurès passe au sud, et contourne le chevet. Elle est en pente continue vers l'est, et descend vers le fond de la vallée. La déclivité du terrain a obligé d'édifier la majeure partie de l'église sur une terrasse, consolidée par un mur de soutènement. Celui-ci domine la place entre le versant nord de la nef et la rue Henri-Clément, à l'est de l'église. Cette rue se débranche de la rue Jean-Jaurès près de l'angle nord-est du croisillon nord, et se dirige vers le nord. Depuis la place, il faut gravir un escalier d'une quinzaine de marches pour accéder au parvis devant la façade occidentale (tournée en réalité vers le nord-ouest). Cependant, on peut aussi y accéder depuis la rue Jean-Jaurès, en contournant la chapelle sud. Le presbytère termine la place du côté nord.

## Historique

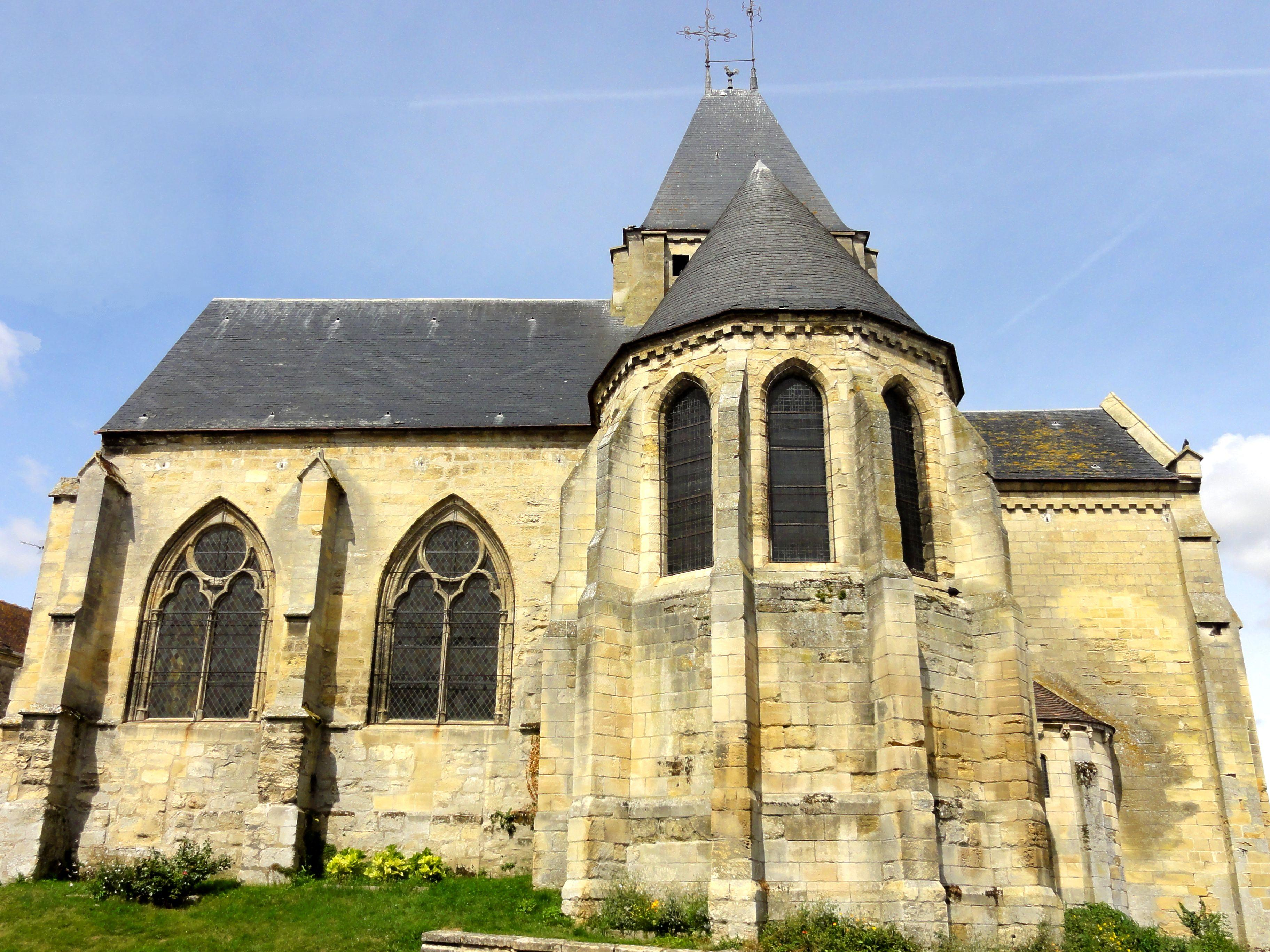
Vue depuis l'est.

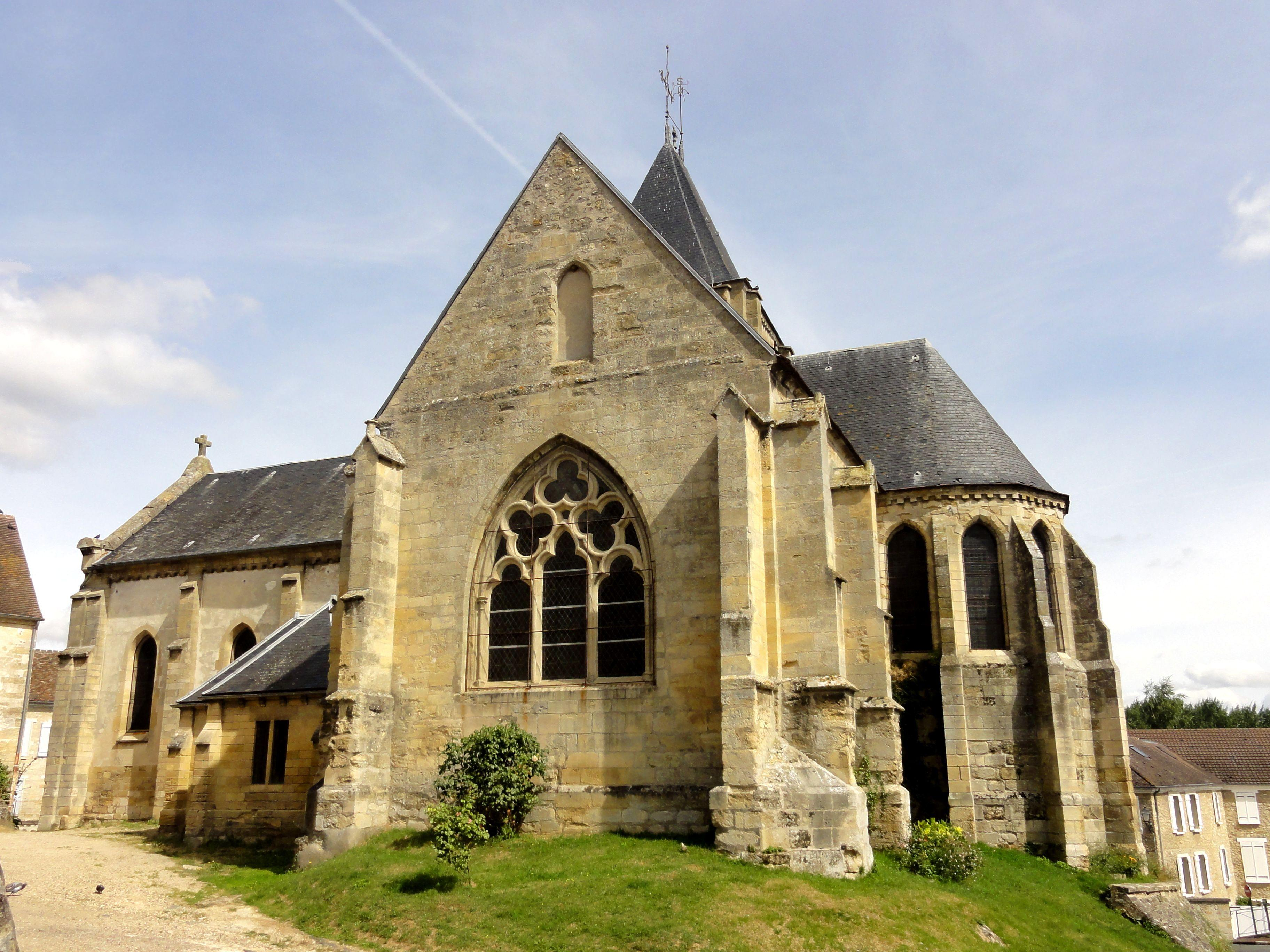
Vue depuis le sud.

La date de fondation de la paroisse n'est pas connue. L'abbé Jean Vital Gautier indique le XIIIe siècle, mais cette date est très largement postérieure à la construction de l'église, et peu crédible (voir ci-dessous). L'église est dédiée à la Vierge Marie, sous le vocable particulier de la Nativité de Marie. Sous l'Ancien Régime, Ws (orthographe en vigueur jusqu'en 1885) relève du doyenné de Meulan, de l'archidiaconé du Vexin français avec siège à Pontoise, et de l'archidiocèse de Rouen. Le collateur de la cure est l'évêque de Rouen. L'église actuelle remplace un édifice roman, « probablement de la fin du XIe siècle », selon l'avis de Bernard Duhamel. L'auteur ne justifie pas sa datation, mais évoque les fouilles effectuées « récemment » (soit vers le milieu des années 1980) dans le sol du croisillon nord. Depuis, le sol du croisillon n'a pas été refait, et les éléments romans mis au jour sont toujours visibles sur place. L'on a également dégagé les arcatures plaquées qui animent les soubassements, ainsi que l'archivolte à l'entrée de l'absidiole. Cette archivolte est en arc brisé. Elle est moulurée d'un mince tore et d'une gorge, et retombe sur de fines colonnettes engagées. Ces deux caractéristiques n'apparaissent pas avant le deuxième quart du XIIe siècle,. Sauf à l'ouest, où le croisillon a été élargi, les éléments romans sont toujours conservés en élévation, mais ont été dissimulés sous un enduit au XIXe siècle. Ce que l'on voit à l'ouest, sont les bases et socles d'une arcature plaquée et d'un arc-doubleau, face à l'absidiole, qui ne peut correspondre qu'à un ancien bas-côté. L'on peut donc conclure à un plan basilical, comme à Arronville et Cormeilles-en-Vexin quelques décennies plus tôt.

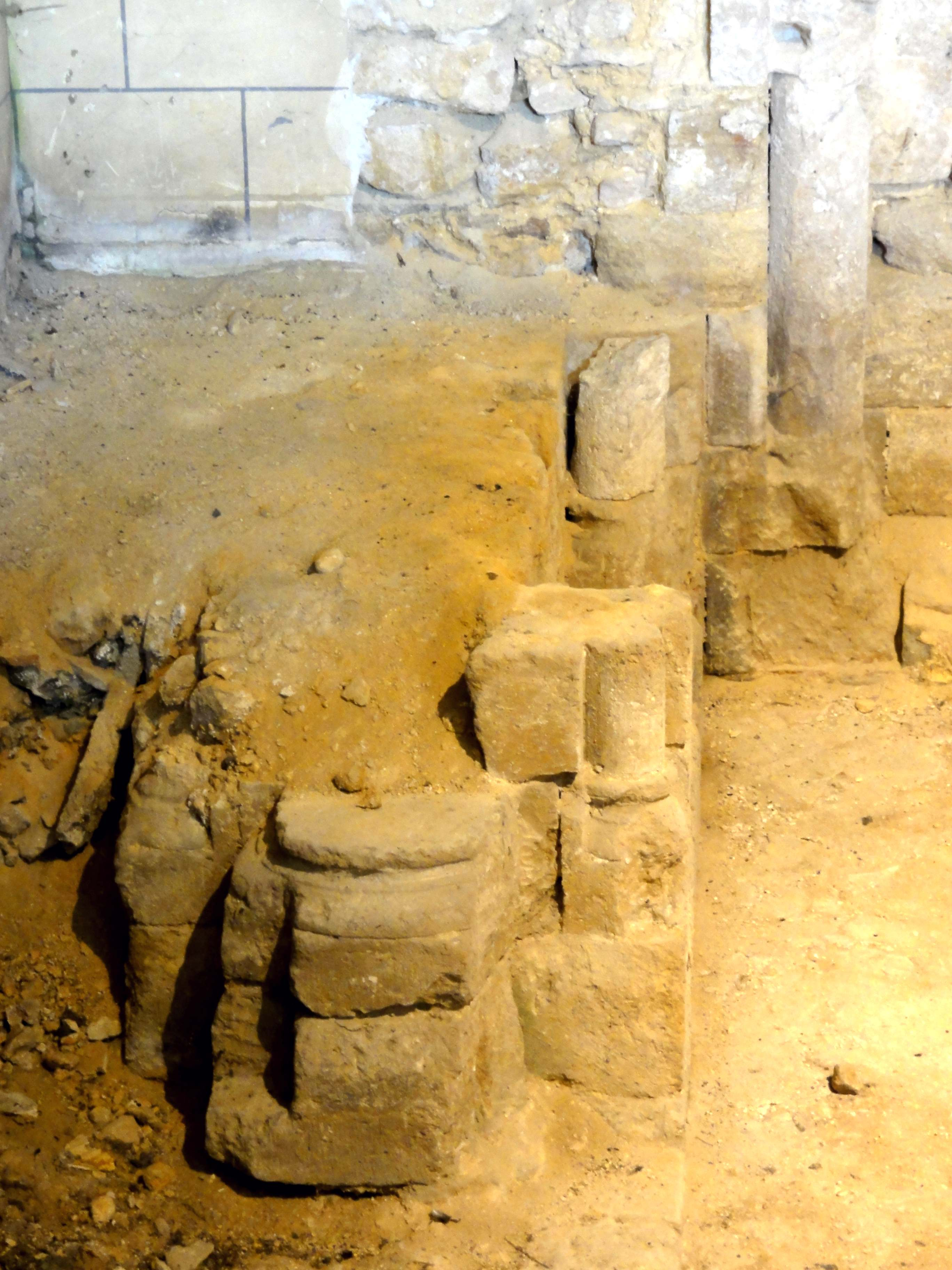
Croisillon nord, bases et socles d'une arcature plaquée et du doubleau ouvrant sur l'ancien bas-côté nord.

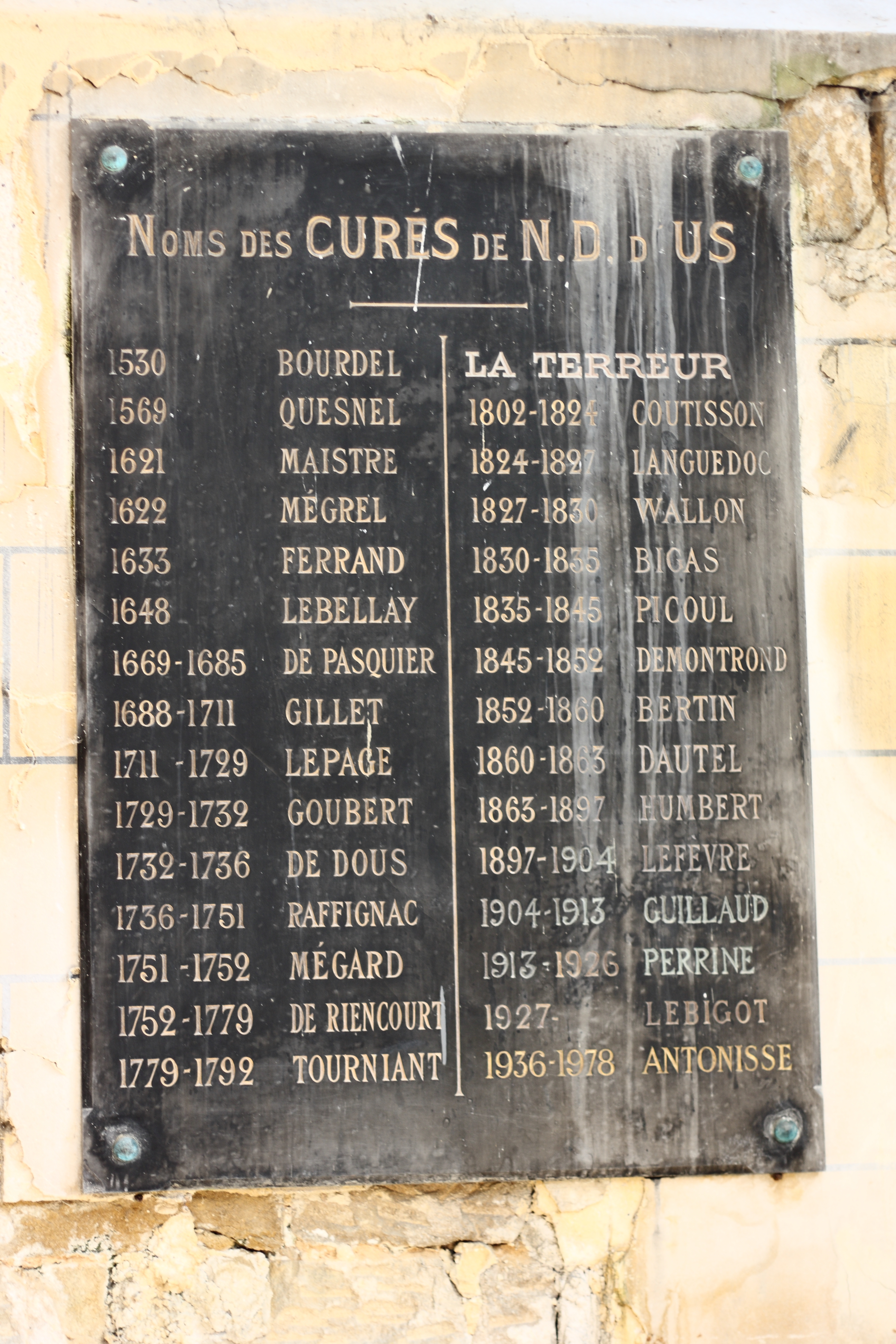
Plaque des curés.

La reconstruction du chœur roman est lancée au XIIIe siècle au plus tard. Bernard Duhamel ne se donne pas la peine de préciser davantage la date. On peut seulement retenir que si les contreforts à ressauts, la corniche de corbeaux et les fenêtres à lancettes simples de l'abside polygonale évoquent la première période gothique et les églises d'Avernes, Gouzangrez et Longuesse, la sculpture des chapiteaux visibles à l'intérieur est proche des parties basses de la nef de Saint-Denis, qui datent des années 1230-1240, et du bas-côté sud de Gonesse, daté des années 1245-1255 environ par Daniel Bontemps. Sont édifiées une abside à sept pans, une travée droite du chœur, et probablement une nouvelle voûte de la base du clocher, en même temps croisée du transept, dont de nombreuses colonnettes à chapiteaux et deux formerets sont toujours en place. Peu de temps après, et pas seulement au XIVe siècle comme l'affirme Bernard Duhamel, le croisillon sud roman est jeté bas, et une vaste chapelle est bâtie au sud de la travée droite du chœur et de la croisée du transept. Elle est de style gothique rayonnant « classique » du troisième quart du XIIIe siècle, et non de style rayonnant tardif, ce qui aurait donné des feuillages plus maigres sur les chapiteaux, et une modénature plus sèche. Il est cependant probable que ce chantier se fait sous la responsabilité d'un maître d'œuvre différent. Les chapiteaux se situent stylistiquement entre ceux de la dernière campagne de travaux de l'église de Montgeroult, qui débute vers 1230 ou peu de temps après selon Claire Perusset ; et ceux du chœur de Genainville, que Maryse Bideault et Claudine Lautier datent des années 1250 / 1260. L'inspiration par la Sainte-Chapelle de Paris paraît évidente. La datation peut prendre en compte les fenêtres et leurs délicats réseaux, que Bernard Duhamel considère comme les résultats d'une restauration du XIXe siècle en raison de leur dessin « très fantaisiste » (deux trilobes placés de biais au sud). Pourtant, il n'y a pas de traces d'une telle restauration : une photo extérieure prise par Félix Martin-Sabon avant la fin du XIXe siècle montre déjà la chapelle en mauvais état, et fait apparaître des ragréages au ciment sur le remplage de la fenêtre méridionale, tandis que les écoinçons supérieurs des baies septentrionales sont bouchés. À l'intérieur, les restes de la polychromie architecturale ancienne sont visibles un peu partout sous la couche de peinture moderne qui a commencé à tomber, y compris sur les réseaux des fenêtres, et leurs fines colonnettes à chapiteaux. Les réseaux correspondent bien à l'architecture rayonnante à son apogée, mais paraissent plus tardifs que les supports des voûtes.
Après la guerre de Cent Ans, l'église nécessite des réparations. C'est le clocher qui pose problème : la voûte de sa base, la colonnette à chapiteau de l'angle nord-ouest sont refaits, et l'arc triomphal vers la nef est retaillé. La modénature méplate et le chapiteau à glyphes indiquent la Renaissance et le milieu ou la seconde moitié du XVIe siècle. L'étage de beffroi est démoli, et l'étage intermédiaire reçoit deux nouvelles baies abat-son à l'ouest. Côté nef, les contreforts sont supprimés. Le résultat est un clocher sans aucun caractère. À une période indéterminée du XIXe siècle, la vieille nef basilicale de l'époque romane est démolie à son tour (dans le Vexin, les nefs romanes de Cergy, Osny et Puiseux-Pontoise connaissent alors le même sort, ainsi qu'une poignée d'églises en totalité). Elle est remplacée par une nef unique munie de fausses voûtes d'ogives néo-gothiques en matériaux légers. Des chapiteaux romans, qui sont susceptibles de provenir des grandes arcades, sont réemployés, mais aussi deux chapiteaux gothiques, dont la sculpture, mais pas les tailloirs, évoquent l'arcade méridionale de la croisée du transept. Assez curieusement, dans sa monographie de la commune d'Us de 1899, l'instituteur J. Arpaud ne se rend pas compte de la date récente de la nef. Il mentionne en revanche la restauration récente du croisillon nord roman, grâce à la générosité de la famille de Kersaint, propriétaires du château de Dampont, sur la commune. Le croisillon nord est entièrement enduit et muni d'une fausse voûte d'ogives à l'intérieur, et remanié dans le style de l'abside gothique à l'extérieur. Il reste à déterminer si l'élargissement vers l'ouest s'inscrit dans le contexte de cette restauration. L'église est inscrite aux monuments historiques par arrêté du 16 juin 1926, à l'exclusion de la nef. Seulement l'abside a bénéficié d'une restauration depuis. Le reste de l'église est en mauvais état, notamment la nef néo-gothique, que la municipalité a choisi de sauvegarder par la pose d'étais en charpente. — Après le rattachement au nouveau diocèse de Versailles créé sous la Révolution française pour regrouper les paroisses du département de Seine-et-Oise, Us change une seconde fois de diocèse en 1966, quand la refonte des départements d'Île-de-France motive l'érection du diocèse de Pontoise, qui correspond au territoire du nouveau département du Val-d'Oise. Le village est à présent affilié à la paroisse Avernes et Marines, qui est très étendue, et réunit pas moins de trente-cinq clochers. Les messes dominicales sont célébrées en l'église Notre-Dame à titre irrégulier, mais chaque samedi soir en juillet et août.

## Description

### Aperçu général

Plan de l'église.

Irrégulièrement orientée vers le sud-est du côté du chevet, l'église répond à un plan dissymétrique, et se compose d'une nef unique de quatre travées ; d'une croisée du transept servant de base au clocher ; d'une travée droite du chœur ; d'une abside à sept pans ; d'un croisillon nord muni d'une absidiole du côté est ; d'une grande chapelle de deux travées successives au sud de la croisée du transept et de la travée droite du chœur ; et d'une sacristie dans l'angle entre la chapelle et la nef. L'absidiole est voûtée en cul-de-four. Les deux travées du chœur et la chapelle conservent leurs voûtes d'ogives gothiques du XIIIe siècle. La voûte de la base du clocher est de la seconde moitié du XVIe siècle. Les voûtes de la nef et du croisillon nord sont néo-gothiques. L'on accède à l'église par le portail occidental de la nef (au nord-ouest), par un portail latéral à l'ouest du croisillon nord, ou par la sacristie. Les quatre parties de l'église organisées autour de la croisée du transept sont munies de toitures dans leur axe, perpendiculairement à la base du clocher, avec des pignons au nord (nord-est), en façade, et au sud (sud-ouest).

### Intérieur

#### Nef

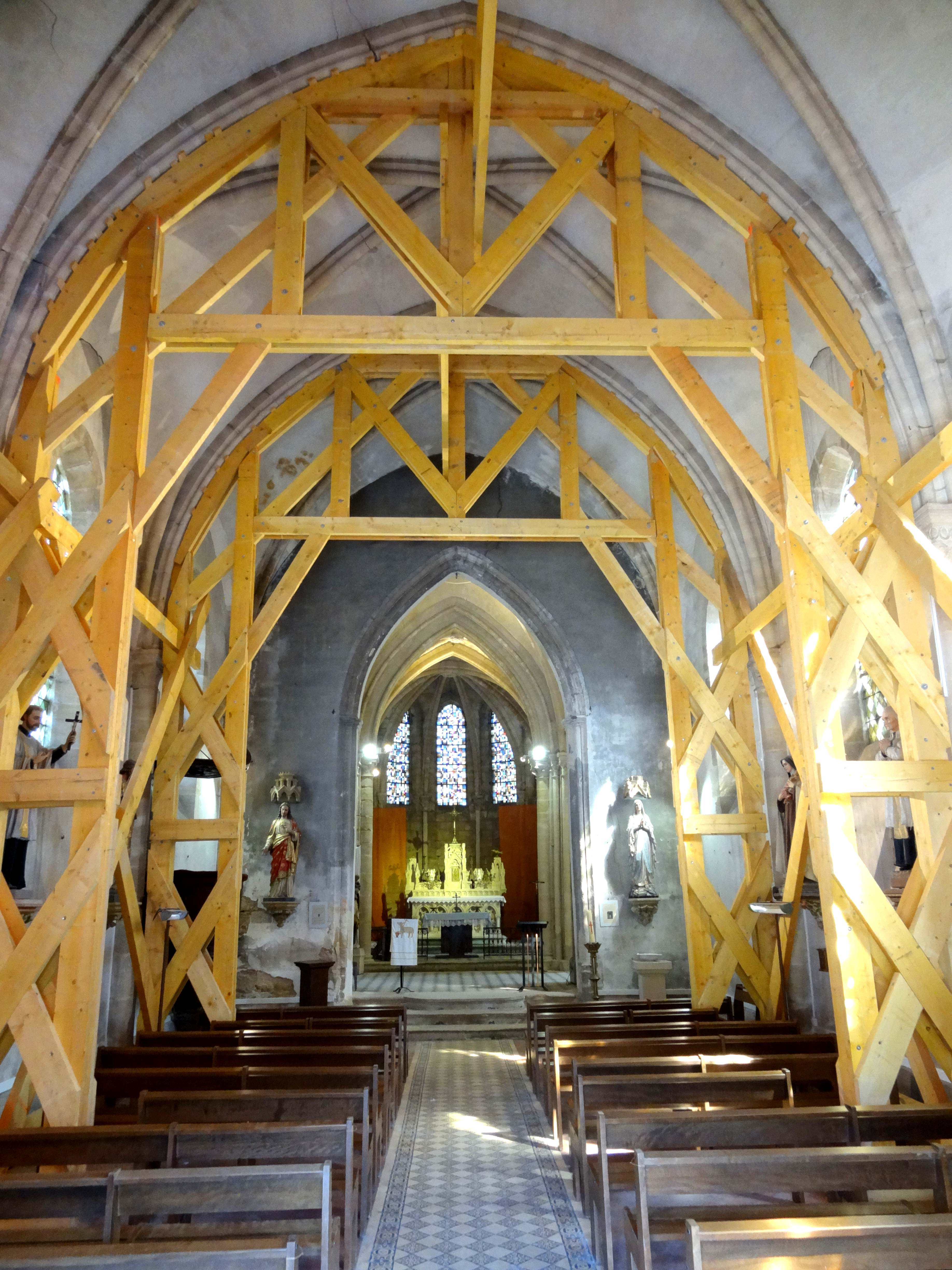
Vue vers l'est.

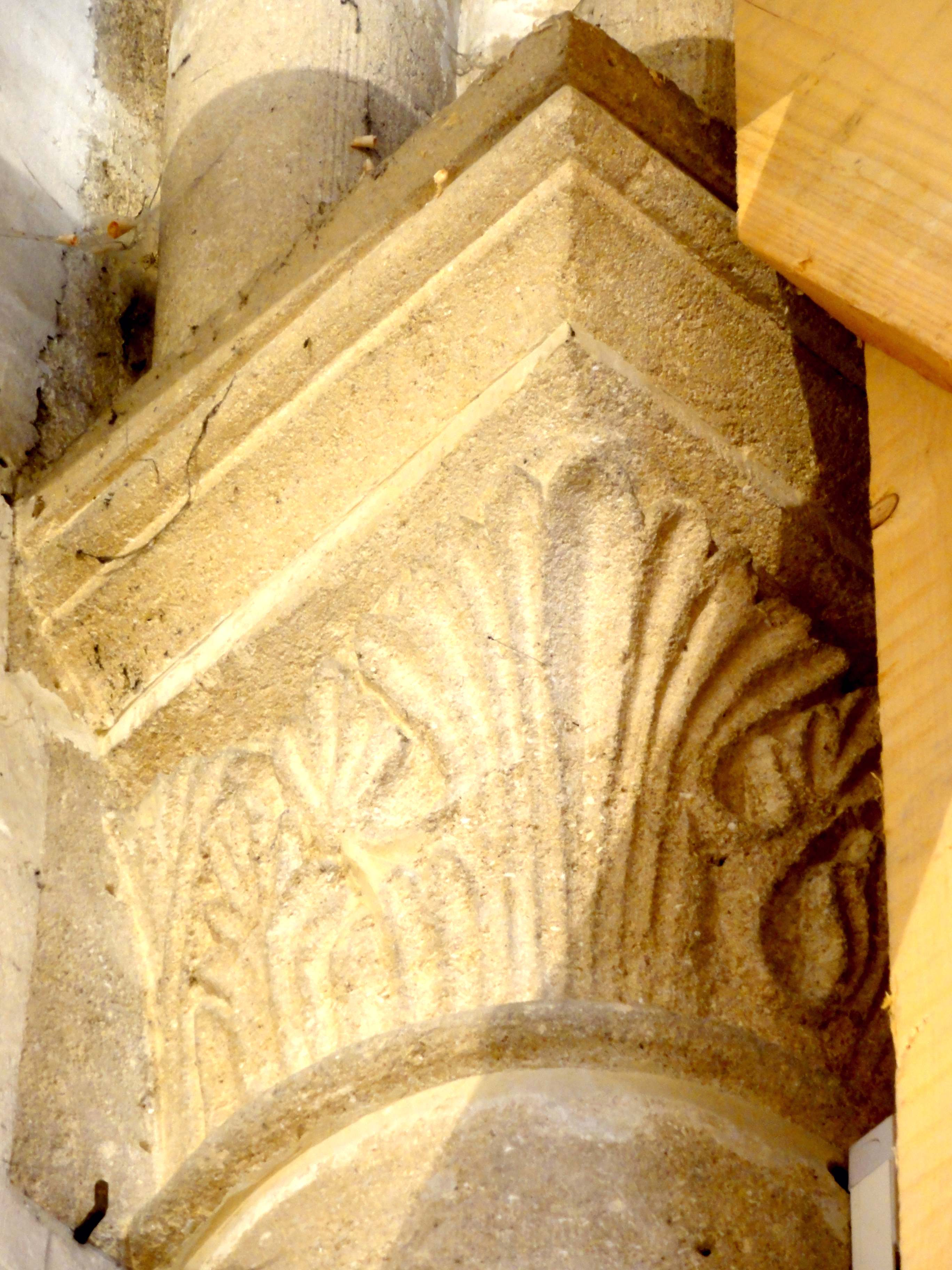
Chapiteau roman.

La nef de la seconde moitié du XIXe siècle est actuellement encombrée par des étais. Elle est deux fois plus large dans l'œuvre que l'arc triomphal, et aussi plus large que la base du clocher, sans toutefois atteindre la largeur réunie de l'ancienne nef basilicale et des bas-côtés. Des nefs uniques aussi larges existent aux XIIe et XIIIe siècles, notamment dans le Beauvaisis, mais elles ne sont pas voûtées. En l'occurrence, l'architecte a opté pour un voûtement d'ogives, et il a aligné les chapiteaux des ogives et doubleaux au même niveau que les impostes de l'arc triomphal. Il a également transposé le tracé en arc brisé très aigu de l'arc triomphal sur l'arc d'inscription transversal des voûtes, et c'est ainsi que s'explique la hauteur importante de la nef. L'on note aussi que sa longueur dans l'œuvre est deux fois plus importante que la largeur, et par la subdivision en quatre travées, l'on obtient ainsi des travées deux fois plus larges que profondes. En principe, cette proportion anormale aurait pour conséquence des formerets d'un tracé surhaussé. Les doubleaux étant déjà aigus, l'architecte a néanmoins préféré le bombement des voûtes dans le sens transversal, comme dans les nefs à voûtes d'ogives romanes, telles que Bury, Foulangues et Saint-Vaast-lès-Mello. Cependant, ces nefs ont moins de quatre mètres de largeur. Ogives et doubleaux sont reçus ensemble sur des colonnettes uniques engagées dans les murs, ce qui est inconcevable dans le contexte de voûtes d'ogives authentiques. D'autre part, l'on note que les fûts et nervures sont appareillés en pierre, alors que les architectes néo-gothiques ont le plus souvent recours aux éléments préfabriqués en staff.
Les ogives sont monotoriques ; les doubleaux affichent deux tores séparés par une faible gorge. Ces profils sont compatibles avec la première période gothique, de même que les clés de voûte. Ce qui mérite l'attention sont les chapiteaux. Ceux dans les angles nord-est et sud-est, près de la croisée du transept, sont gothiques, et leur sculpture évoque les chapiteaux de l'arcade méridionale de la croisée du transept. Le profil de leurs tailloirs ne se trouve pas ailleurs dans l'église. La plupart des huit autres chapiteaux sont romans, et sculptés de palmettes de feuille d'acanthe de bon niveau. Ces chapiteaux sont d'autant plus intéressants qu'ils n'ont pas d'équivalents dans les autres églises du Vexin. Il y a aussi des chapiteaux influencés par la Renaissance, où les corbeilles présentent un rang d'oves et des têtes de chérubin aux angles. Les uns et les autres devraient provenir des grandes arcades de l'ancienne nef. Les derniers seraient issus d'une restauration ; ils ont en outre été fortement grattés lors de la restauration du XIXe siècle. Sur le chapiteau au nord du dernier doubleau, une tête humaine de facture réaliste se détache devant l'angle de gauche, alors que le reste du chapiteau paraît roman. De toute évidence, il devrait s'agir ici du portrait du donateur qui permit la reconstruction de la nef, ou bien de l'architecte. Tous les tailloirs paraissent refaits. Quant à l'arc triomphal, qui ne dispose pas de supports, mais de tailloirs aux multiples strates de mouluration, il présente une archivolte et des piédroits profilés de la même manière. On y voit un quart-de-rond entre un chanfrein et une plate-bande, ce qui ne renvoie à aucun style particulier. Le quart-de-rond dispose toutefois de bases polygonales flamboyantes. On monte trois marches dans la base du clocher. Le niveau du sol de la nef est analogue au croisillon nord depuis le rétablissement du niveau du sol à la période romane. Restent à évoquer les fenêtres : le jour entre par une lancette simple au nord et au sud de chaque travée, et par un oculus inscrivant un hexalobe en haut du mur occidental.

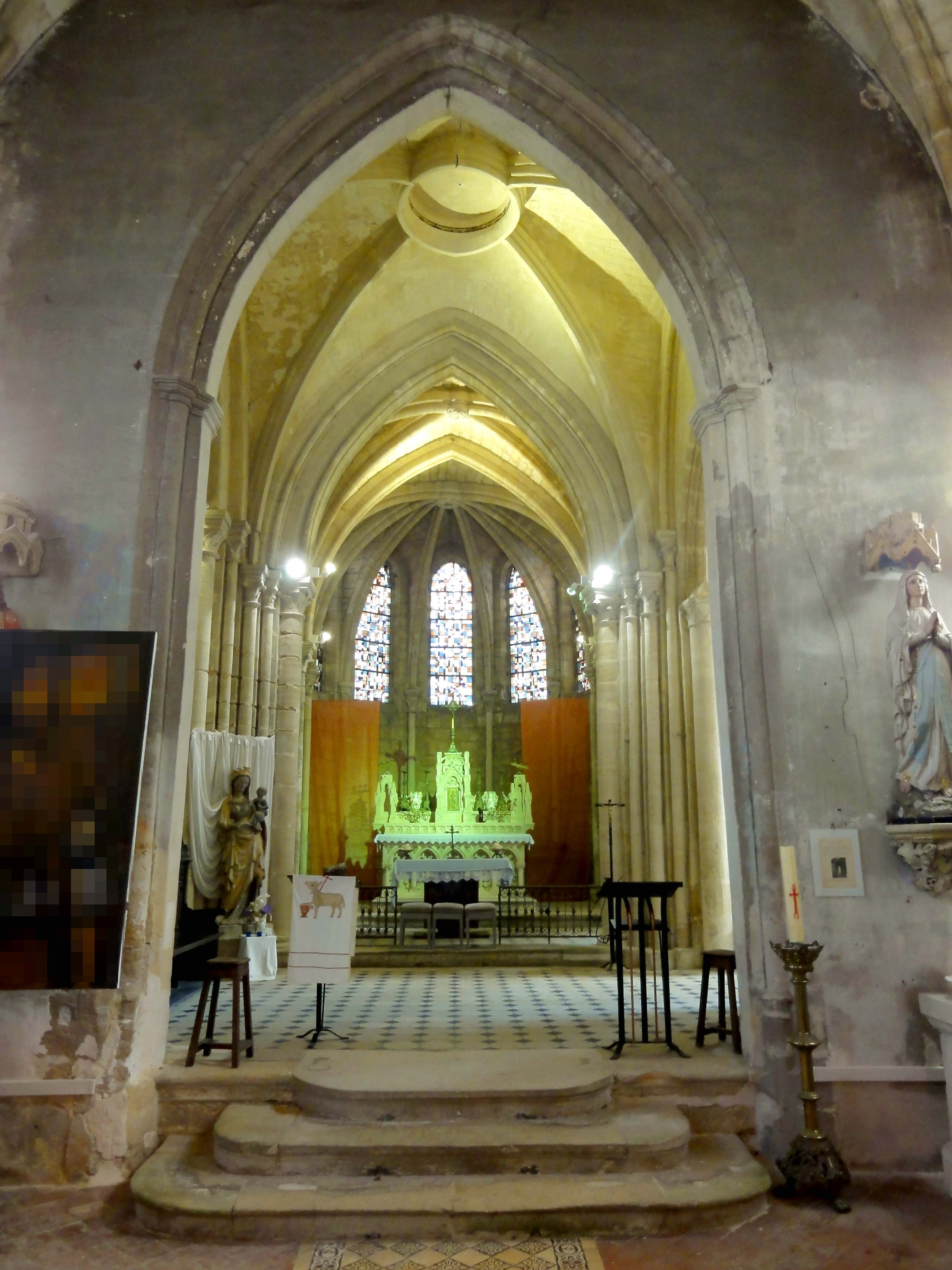
4e travée, vue vers l'est.
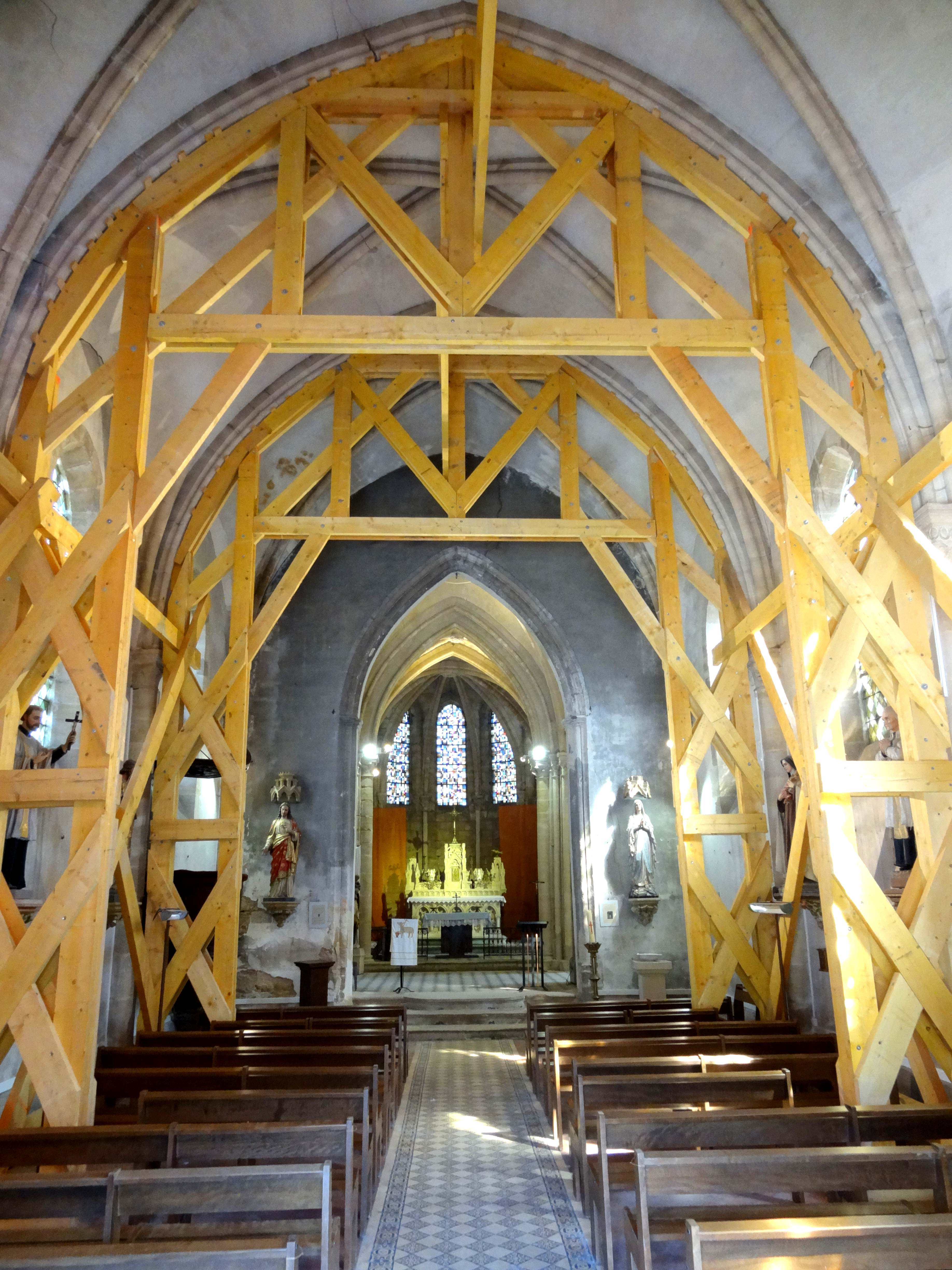
Vue vers l'ouest.
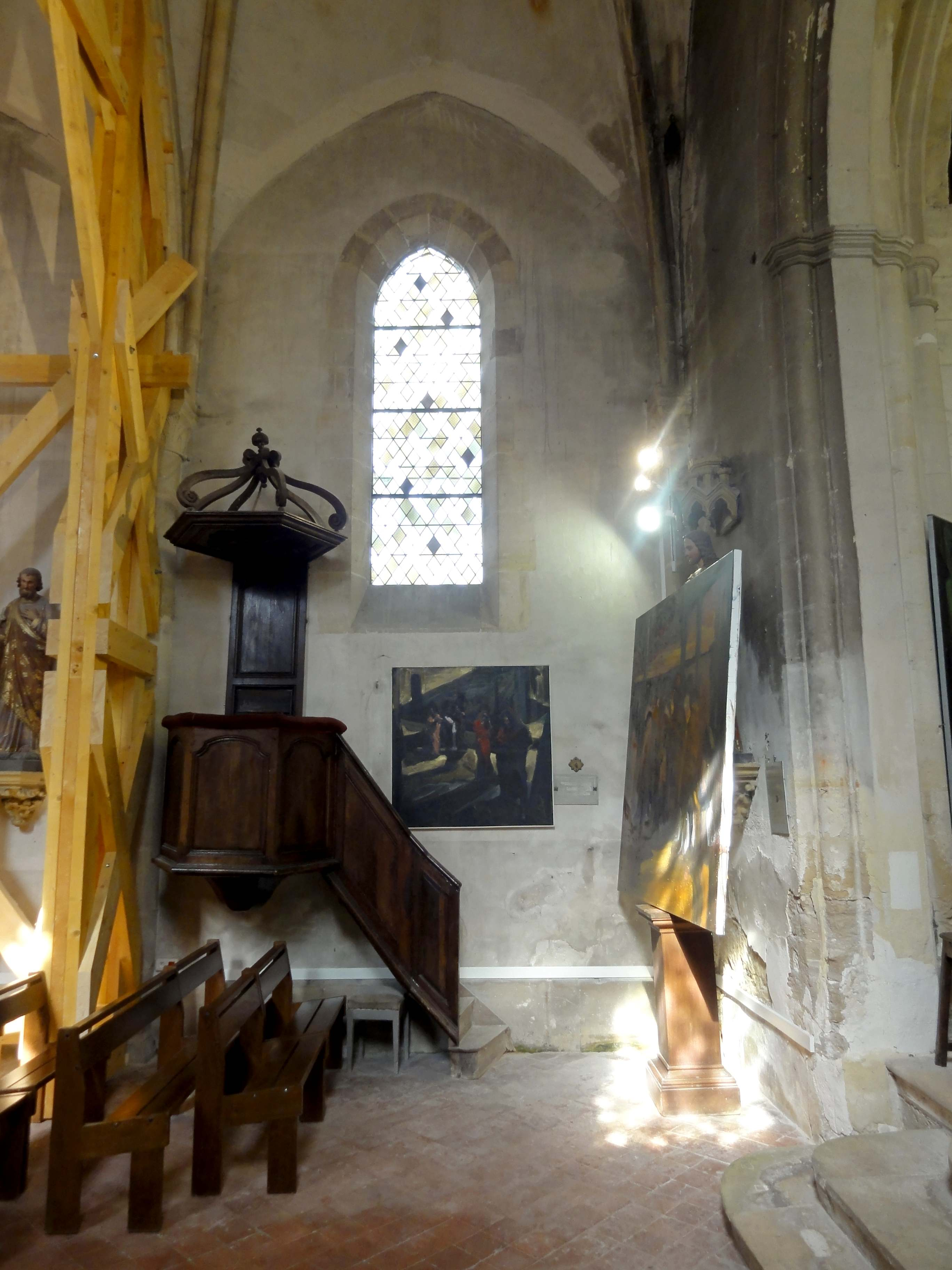
4e travée, élévation nord.
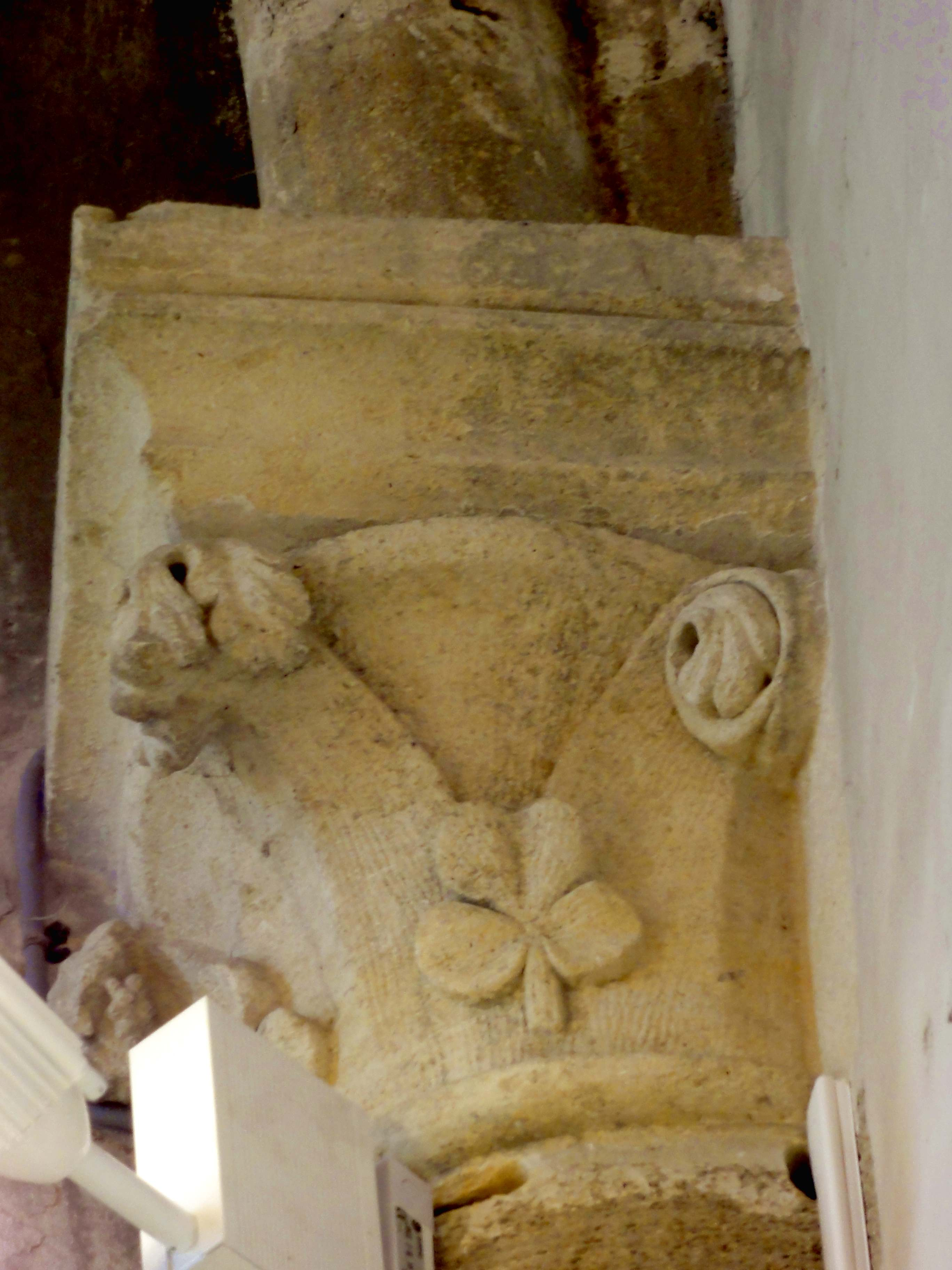
Chapiteau gothique.
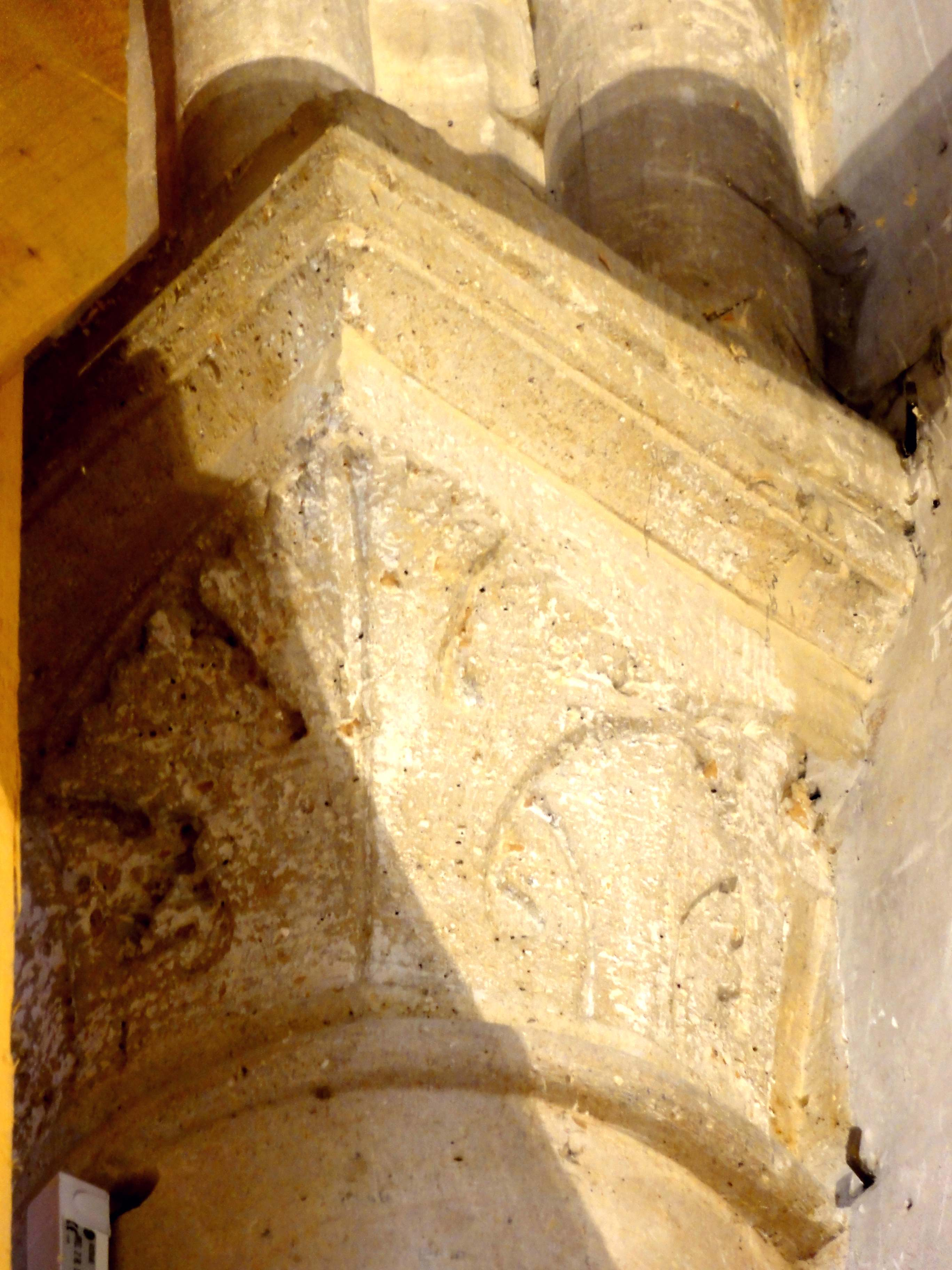
Chapiteau roman.
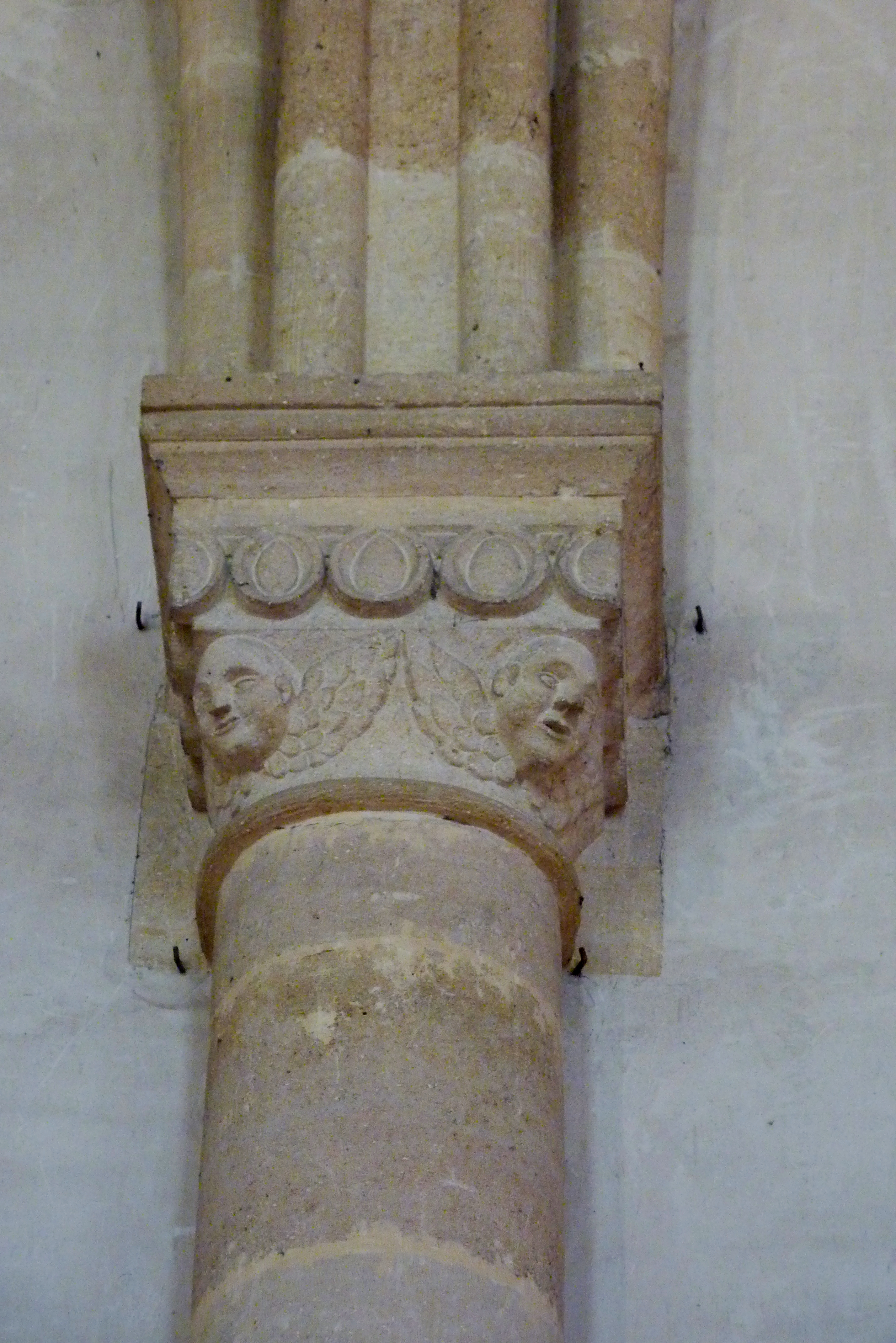
Chapiteau Renaissance.

#### Croisée du transept

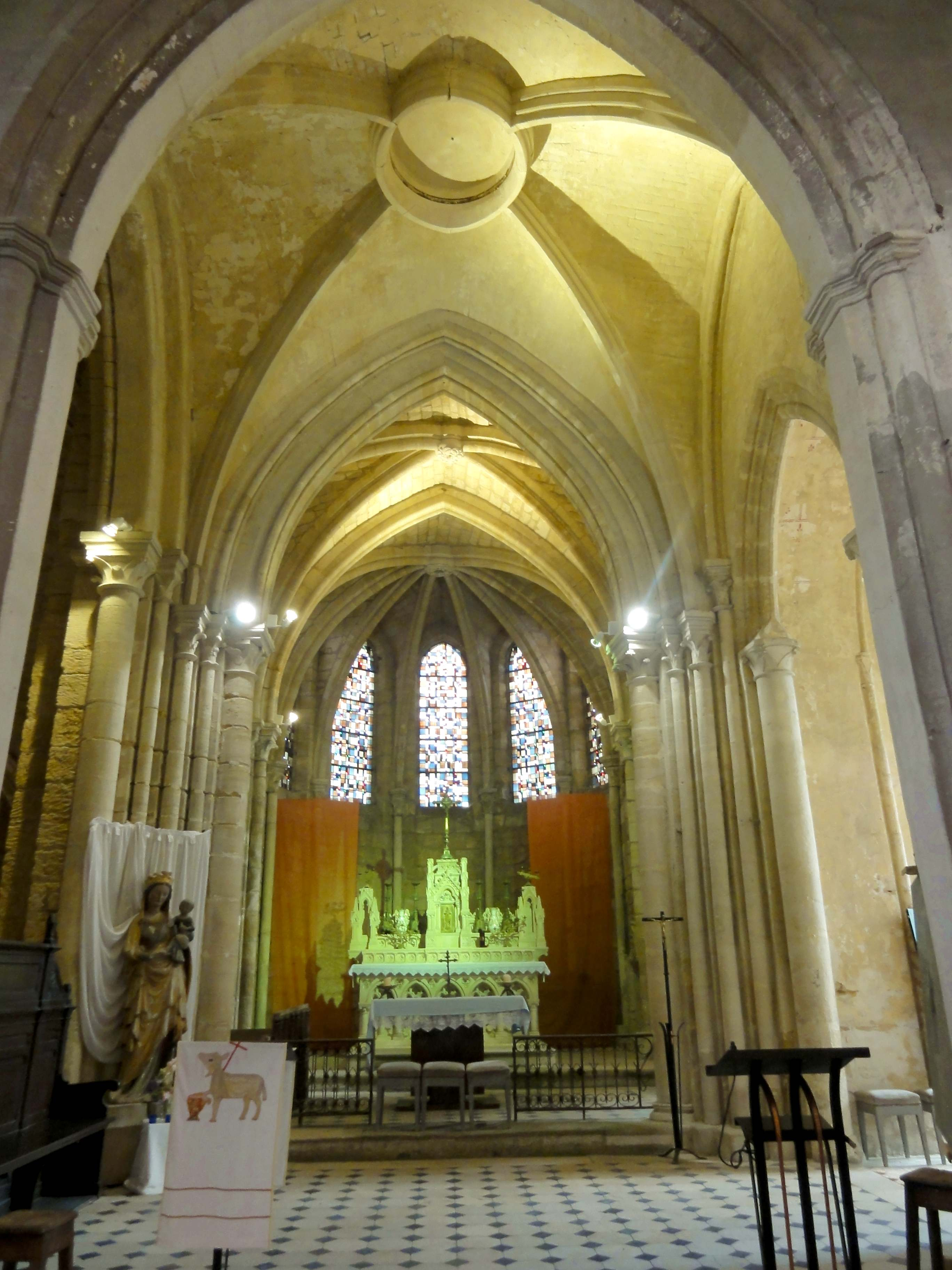
Croisée, vue vers l'est.

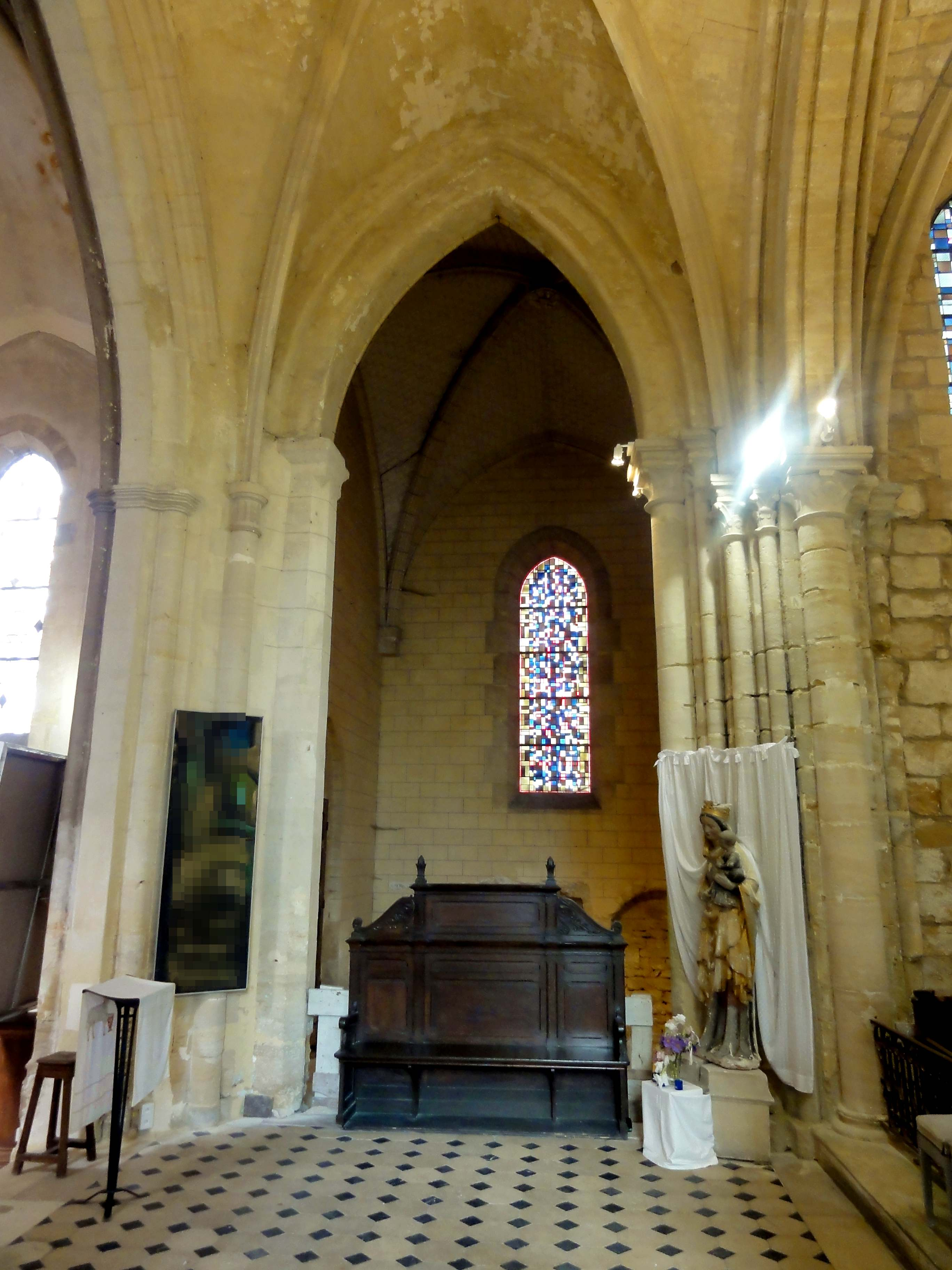
Croisée, vue vers le nord.

La croisée du transept est légèrement barlongue dans le sens nord-sud. Cette impression est renforcée par la relative étroitesse des doubleaux ouvrant sur le croisillon nord et la chapelle sud par rapport aux deux autres doubleaux. La travée revêt un caractère disparate, car les quatre doubleaux datent de trois époques différentes, et trois parmi eux ont subi de divers remaniements. Une seule parmi les quatre colonnettes des ogives de la voûte correspond à la période de construction de la voûte, celle de l'angle nord-ouest. La voûte elle-même se caractérise par la mouluration méplate de ses ogives, en l'occurrence un méplat entre deux ressauts de chaque côté, répandue à la Renaissance. Un grand trou pour la montée des cloches est ménagé dans le centre de la voûte. Il est entouré d'un bandeau fortement saillant. Les différentes élévations s'organisent comme suit. À l'ouest, les piédroits de l'arc triomphal se présentent de la même manière que côté nef, mais le doubleau lui-même se compose d'un rouleau inférieur dont l'arête a été entaillée d'une large gorge, probablement à la période flamboyante (à laquelle correspondent aussi les bases), et d'un rouleau supérieur mouluré d'un mince tore dégagé. À gauche, il retombe sur une colonnette à chapiteau de la période gothique. À droite, les derniers claveaux ont été arrachés lors de la construction de la voûte, et il n'y a plus de colonnette. Dans l'angle, on trouve la colonnette de la Renaissance déjà signalée, dont le chapiteau détonne par sa forme cylindrique et son décor de glyphes.
Au nord, l'étroit doubleau ouvrant sur le croisillon roman adopte le même tracé aigu que l'arc triomphal, mais est à deux rangs de claveaux chanfreinés, sans mouluration. À gauche, la retombée s'effectue sur le tailloir, profilé d'une plate-bande et d'un biseau, d'un piédroit aux angles abattus, sauf immédiatement sous le tailloir. Il n'y a apparemment pas de modifications notables depuis la construction, et l'arc triomphal devait se présenter de la même manière. Cette architecture évoque le début de la période gothique, au milieu ou troisième quart du XIIe siècle. Des arcades aussi aigües cadrent mal avec la période romane. Il est donc possible que l'on soit obligé de rajeunir encore davantage le croisillon nord, ou bien d'admettre une longue interruption du chantier entre la construction du clocher et des murs extérieurs, d'un côté, et le voûtement, d'un autre côté. À droite, l'architecte du chœur a jugé utile de remplacer le piédroit simple par une colonne engagée et une fine colonnette, qui supportent respectivement le rouleau inférieur et le rouleau supérieur. Ils possèdent des tailloirs carrés profilés d'une plate-bande et d'un cavet entre deux filets, et des chapiteaux sculptés de crochets bien fouillés et parfois un rang de feuilles polylobées en bas de la corbeille, avec un astragale d'un profil aigu et saillant. Dans l'angle, deux autres fines colonnettes jouxtent celle déjà signalée. L'une est réservée à l'ogive ; l'autre fait partie des supports du doubleau vers le chœur. Leurs tailloirs sont situés plus bas que ceux des supports du doubleau septentrional. Ceci vient de l'ouverture plus large de ce doubleau par rapport aux doubleaux vers les croisillons. D'habitude, les architectes gothiques préfèrent donner aux doubleaux plus étroits un tracé surhaussé ou des sections verticales, plutôt que d'accepter la retombée à des niveaux différents.
L'élévation orientale est la seule à présenter une symétrie entre les deux extrémités opposés. Elle commence par la fine colonnette du rouleau supérieur du doubleau septentrional, à gauche, et se termine à droite par la fine colonnette du formeret méridional, qui existe ici en raison de la hauteur moindre de l'arcade vers la chapelle sud. À côté de chacune de ces fines colonnettes, il y a deux autres identiques, mais moins élevées, comme signalé ci-dessus : l'une est dédié à l'ogive, et l'autre au rouleau supérieur du doubleau oriental. À ces faisceaux de trois fines colonnettes se joint une colonne engagée, qui appartient au rang de claveaux inférieur du doubleau oriental. Celui-ci est mouluré d'un méplat entre deux tores, ce qui est le profil le plus courant pour les arcades à la première période gothique. Le rouleau supérieur est analogue à celui ajouté au-dessus de l'arc triomphal et au formeret du côté sud, soit un mince tore. Il n'a pas encore été question des bases : celles-ci sont logiquement noyées dans le sol. Les bases des deux colonnes engagées du doubleau oriental sont néanmoins entièrement visibles. Elles se composent, du haut vers le bas, de deux petits boudins aplatis ; d'une scotie ; et d'un gros boudin apparenté à un quart-de-rond. Il n'y a pas de griffes d'angle. Dans leur ensemble, les supports gothiques mentionnés jusqu'ici portent les caractéristiques des années 1210 / 1220, et la sculpture se rapproche du déambulatoire de Gonesse et du chœur de Vétheuil, qui sont légèrement antérieurs (il y a encore des bases à griffes). Il en va de même du formeret méridional et de ces deux colonnettes à chapiteaux, mais pas de l'arcade relativement basse et étroite, qui établit l'intercommunication avec la chapelle du sud. Son archivolte est moulurée d'un petit tore, d'une gorge et d'un tore en forme d'amande. Les tailloirs des chapiteaux se limitent à une mince tablette. Contrairement aux autres, leur corbeille est déjà de plan rond immédiatement sous le tailloir, et pas seulement à la rencontre avec l'astragale. Ces chapiteaux se rapprochent des parties basses du chœur et de la chapelle nord de l'église de Montgeroult, datées des années 1230, et du chœur d'Ableiges.

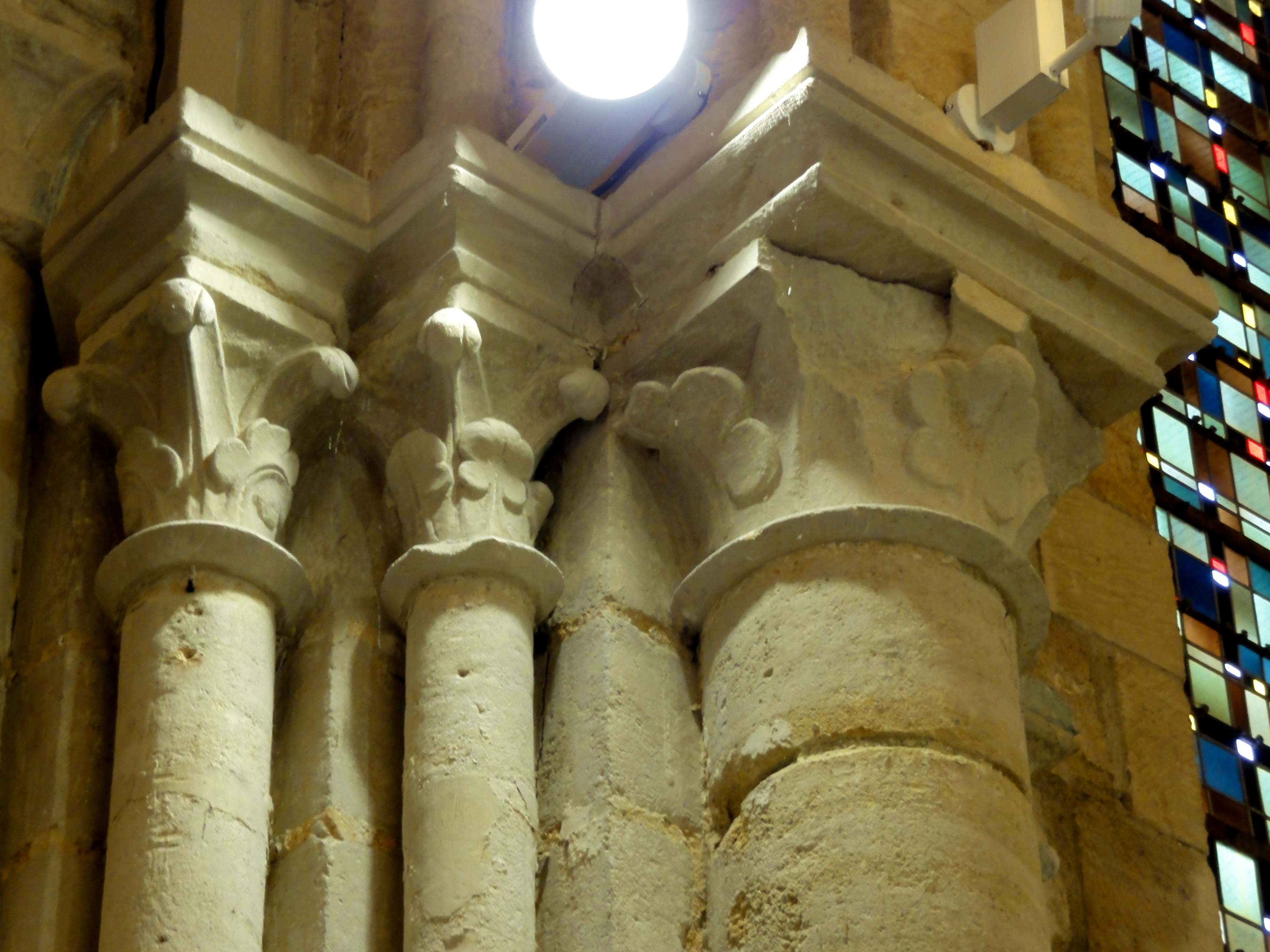
Chapiteaux au nord-est.
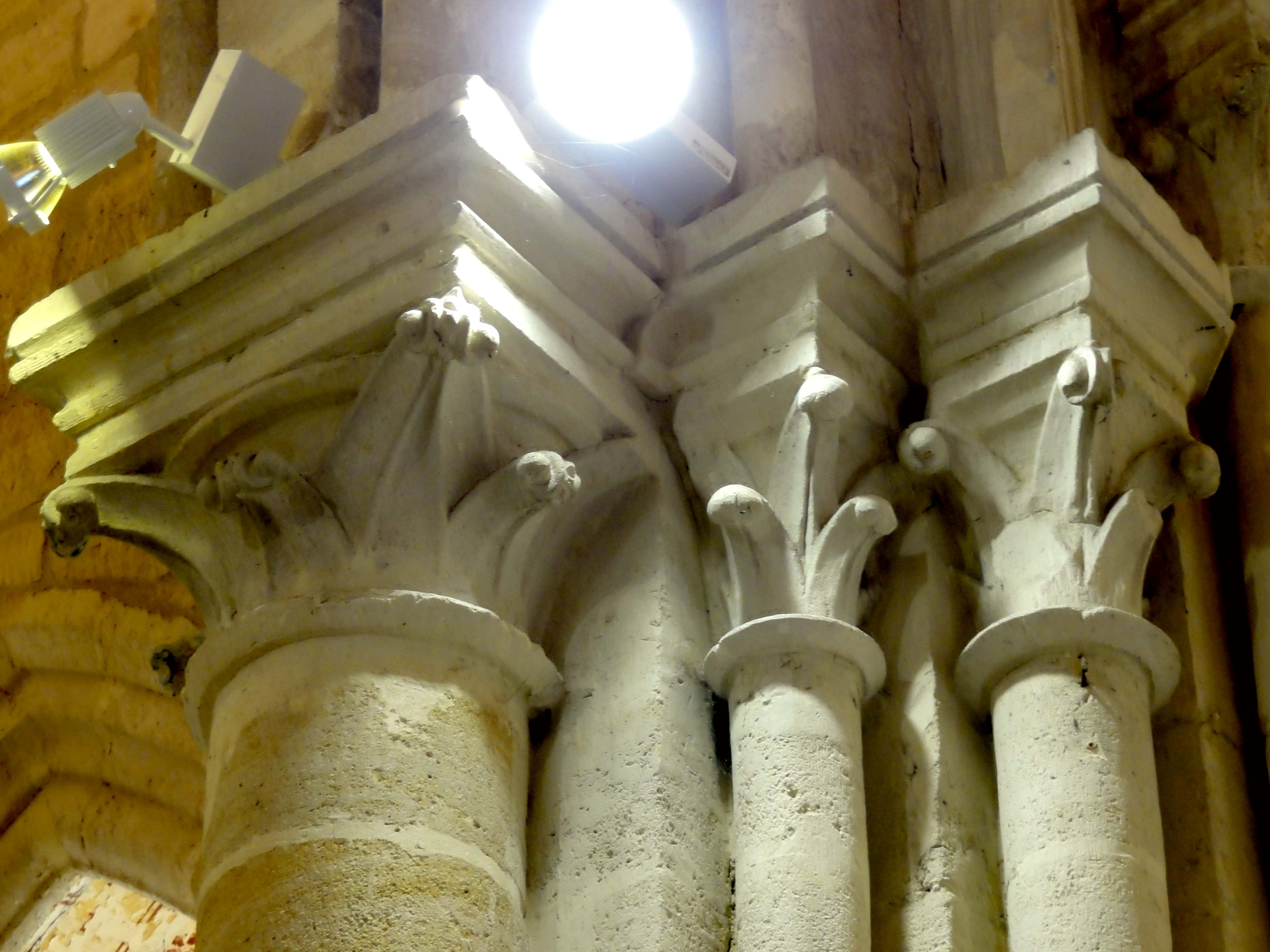
Chapiteaux au sud-est.
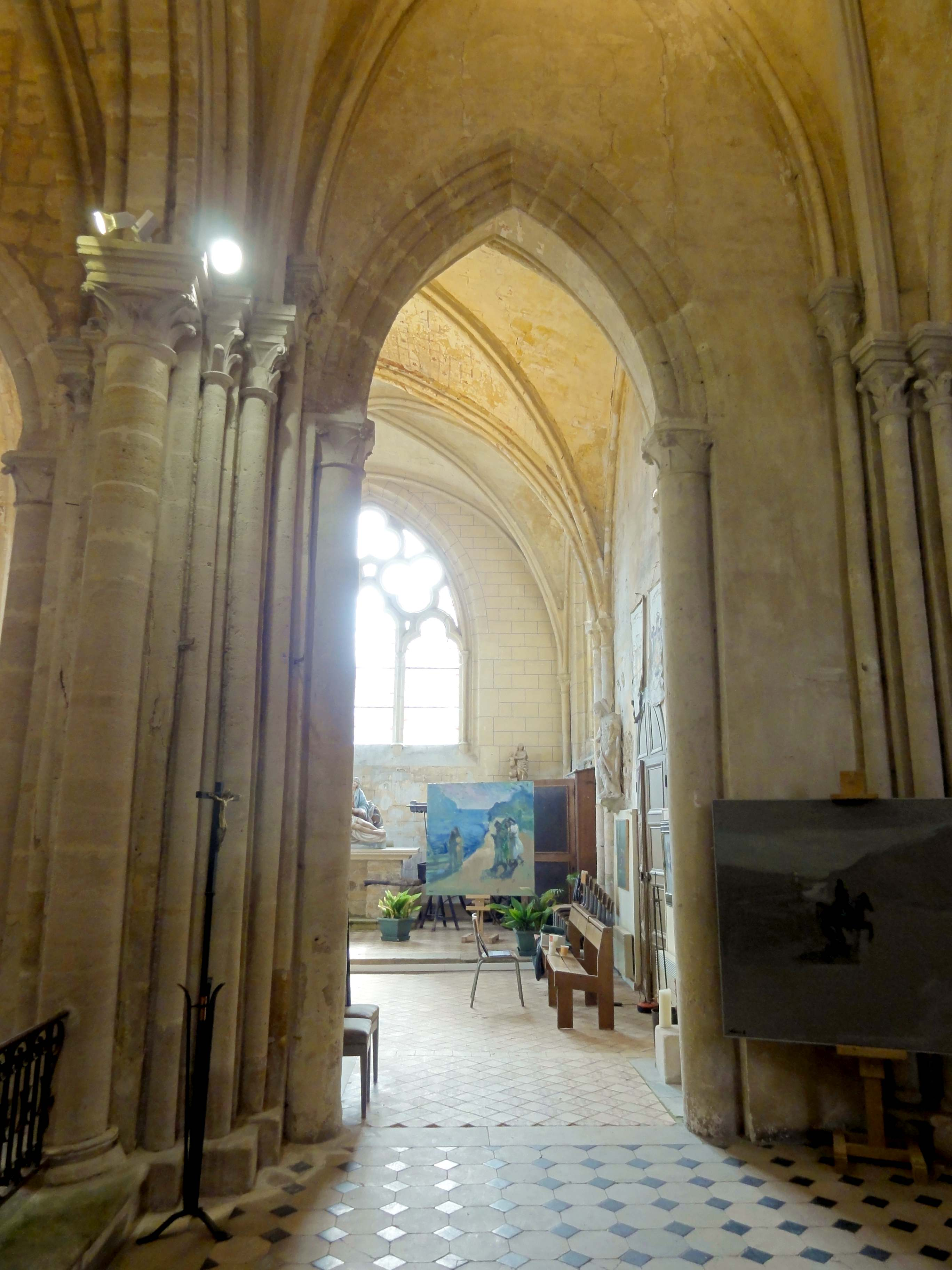
Vue vers le sud.
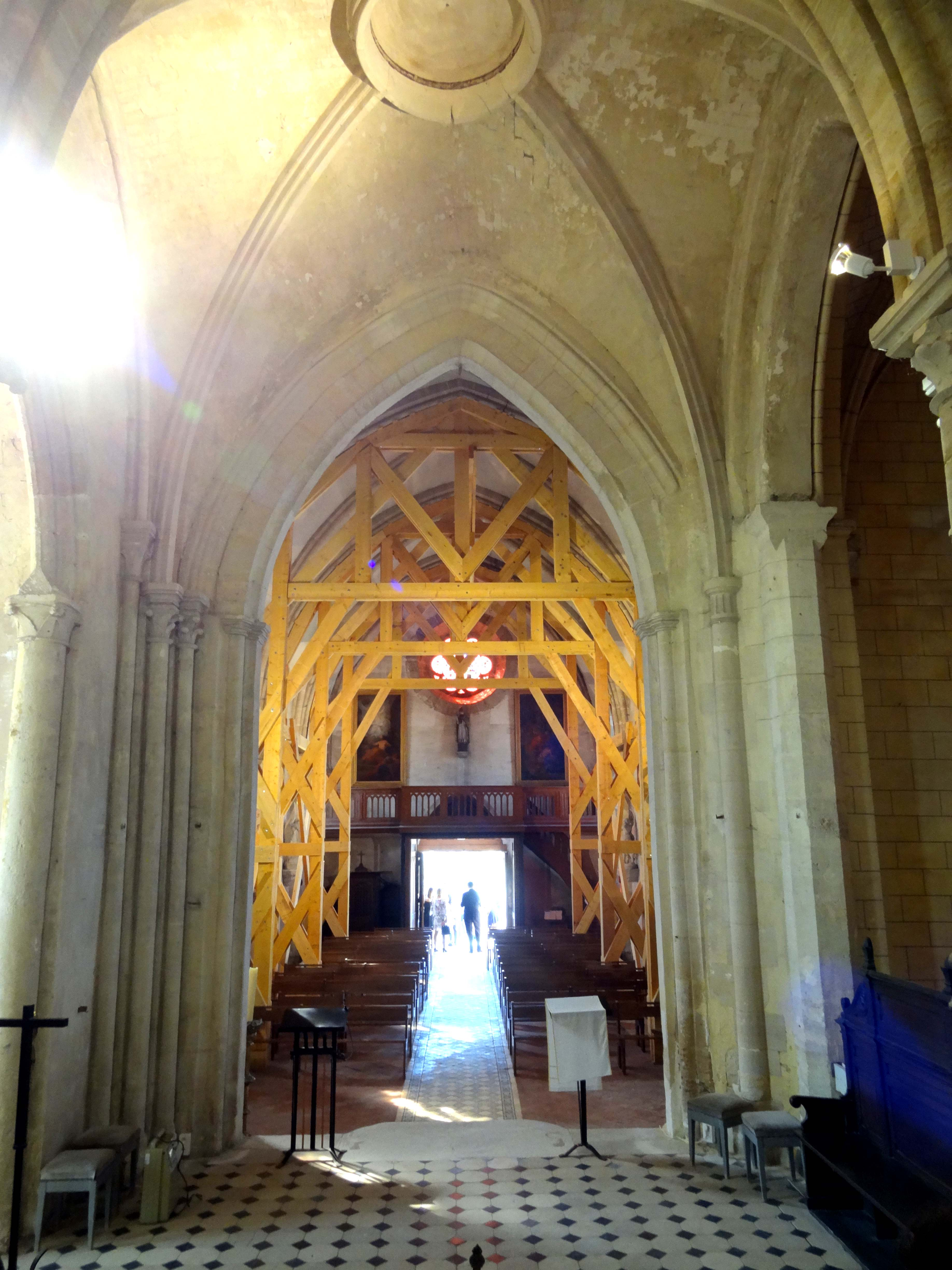
Vue vers l'ouest.
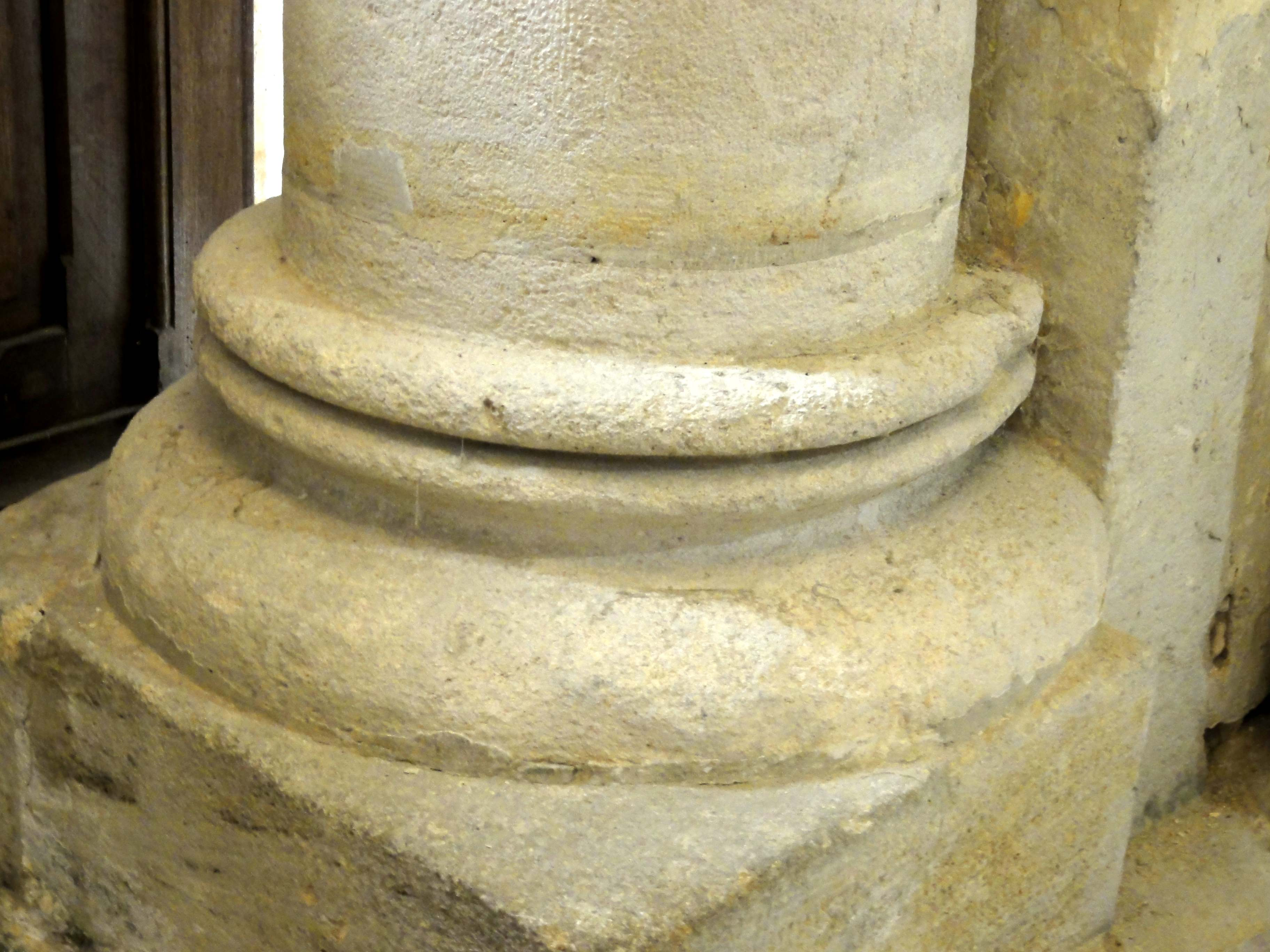
Base du début du XIIIe siècle.
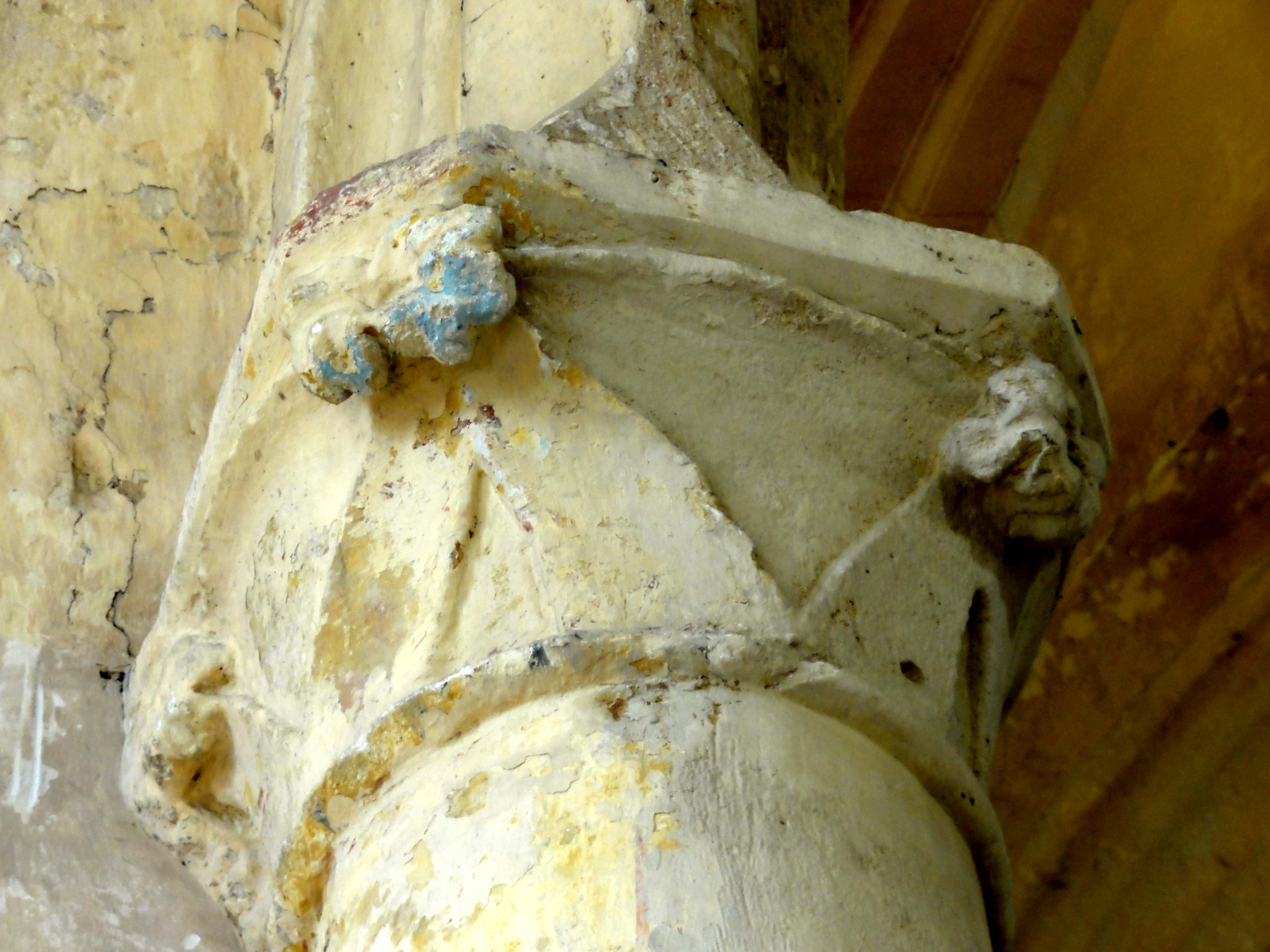
Chapiteau des années 1230.

#### Chœur

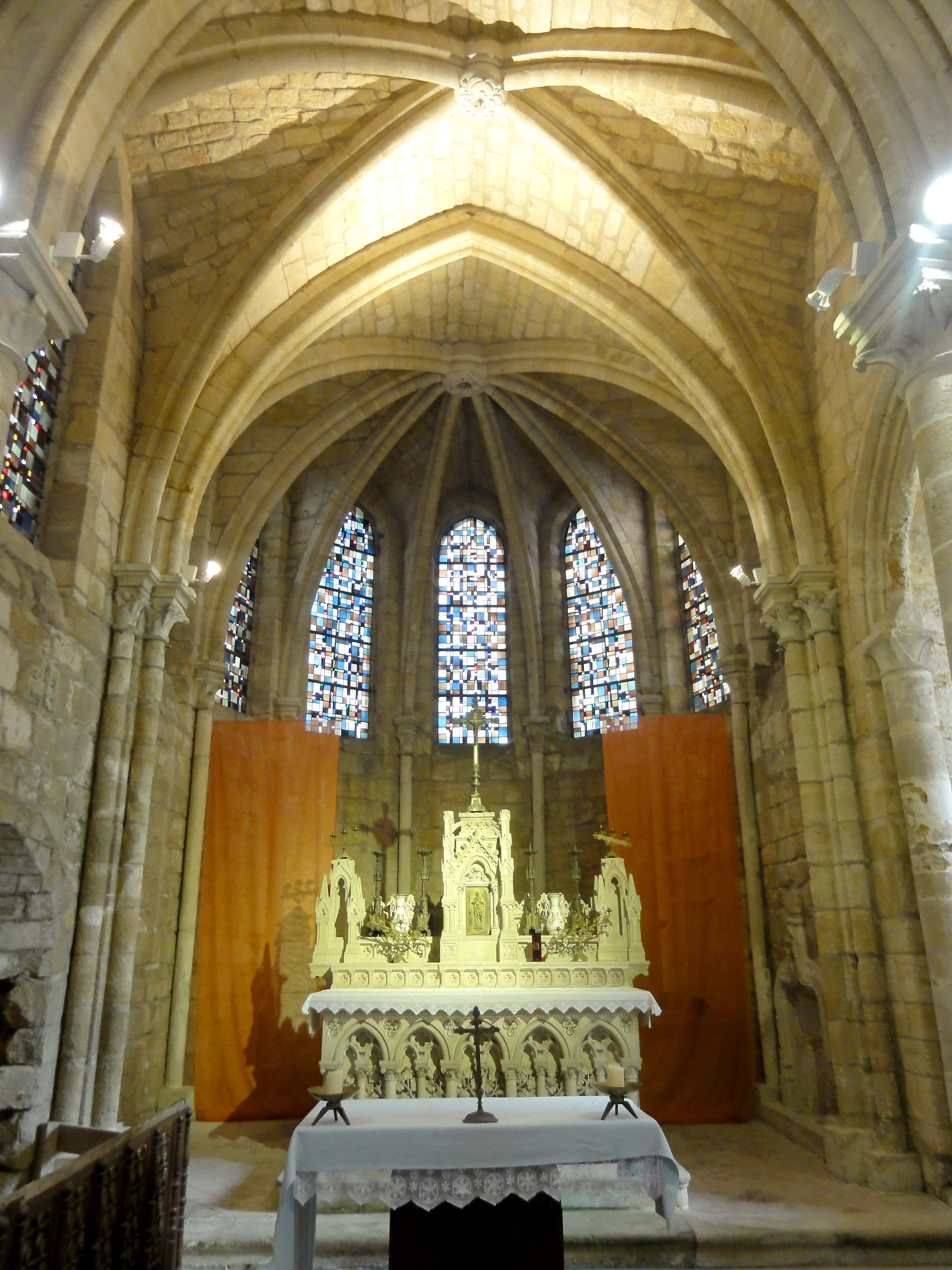
Vue vers l'est.

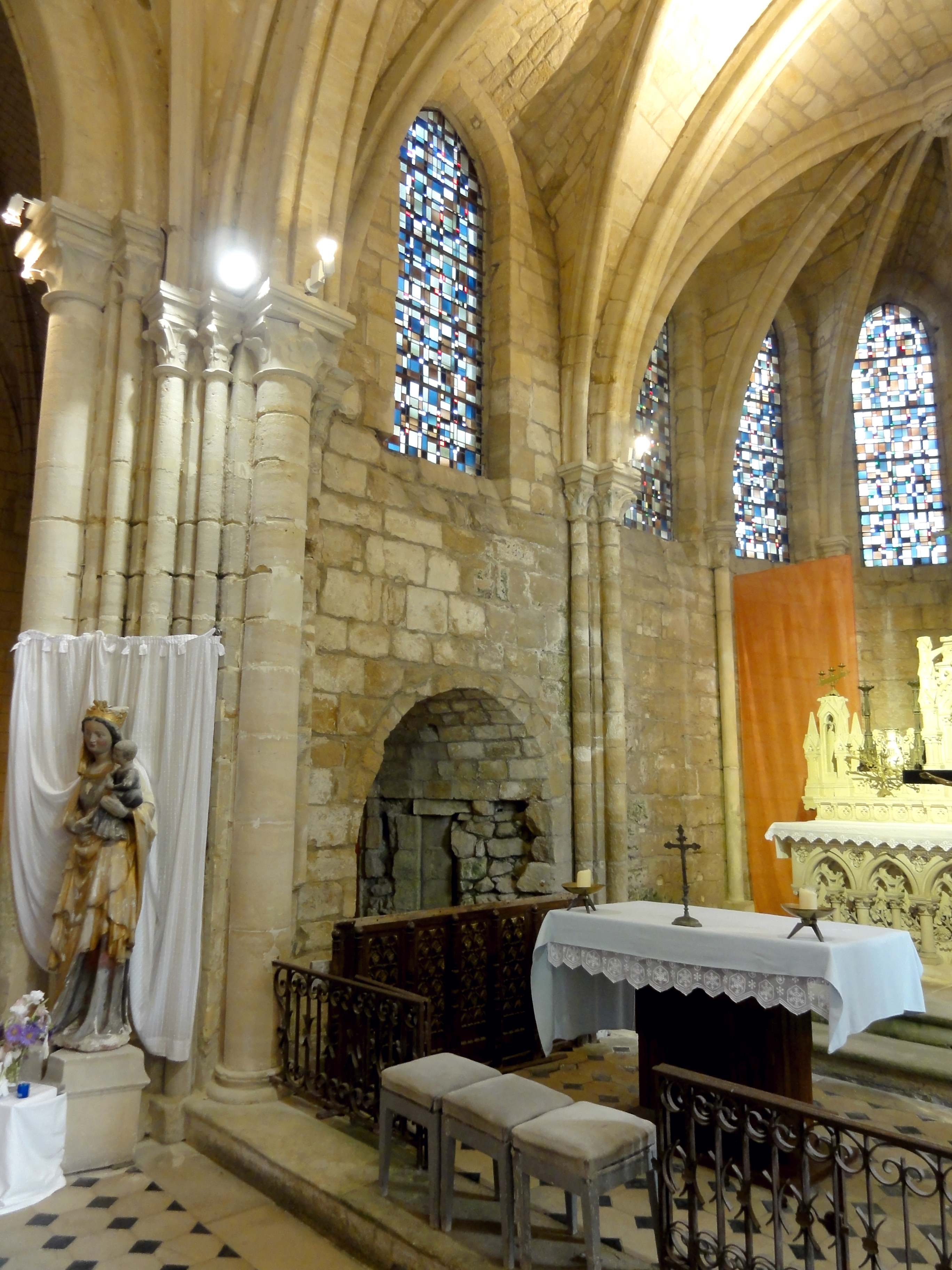
Vue vers le nord-est.

Le chœur constitue la partie la plus harmonieuse de l'église, car les élévations paraissent conçues d'un seul jet, et l'unique remaniement concerne le remplacement des bases par des blocs cubiques. Il y a en outre une piscine flamboyante au sud de l'abside. Le plan à deux travées, soit une travée droite et une abside polygonale, est réservé aux églises villageoises d'une certaine importance : les édifices les plus modestes se contentent d'une abside qui fait immédiatement suite à la croisée du transept. En même temps, le parti architectural ne fait pas preuve d'une ambition particulière, comme c'est le cas à Avernes, Chars, Longuesse ou Vétheuil : la hauteur est assez moyenne ; les dimensions sont également modestes ; les voûtes sont dépourvues de formerets ; il n'y a aucun élément de scansion horizontale ; et les fenêtres sont exemptes de toute décoration. Mais dans son austérité, le chœur d'Us ne manque pas d'élégance, grâce notamment au rythme élevé des fenêtres et aux fines colonnettes en délit avec chapiteaux à bec qui supportent les ogives dans les angles de l'abside. Dans une région où le chevet plat domine, les chœurs polygonaux sans bas-côtés et déambulatoire ne sont pas nombreux à la première période gothique. En plus d'Us, l'on peut notamment citer Avernes, Gouzangrez, Grisy-les-Plâtres, Longuesse, Nesles-la-Vallée et Vétheuil, ainsi que Marines, où le caractère d'origine s'est perdu au gré des remaniements. Ces chœurs ont en commun l'éclairage par des lancettes simples, et des contreforts fortement saillants scandés par de multiples ressauts. À Gouzangrez, Us et Vétheuil, l'abside est à sept pans.
Comme dans de nombreuses absides à pans étroits et à un seul niveau d'élévation, les fenêtres s'inscrivent entièrement sous les lunettes de la voûte, et les ogives agissent comme des abat-jour, ce qui favorise des jeux d'ombre et de lumière, qui sont source d'un effet de profondeur. À l'exception de l'unique baie de la travée droite, qui est plus profonde que les pans de l'abside ne sont larges, les lancettes simples occupent presque toute la largeur disponible entre les colonnettes. Contrairement à la règle jusqu'au début du XIIIe siècle, elles sont à peine évasées, mais s'ouvrent toutefois au-dessus d'un long glacis pentu. La baie de la travée droite se situe au nord, au-dessus du passage vers l'absidiole. Ce passage est aligné sous le sommet de la voûte, assez bas, en plein cintre, et oblique, faut de quoi il aboutirait devant l'hémicycle de l'absidiole. Au sud, la baie a été supprimée peu de temps après l'achèvement du chœur, lors de l'ouverture de l'arcade vers la chapelle sud. Cette arcade ressemble assez à celle au sud de la croisée du transept, sauf que l'intrados est méplat. Certes ses chapiteaux ne sont pas de la même facture que ceux du chœur, mais la proximité stylistique est trop grande pour provoquer une rupture de style.
Le doubleau vers la croisée du transept a déjà été décrit. Il est flanqué, du côté chœur comme du côté transept, des deux fines colonnettes destinées à recevoir les ogives, en l'occurrence celles de la première travée du chœur. En continuité avec le parti retenu pour la croisée du transept, les tailloirs des ogives sont implantés orthogonalement, et non à 45° face aux ogives, ce qui est la disposition la plus courante à la première période gothique. Les ogives sont monotoriques et en forme d'amande. Les clés de voûte sont décorées d'une couronne de feuillages. Le doubleau intermédiaire est plus léger que le doubleau occidental, qui doit supporter une partie du poids du clocher. Ce doubleau n'est donc qu'à simple rouleau, et repose sur de fines colonnettes à chapiteaux, analogues à celles des ogives. L'on obtient ainsi deux faisceaux de trois fines colonnettes, l'un au nord, l'autre au sud. Le profil du doubleau se compose de deux tores séparés par une faible gorge. L'on constate ainsi que ce sont les profils du chœur que l'architecte du milieu du XIXe siècle a adopté pour la nef. Dans l'abside, les fûts ne sont pas appareillés, mais en délit, et les tailloirs et chapiteaux sont à bec (en pointe). Selon Maryse Bideault et Claudine Lautier, ce parti apparaît pour la première fois dans l'abbatiale de Royaumont, achevée en 1235. Cette observation ainsi que la ressemblance de la sculpture avec les parties basses de la basilique de Saint-Denis permettent d'affirmer que la voûte de l'abside devrait être postérieure à 1240. Cette date est en décalage avec le style gothique primitif qui règne à l'extérieur, mais aussi avec les lancettes simples et les doubleaux primitivement non moulurés de la croisée du transept. L'interruption du chantier entre la construction des murs extérieurs et la mise en œuvre des voûtes et de leurs supports paraît donc vraisemblable.

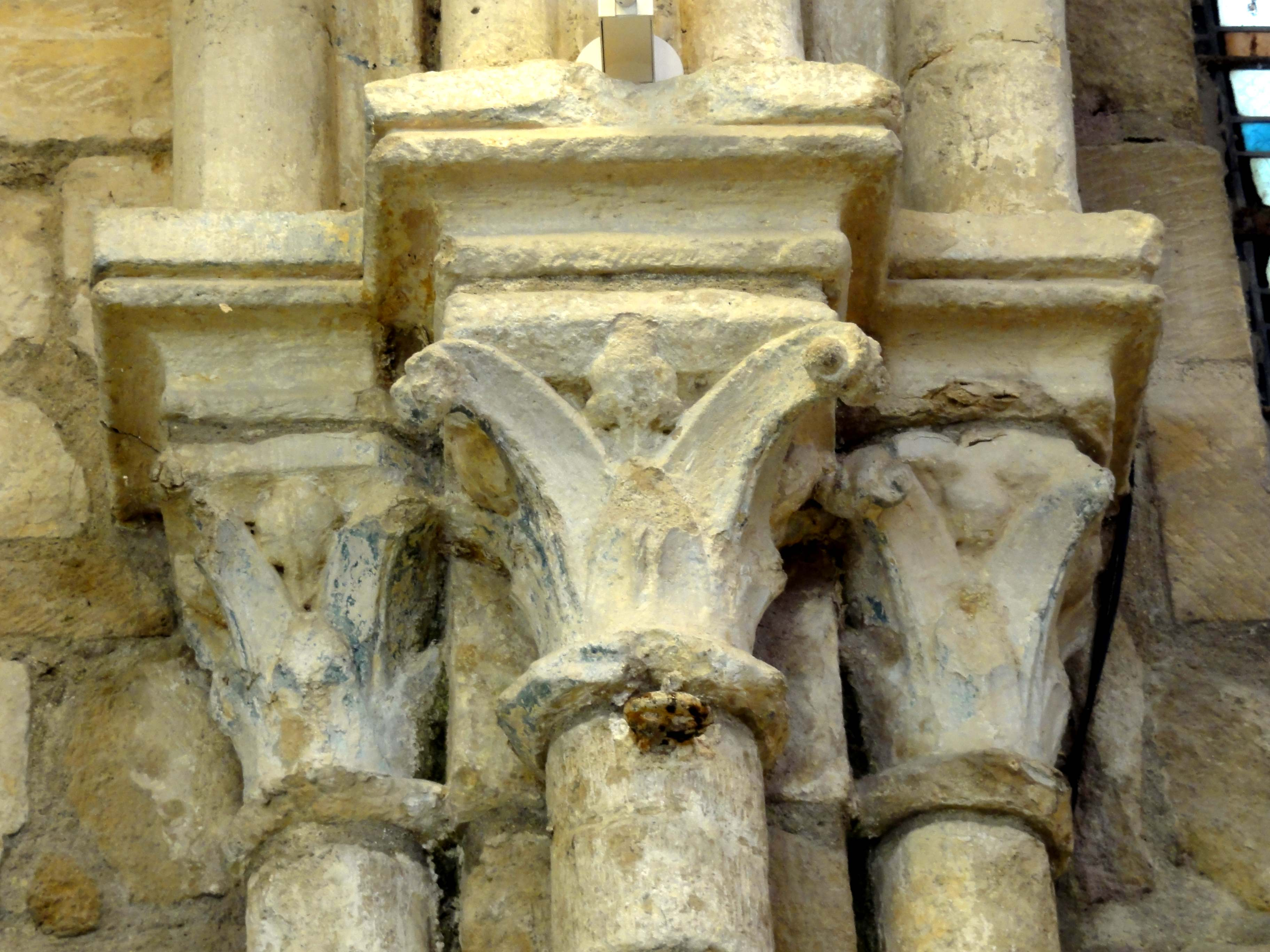
Chapiteaux du doubleau intermédiaire, côté nord.
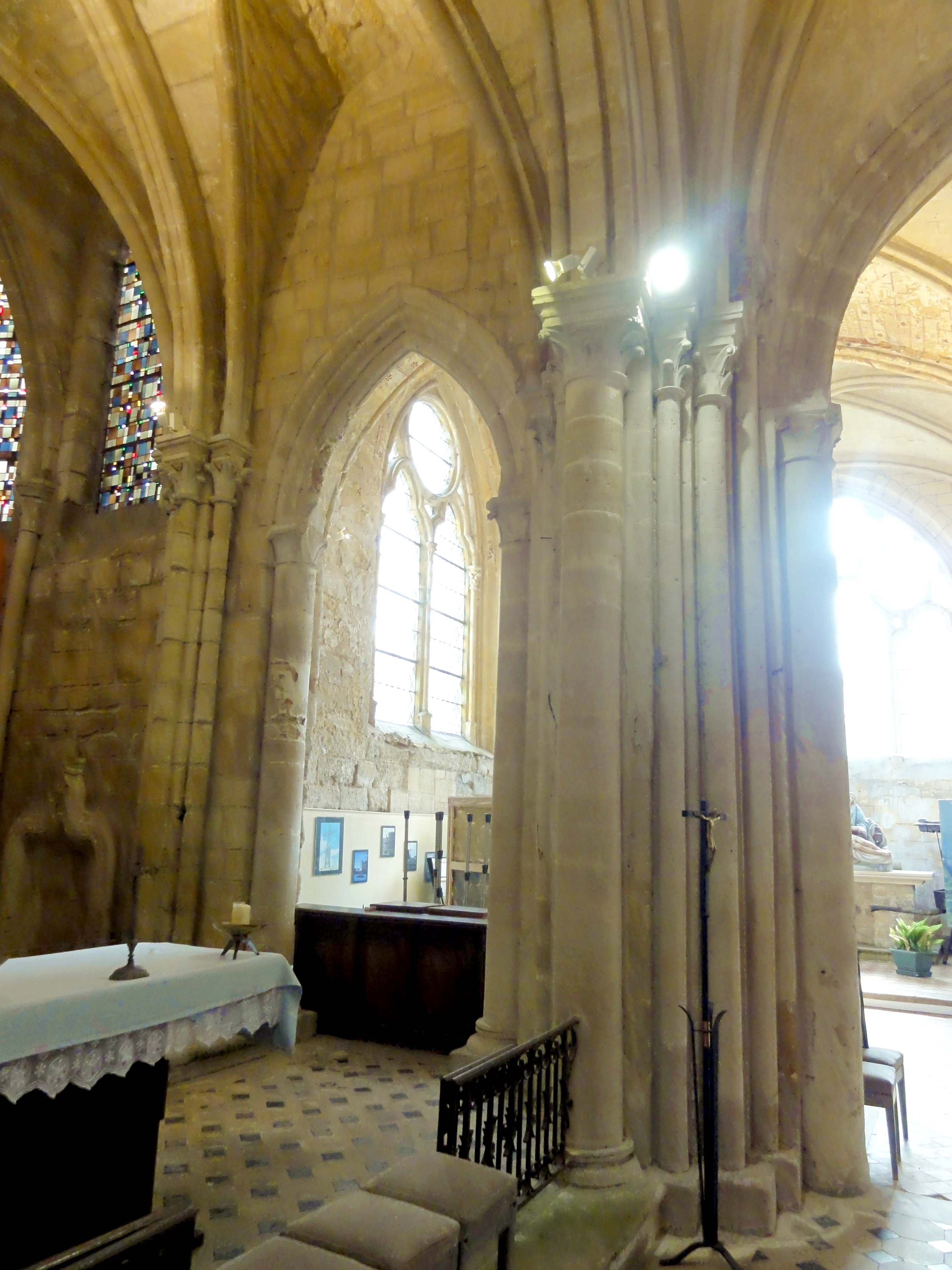
Croisée du transept et chœur, vue vers le sud-est.
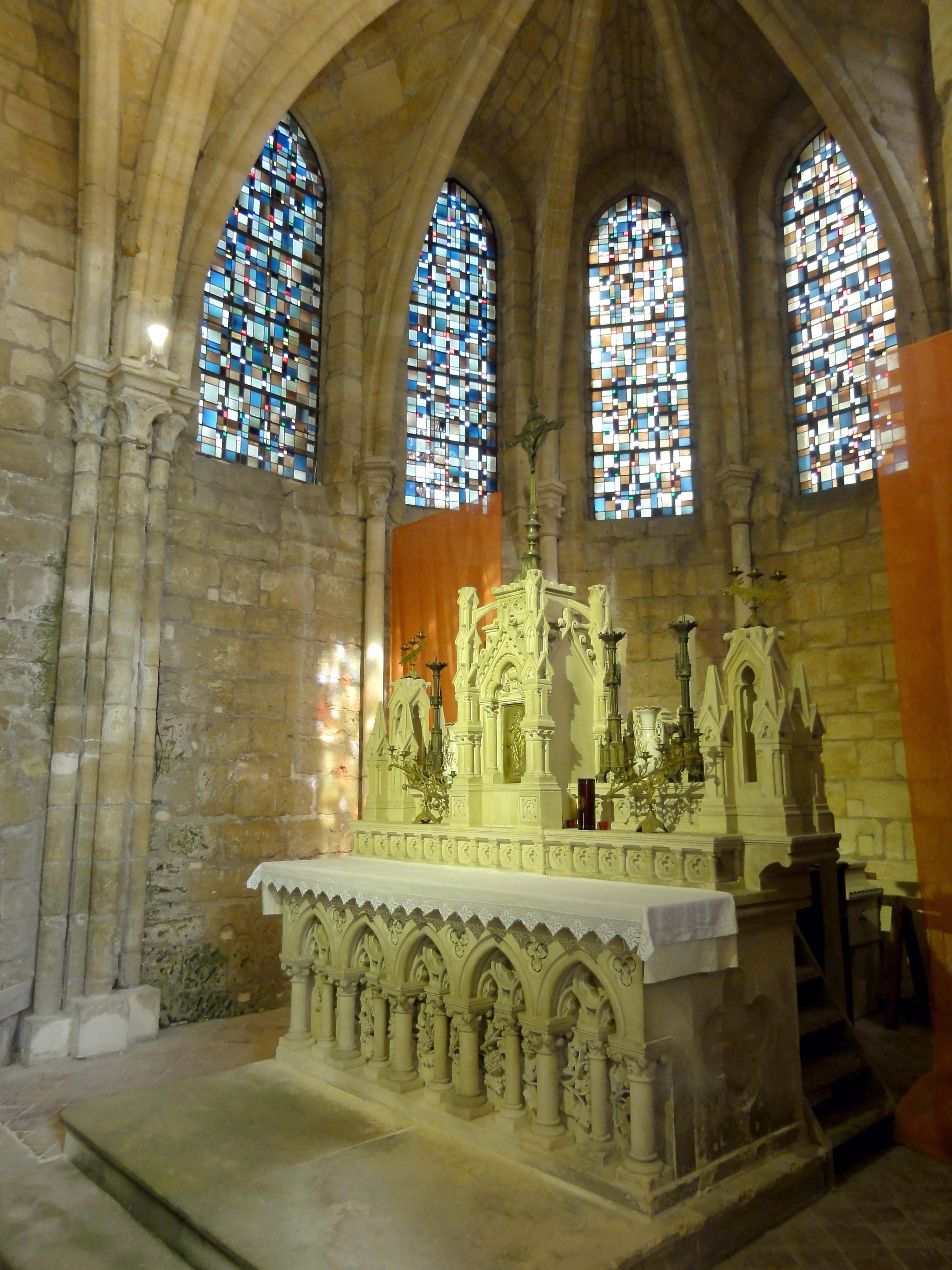
Abside, vue vers le nord-est.
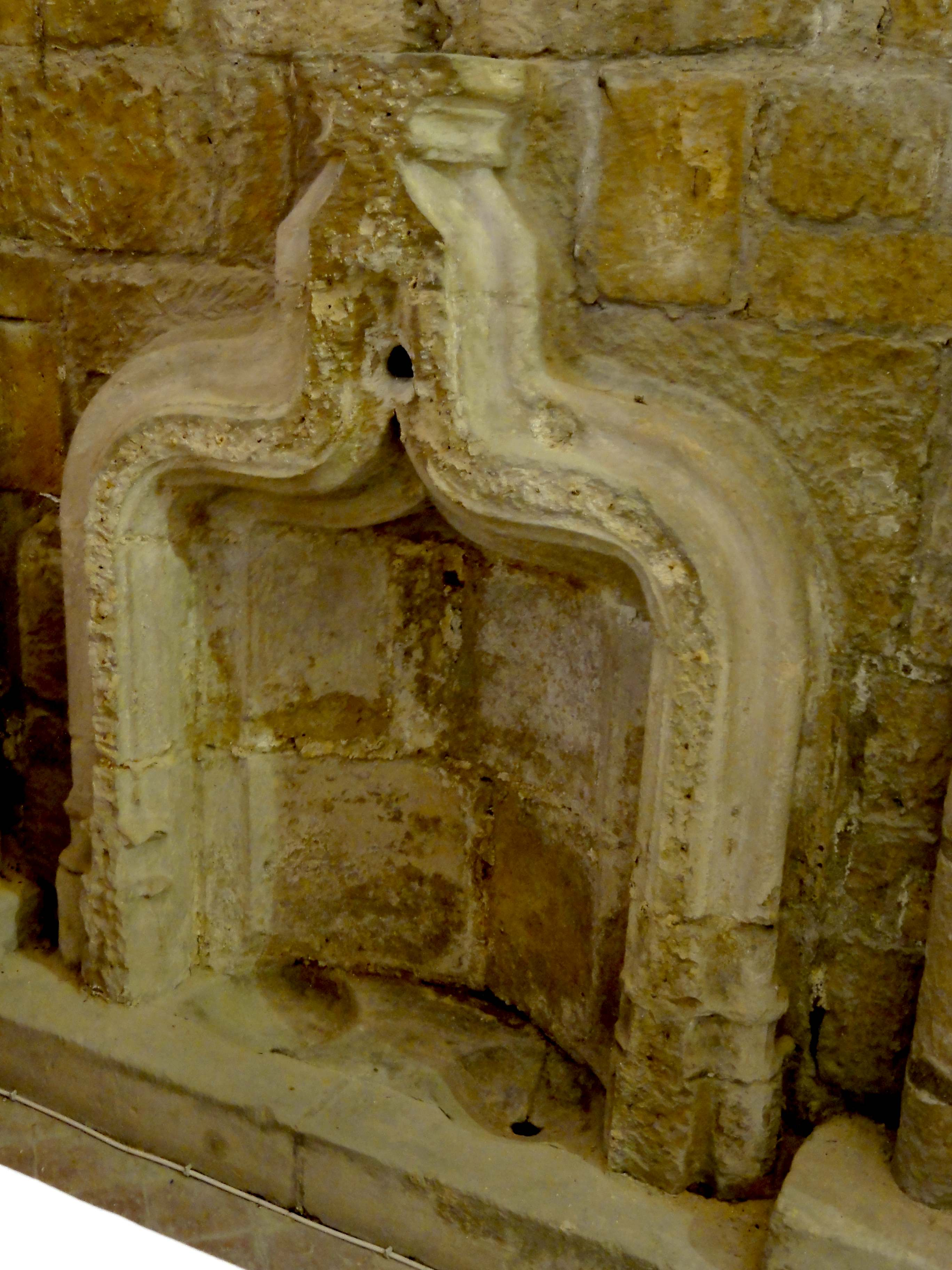
Abside, piscine flamboyante au sud.
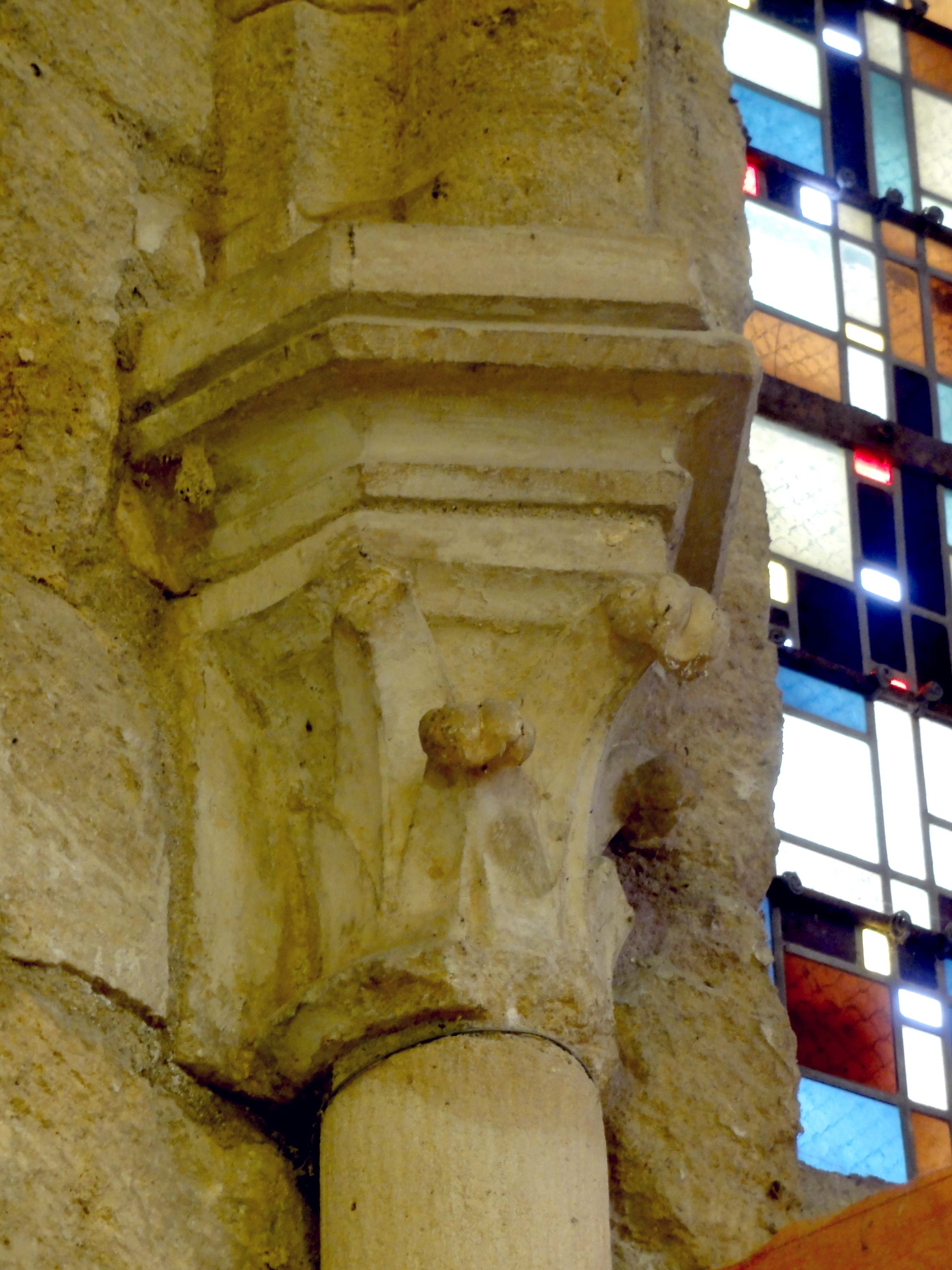
Abside, chapiteau à bec des ogives.
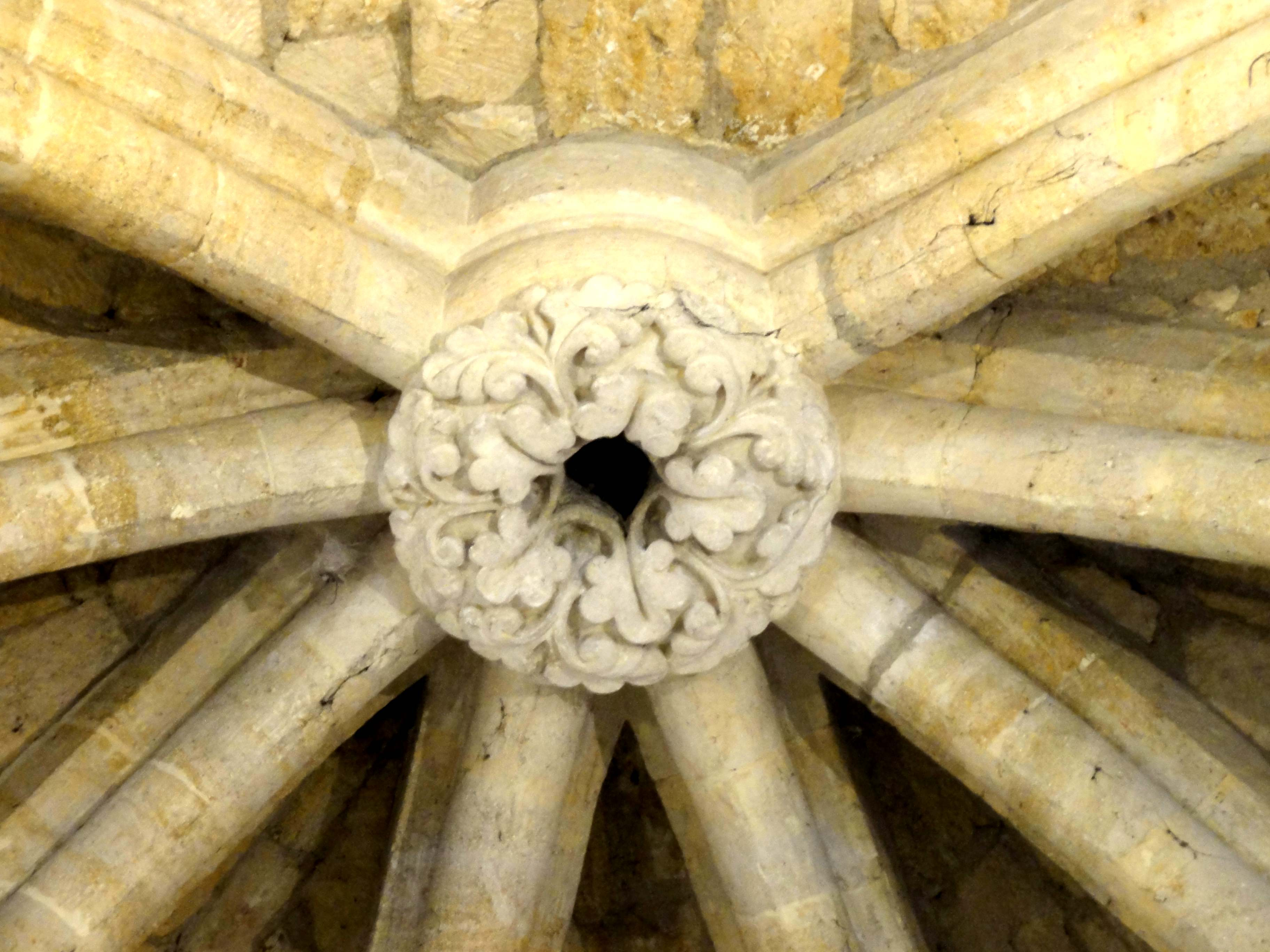
Abside, clé de voûte.

#### Croisillon nord et absidiole

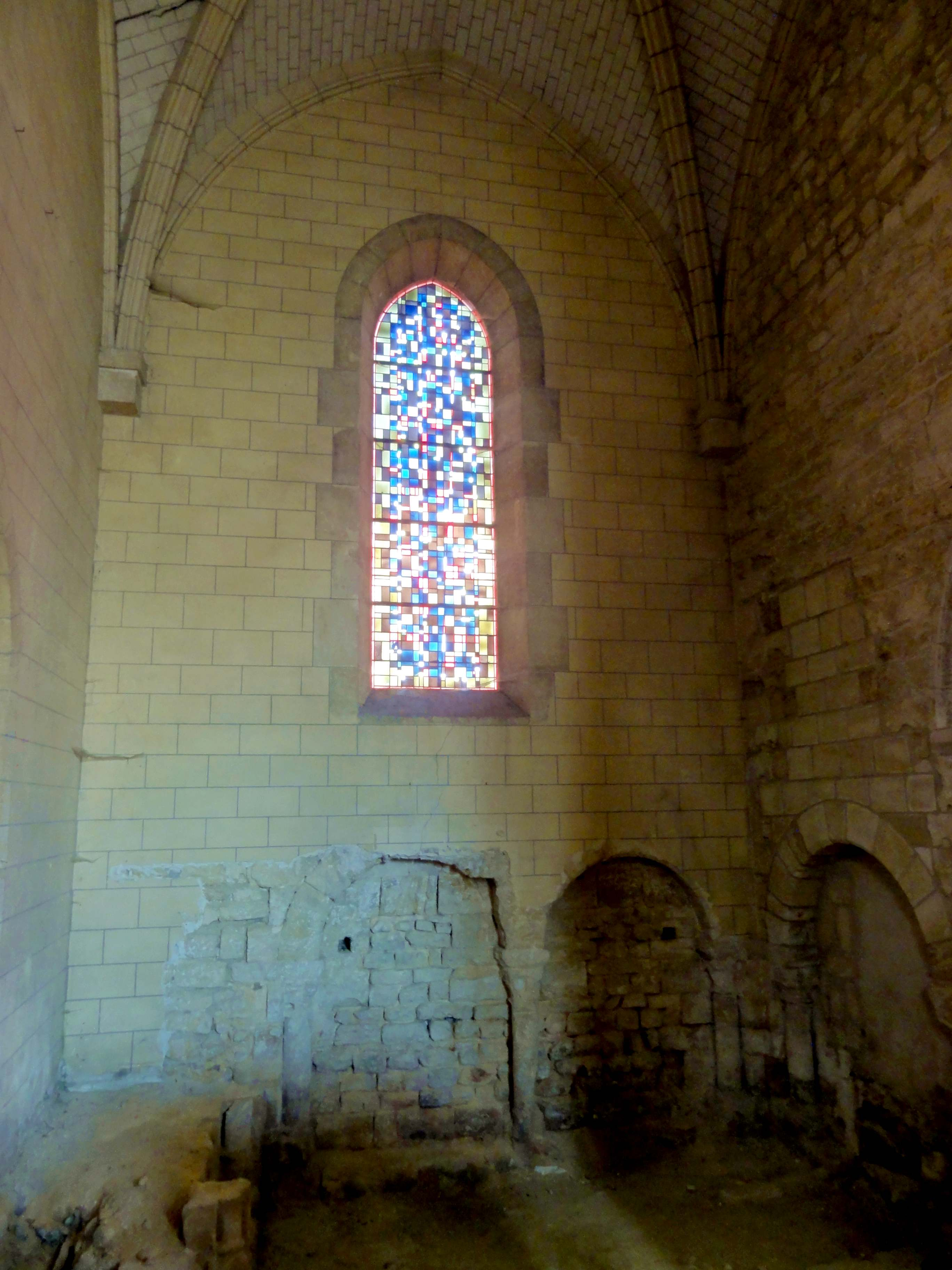
Croisillon nord, vue vers le nord.

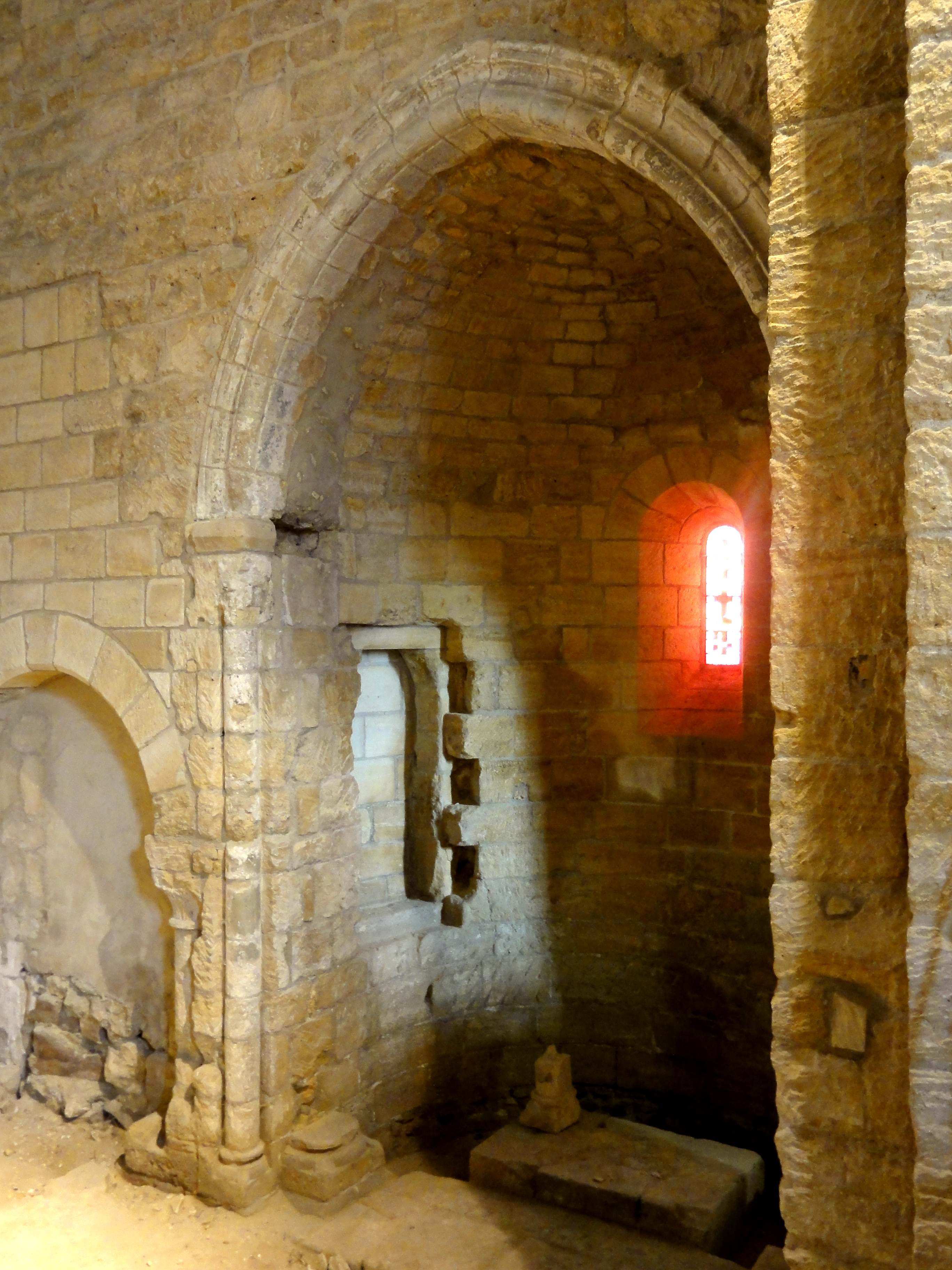
Absidiole.

Dans sa forme qui lui fut donnée à la fin du XIXe siècle, le croisillon nord était dénué de caractère et d'intérêt : il se résumait à une fausse voûte d'ogives retombant sur des consoles en forme de blocs cubiques ; une lancette simple à l'instar des fenêtres de la nef au nord ; et des murs enduits et peints en faux-appareil, mais sans réellement imiter la polychromie architecturale du Moyen Âge. Au cours des années 1980, le sol moderne a été enlevé, et les bases de l'arcade vers l'ancien bas-côté nord et de l'arcature plaquée à sa droite ont été mises au jour. De même, les trois arcatures plaquées subsistantes ont été dégagées, soit deux au nord et une à l'est, à gauche de l'absidiole. Mais au nord, l'opération s'est limitée aux arcatures proprement dites. L'on a seulement commencé à dégager l'archivolte de l'arcature de gauche. À l'est, l'enduit de la fin du XIXe siècle a été complètement enlevée, y compris dans l'absidiole. Les travaux se sont arrêtés là : l'on n'a pas rejointoyé les moellons au fond des arcatures du nord, ni remplacé les blocs moulurés manquants. Aucune arcature n'est intacte : les bases des trois arcatures conservées en élévation manquent, et à l'ouest, il n'y a que les bases et les socles. Les bases se composent d'un petit et d'un grand boudin séparés par une scotie. La nature des socles ne ressort plus clairement. Les archivoltes sont en plein cintre, sans mouluration, et ont les angles chanfreinés. Autant que l'on puisse en juger étant donné leur mauvais état, les hauts tailloirs largement débordants sont profilés d'une plate-bande, d'une baguette et d'un cavet, et les chapiteaux sont sculptés de feuilles d'acanthe, et, dans un cas, de volutes d'angle. Les fûts sont monolithiques. Au moins un fût est octogonal, comme certains fûts des arcatures de l'abside de Saint-Clair-sur-Epte, qui datent de la fin du XIe siècle. En l'occurrence, le mauvais état ne permet pas une datation concrète. Les arcatures plaquées de ce type sont fréquentes à l'époque romane, et même encore à la première période gothique. D'autres exemples sont Cambronne-lès-Clermont, Catenoy, Cormeilles-en-Vexin, Moussy, Parnes, Ronquerolles, Rocquemont, Saint-Clair-sur-Epte, Saint-Vaast-de-Longmont, Trumilly, Villers-Saint-Paul, etc.
L'absidiole, à droite de l'élévation orientale, s'ouvre par une archivolte moulurée d'un tore et d'une gorge, qui retombe sur des tailloirs refaits, portés par les chapiteaux de fines colonnettes engagées. La sculpture des chapiteaux est méconnaissable. L'archivolte est en arc brisé, et tel est aussi la voûte en cul-de-four, dont l'authenticité est toutefois douteuse : les murs de l'hémicycle ont été réappareillés au XIXe siècle tant à l'intérieur qu'à l'extérieur. Au nord, l'on a supprimé le parement sur une section rectangulaire, et découvert les colonnettes fortement mutilées d'anciennes arcatures plaquées. Le mur de refend est formé par le nouveau parement extérieur. Le jour entre par une minuscule baie en plein cintre fortement ébrasée, et entièrement refaite. Même si l'abside ne constitue donc pas un morceau d'architecture romane à part entière, elle n'est pas moins intéressante en tant que l'un des derniers témoins d'absidioles en cul-de-four dans le Vexin. L'église de Moussy possède deux absides rectangulaires voûtées en berceau. La voûte de l'absidiole en hémicycle d'Auvers-sur-Oise est plus proche d'une voûte d'arêtes. Les absidioles en cul-de-four de Choisy-au-Bac, près de Compiègne, et de Vaumoise, près de Crépy-en-Valois, sont probablement postérieures au milieu du XIIe siècle. Celles de Vaumoise sont les seuls exemplaires dont les voûtes sont également en arc brisé. Celles de Choisy-au-Bac ont probablement été reconstruites au XIXe siècle. Globalement, les voûtes en cul-de-four sont rares dans une région qui a joué un rôle éminent dans la propagation du voûtement d'ogives. L'on en trouve encore dans les chœurs de Béthisy-Saint-Pierre, Luzarches, Merlemont ; et dans la chapelle de la Vierge Saint-Vaast-de-Longmont. Des culs-de-four nervés existent dans les absides de Morienval, Parnes et Saint-Clair-sur-Epte. À la première période gothique, des absidioles voûtées d'ogives sont bâties à Champagne-sur-Oise, Fosses, Luzarches, Taverny, etc.

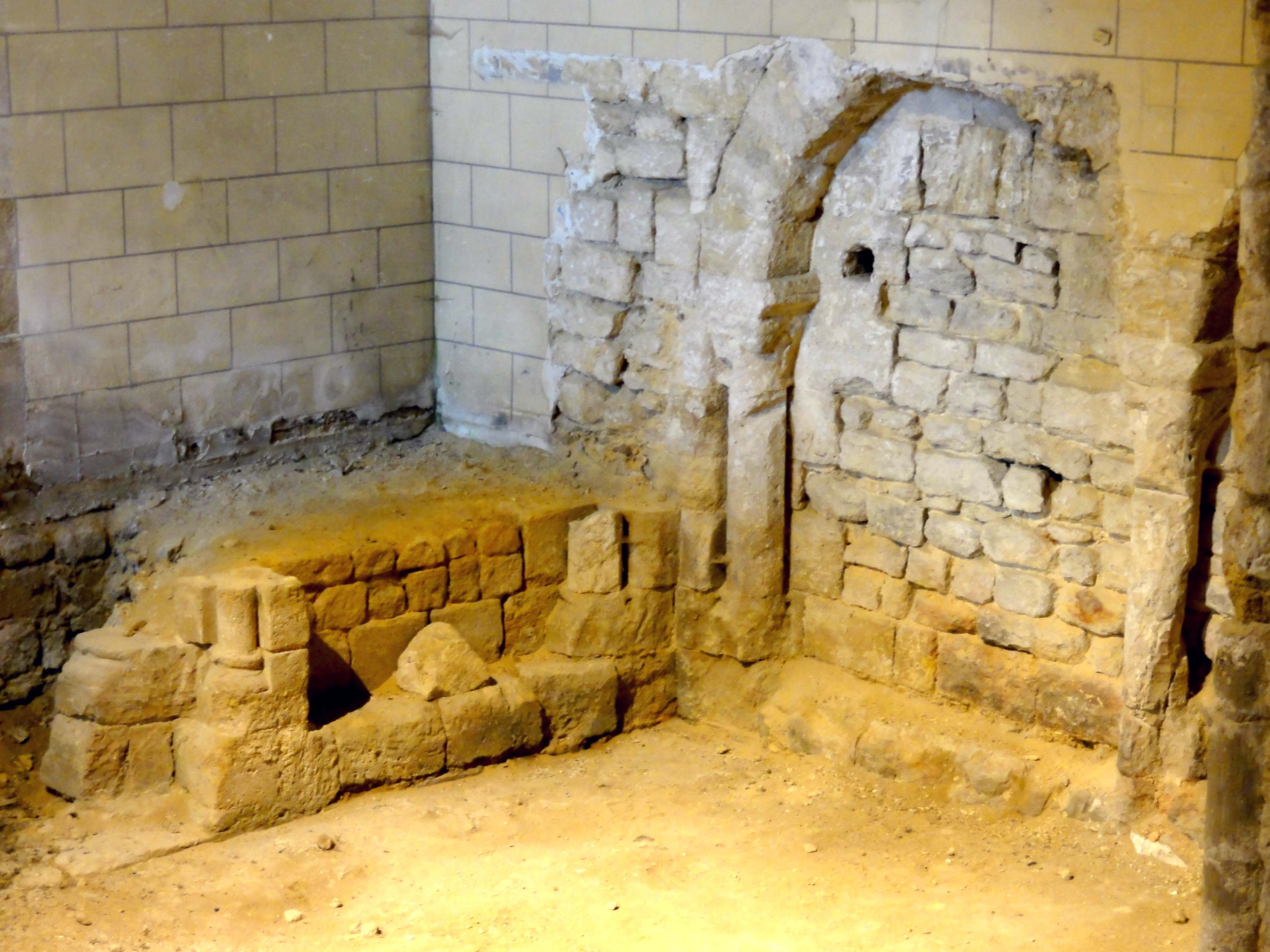
Angle nord-ouest.
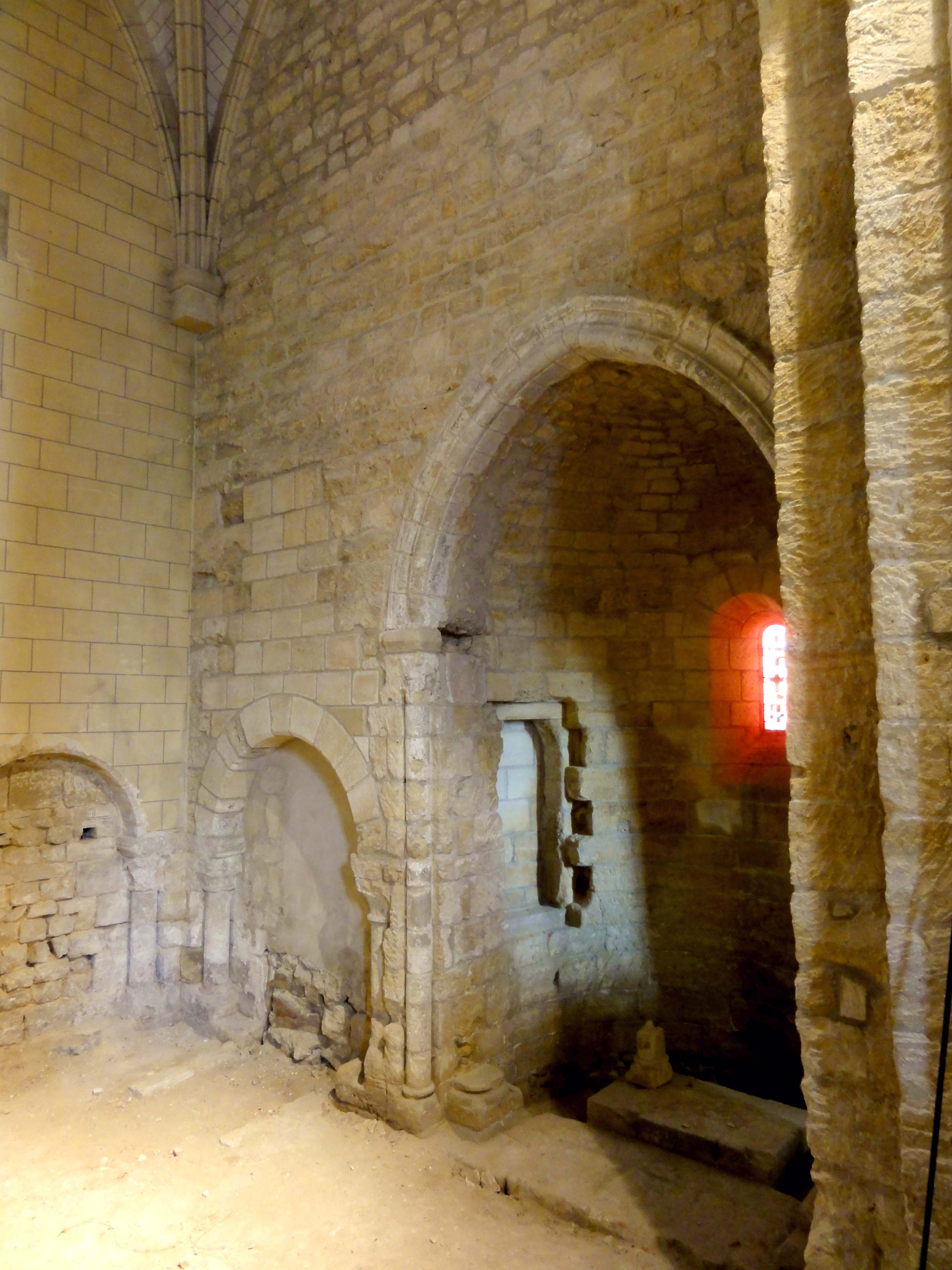
Côté est.
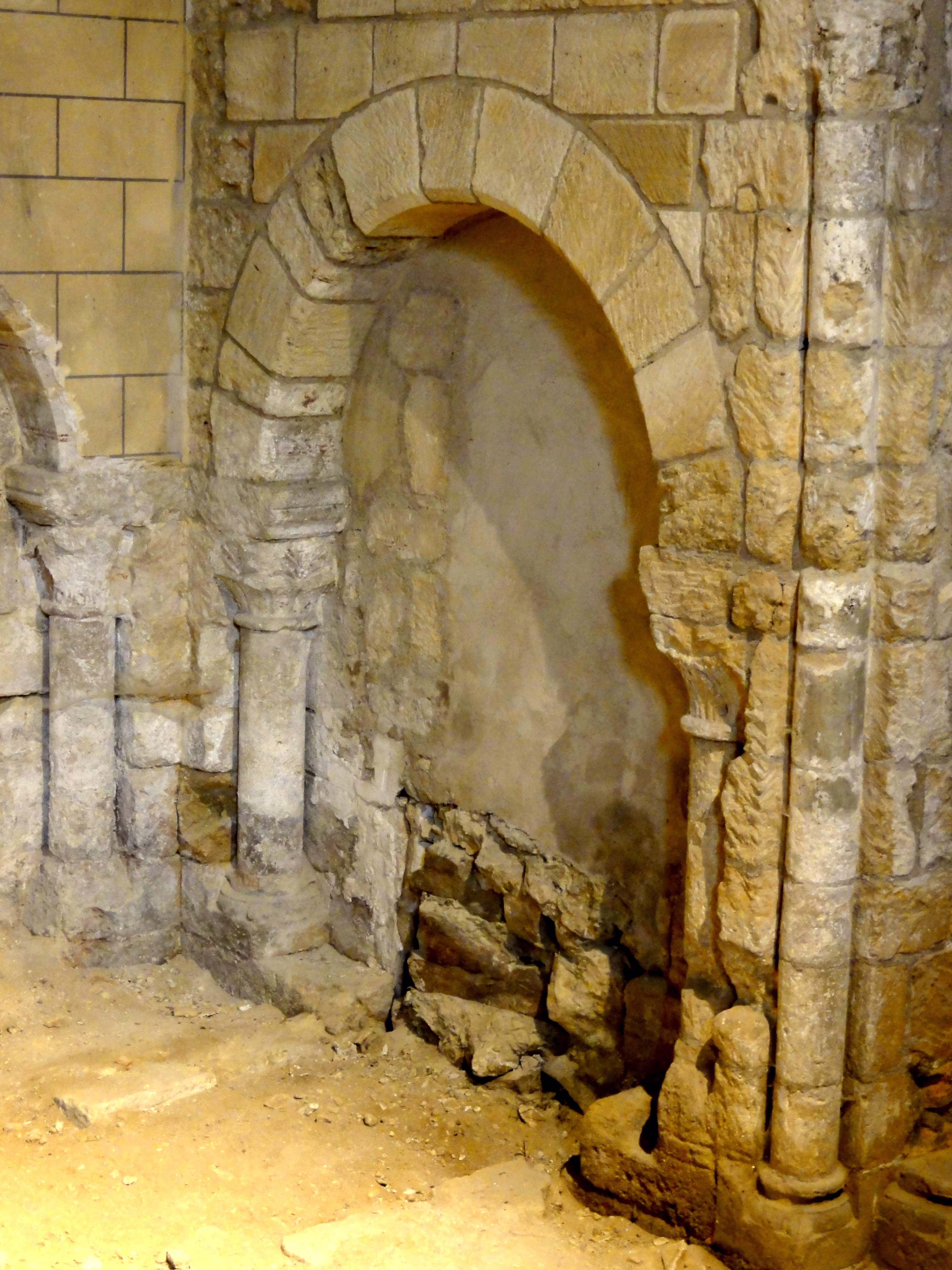
Arcature plaquée côté est.
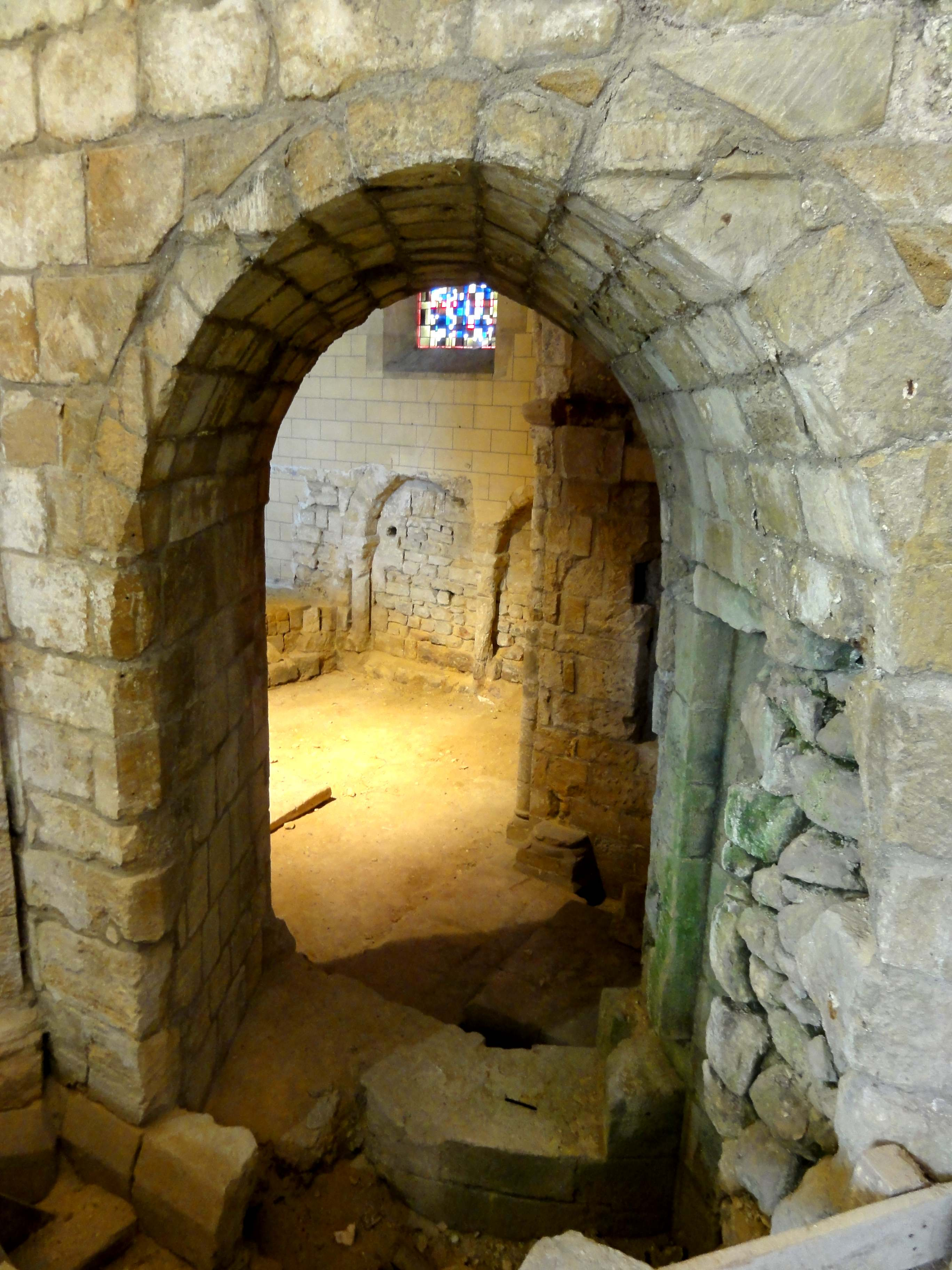
Vue depuis le chœur.
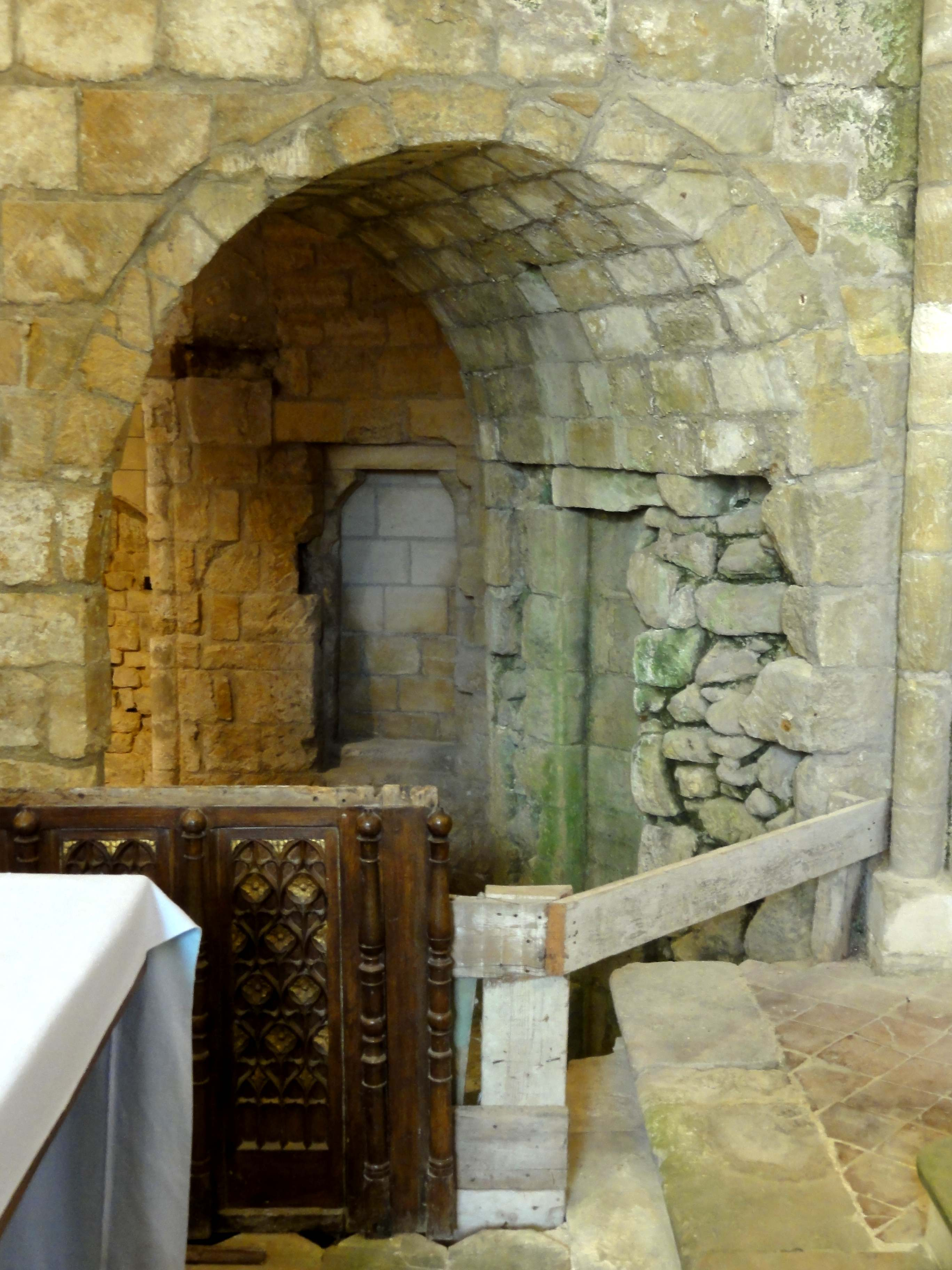
Vue depuis le chœur.
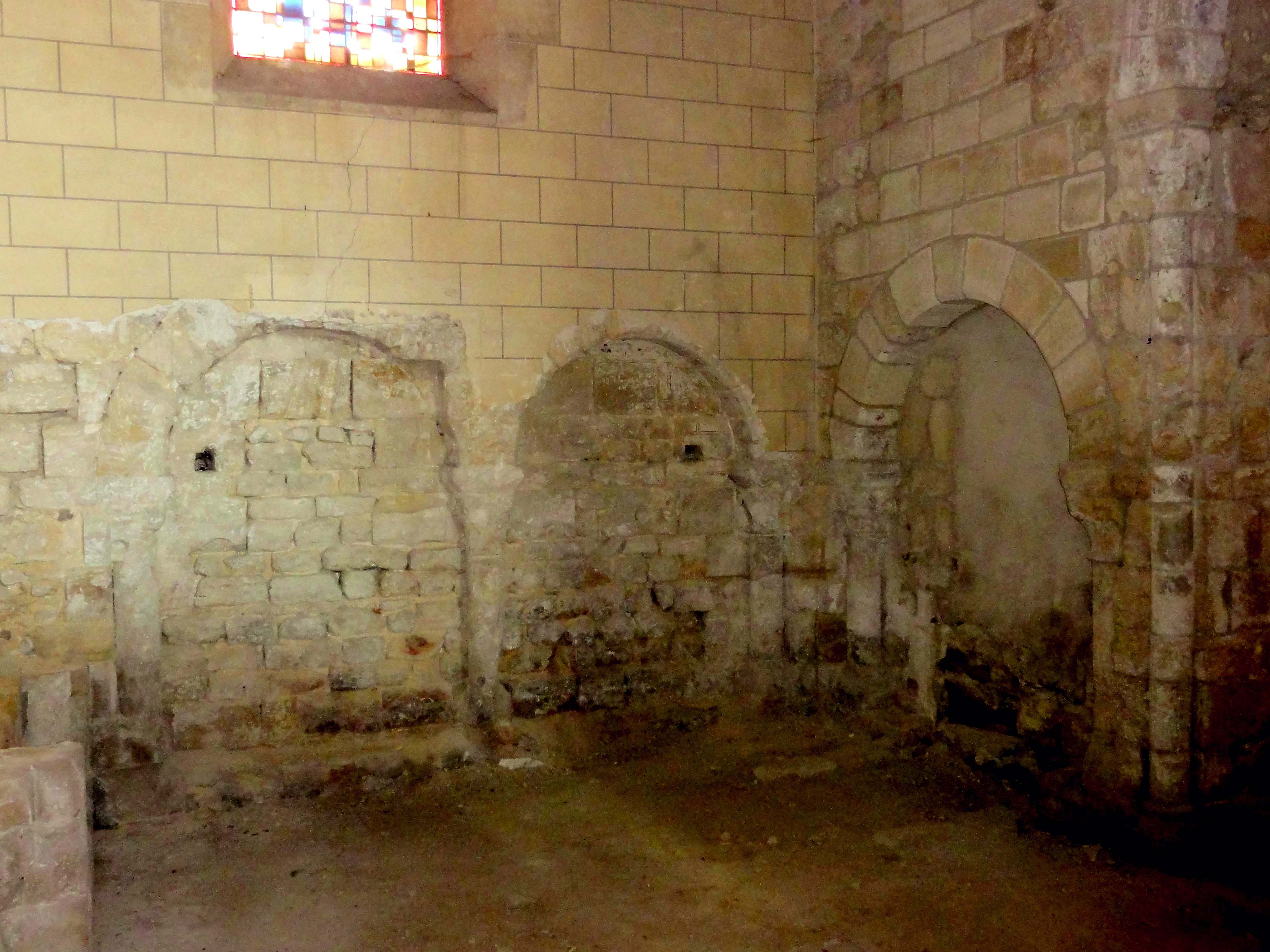
Angle nord-est.

#### Chapelle sud

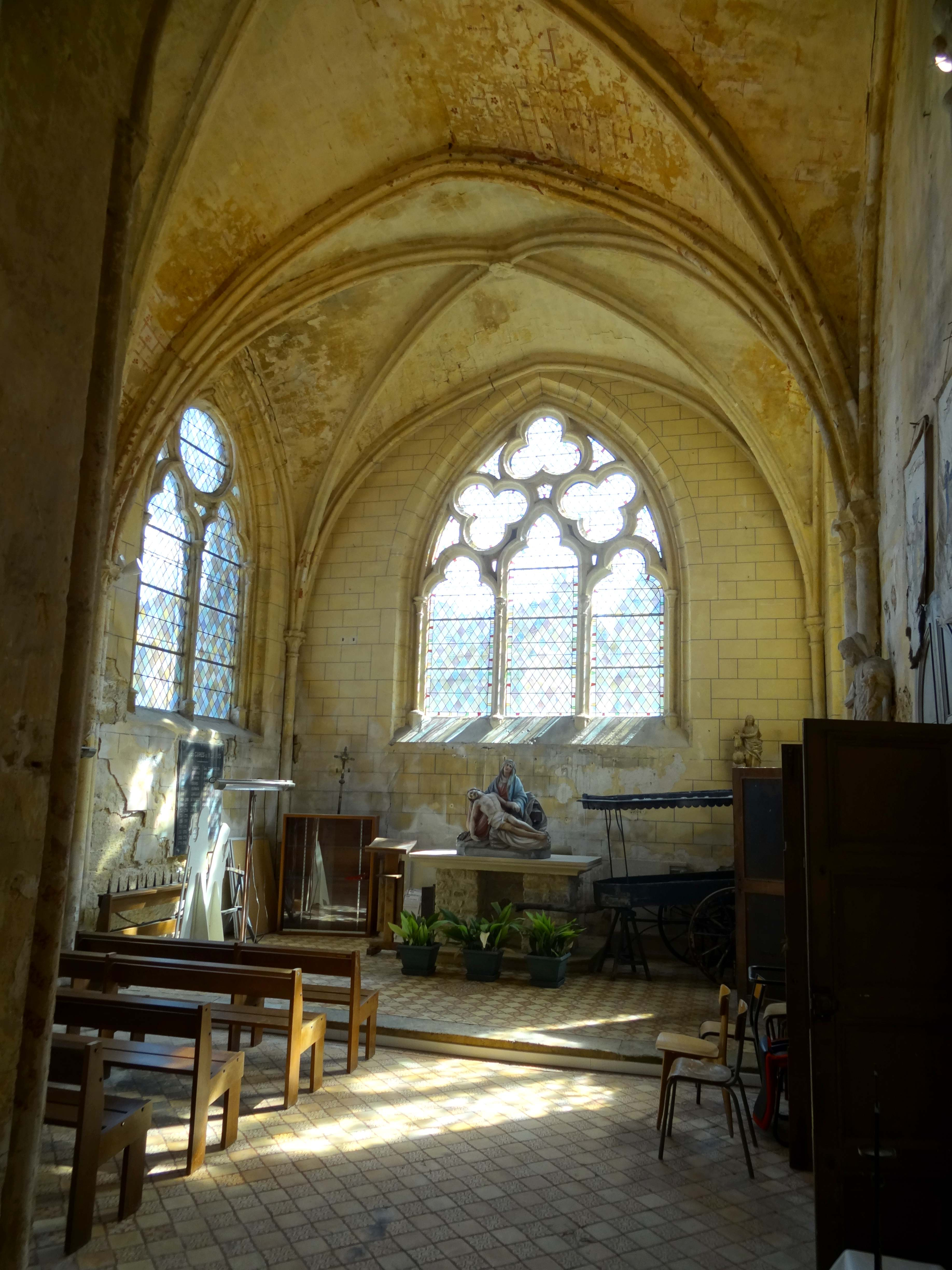
Vue vers le sud-est.

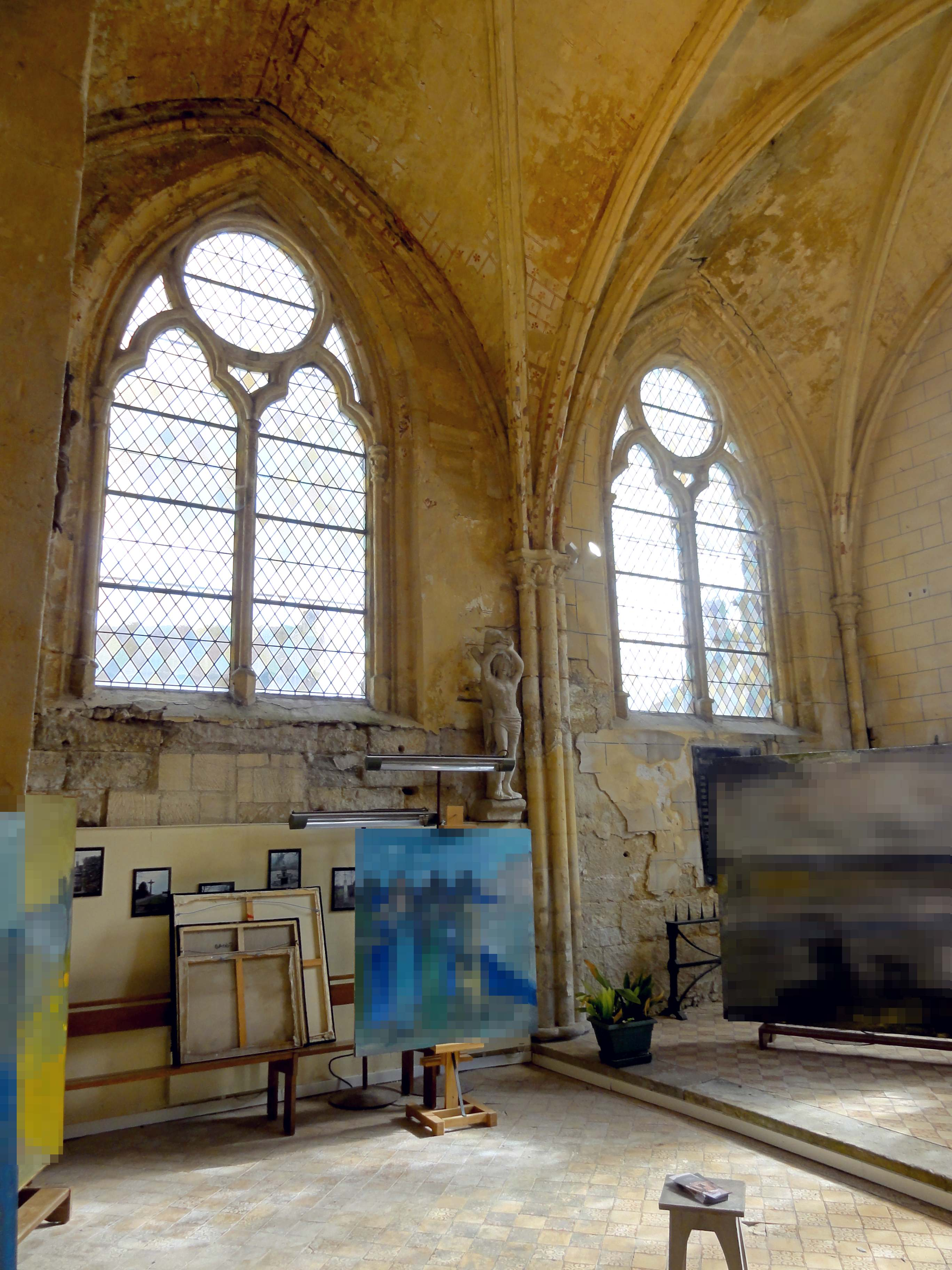
Élévation est.

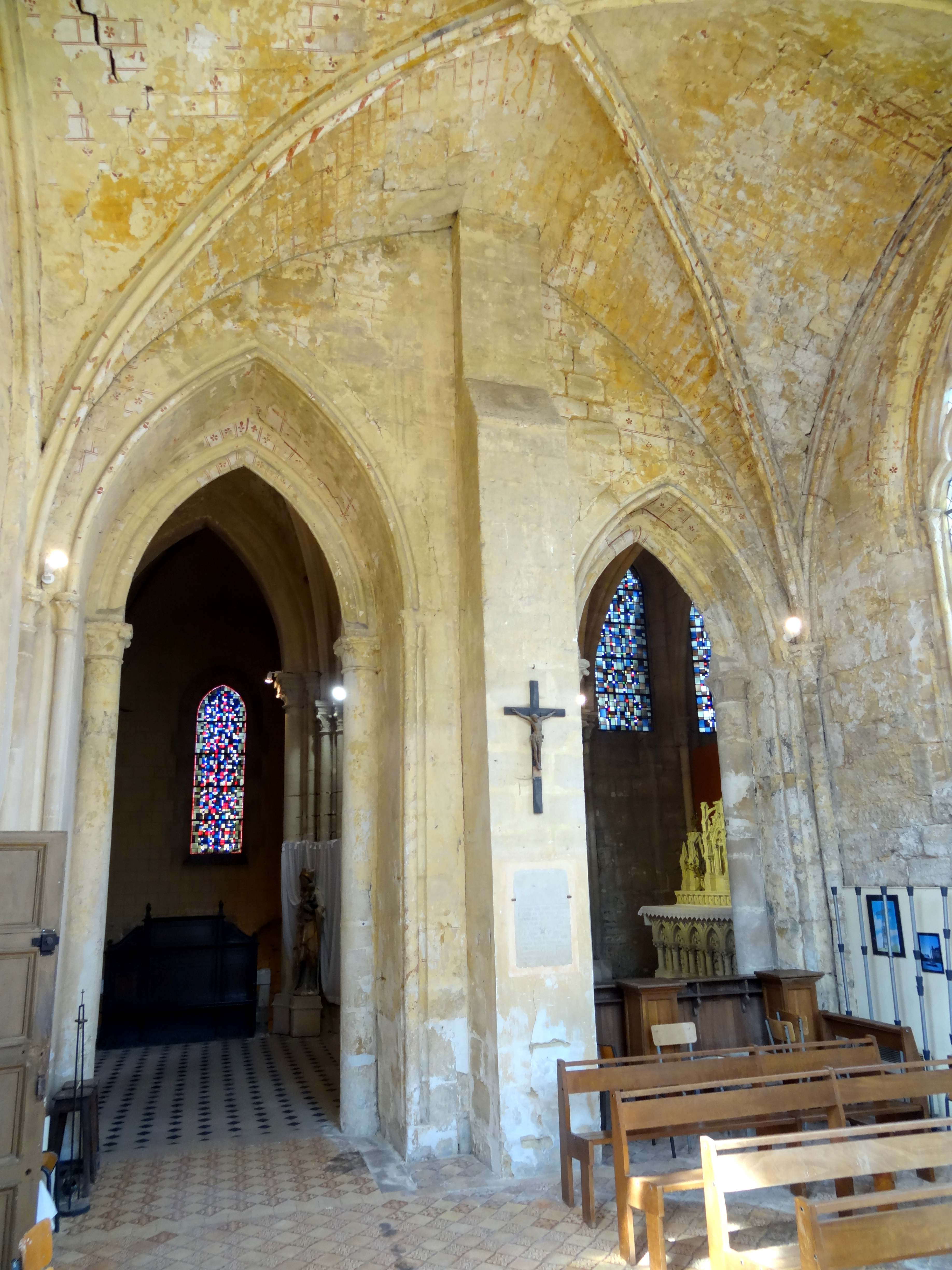
Vue vers le nord.

La chapelle sud ne peut pas tout à fait être considérée comme croisillon, car communiquant avec la première travée du chœur au même titre qu'avec la croisée du transept. L'ancien croisillon sud, qui devait être semblable à son homologue au nord, était sans doute jugé trop étroit. La chapelle édifiée à sa place est tout au contraire trop large, au moins par rapport à la configuration de ses voûtes, qui sont seulement au nombre de deux, alors que le plan approximativement carré aurait été favorable à un recouvrement par quatre voûtes carrés avec pilier central, comme au chœur de Genainville. Comme toujours quand la largeur des voûtes dépasse de plus d'une fois et demi la profondeur, il en résulte des doubleaux surbaissés ou parfois en plein cintre, ou bien des formerets latéraux très aigus ou surhaussés. Le chœur de Condécourt, d'une vingtaine d'années plus ancien que la chapelle, montre le même problème ; il a été reproduit au milieu du XIXe siècle par l'architecte de la nef. En l'occurrence, le doubleau intermédiaire de la chapelle affecte malgré tout un tracé symétrique et équilibré en arc brisé, mais le formeret méridional est irrégulier et oblitère en partie le bel effet de l'architecture soignée de la chapelle, qui se caractérise aussi par la légèreté des supports, l'importance de la surface vitrée, et les délicats réseaux des fenêtres.
La chapelle doit faire face à un second problème : il s'agit du raccordement avec les parties plus anciennes de l'église. Il se fait au prix de la saillie d'un contrefort du clocher de la chapelle, et d'une importante épaisseur des deux arcades, qui n'est pas perceptible depuis la croisée du transept et le chœur. Depuis la chapelle, elles donnent l'impression de courtes sections voûtées en berceau brisé. Les angles des deux arcades sont adoucis par un mince tore portant des chapiteaux en forme de tuyaux, comme sur les réseaux des fenêtres. Du reste, le contrefort est désaxé vers la droite, et l'arcade vers le chœur est ainsi plus étroite et moins élevé que l'autre, ce qui n'est pas favorable à l'esthétique de la chapelle. Elle ne constitue donc pas un chef-d'œuvre. Pour autant, la chapelle est d'une grande valeur pour l'histoire de l'architecture dans le Vexin, où le style gothique rayonnant n'a pas laissé d'édifice majeur, hormis l'église Notre-Dame de Pontoise détruite sous les guerres de religion, en juillet 1589. Les principales réalisations rayonnantes sont les parties hautes de la nef de Champagne-sur-Oise, achevées vers 1240, et le chœur de Genainville, terminé au cours des années 1260. Sinon, l'on ne trouve guère que des chapelles d'une travée, comme par exemple le collatéral sud de Haravilliers, ou des fenêtres. De style rayonnant tardif est la chapelle sud de Seraincourt, qui date du début du XIVe siècle.
Les ogives et le doubleau intermédiaire, identiques, sont au profil d'un tore aminci en forme d'amande entre deux baguettes, comme dans la Sainte-Chapelle de Paris, qui fut achevée en 1248. Les clés de voûte sont des disques sculptés de feuillages. Pour leur sculpture vaut la même chose que pour celle des chapiteaux : sa qualité ne peut plus guère s'apprécier, car ses détails sont noyés dans plusieurs couches de lait de chaux. Il y a des formerets monotoriques aussi fins que les meneaux des fenêtres, sauf au nord. La retombée s'effectue sur des colonnettes uniques dans les angles, et des faisceaux de trois fines colonnettes du même diamètre à l'intersection des deux travées. Les tailloirs, assez plats, sont au profil d'une plate-bande et d'un biseau. Les tailloirs du doubleau sont à bec. Ceux des ogives possèdent, vers l'arrière, des ressauts qui augmentent l'assiette afin de pouvoir recevoir les formerets. La superficie importante des travées par rapport à la hauteur, somme toute modeste, n'a pas permis d'intégrer les formerets dans l'encadrement des fenêtres. Des tailloirs aussi rudimentaires, qui mettent l'accent sur les chapiteaux, s'observent déjà dans la chapelle haute de la Sainte-Chapelle. Les corbeilles des chapiteaux sont à peine plus hautes que larges. Sous les tailloirs, elles épousent la forme de ces derniers, puis transitent vers un plan rond jusqu'à l'astragale. Certains chapiteaux seulement présentent un anneau sous le tailloir, auquel se superposent les feuilles. Les groupes de trois chapiteaux à l'intersection des travées sont sculptés dans un seul bloc, et s'apparentent à leurs homologues de la chapelle basse de la Sainte-Chapelle. Les crochets dominent la sculpture. Ils ne sont plus aussi vigoureux que dans la Sainte-Chapelle, et se rapprochent assez des crochets du grand chapiteau au milieu du chœur de Genainville. Au sud, des feuilles polylobées d'un dessin angulaire occupent les angles rentrants entre les chapiteaux. Elles peuvent évoquer le XIVe siècle, mais les autres caractéristiques de la chapelle ne parlent pas dans ce sens. Les crochets gothiques se raréfient à cette époque, et tendent à céder la place à de nombreuses mais maigres feuilles bien fouillées en plusieurs rangs, comme déjà au chœur de Genainville ; dans les chœurs de Creil et Rousseloy ; dans les chapelles sud de Pontpoint et Seraincourt ; et dans la nef et les bas-côtés de Chambly. Les corbeilles des chapiteaux ne dépassent plus guère le diamètre des fûts. De même, les fûts commencent à fusionner au XIVe siècle, et se trouvent reliés les uns aux autres par des gorges.
Les fenêtres sont également éloquentes sur la période de construction, si l'on ne veut pas d'emblée les considérer comme une invention du XIXe siècle, à l'instar de Bernard Duhamel. Il y a une large fenêtre à trois lancettes à l'extrémité, et trois fenêtres latérales à deux lancettes : le mur occidental de la première travée est aveugle, car attenant à la sacristie. Toutes les fenêtres sont entourées d'une gorge. Les réseaux sont précédés d'un tore. Il n'y a pas de distinction entre réseau primaire et réseau secondaire. Ainsi, les formes fusionnent aux points de contact, ce qui indique un XIIIe siècle déjà avancé, et les lancettes n'inscrivent pas des trilobes, mais se terminent directement en trilobe, comme vers la fin des années 1260 au chevet de Saint-Sulpice-de-Favières, vers 1270 / 1280 au croisillon sud d'Agnetz, au XIVe siècle au chevet de Rousseloy, etc. Dans les trois baies latérales, les deux lancettes sont surmontées d'un oculus circulaire. À l'extrémité méridionale, la lancette médiane est plus haute et plus aigüe que les deux autres. Elles sont surmontées de deux trilobes placés obliquement, ce qui est peu habituel, et d'un troisième trilobe au sommet. Tous les écoinçons sont ajourés. Les meneaux portent des chapiteaux allongés en forme de tuyau au niveau des impostes des lancettes, et possèdent des bases composées d'un petit et d'un grand boudin aplatis, reposant sur des socles hexagonaux. Ces chapiteaux sont sculptés de feuilles de chêne. À partir de la fin du XIIIe siècle, la mouluration torique cède la place à une mouluration chanfreinée, et les chapiteaux et bases disparaissent. Restent à signaler les rinceaux peints à l'ocre rouge sur le pourtour des baies et les nervures des voûtes, et le décor en faux-appareil avec des fleurettes réalisées au pochoir sur les voûtains, visibles partout où les couches de badigeons modernes se sont effacées, avant que l'enduit ne tombe pas par pans entiers, ce qui est déjà le cas sur les soubassements.

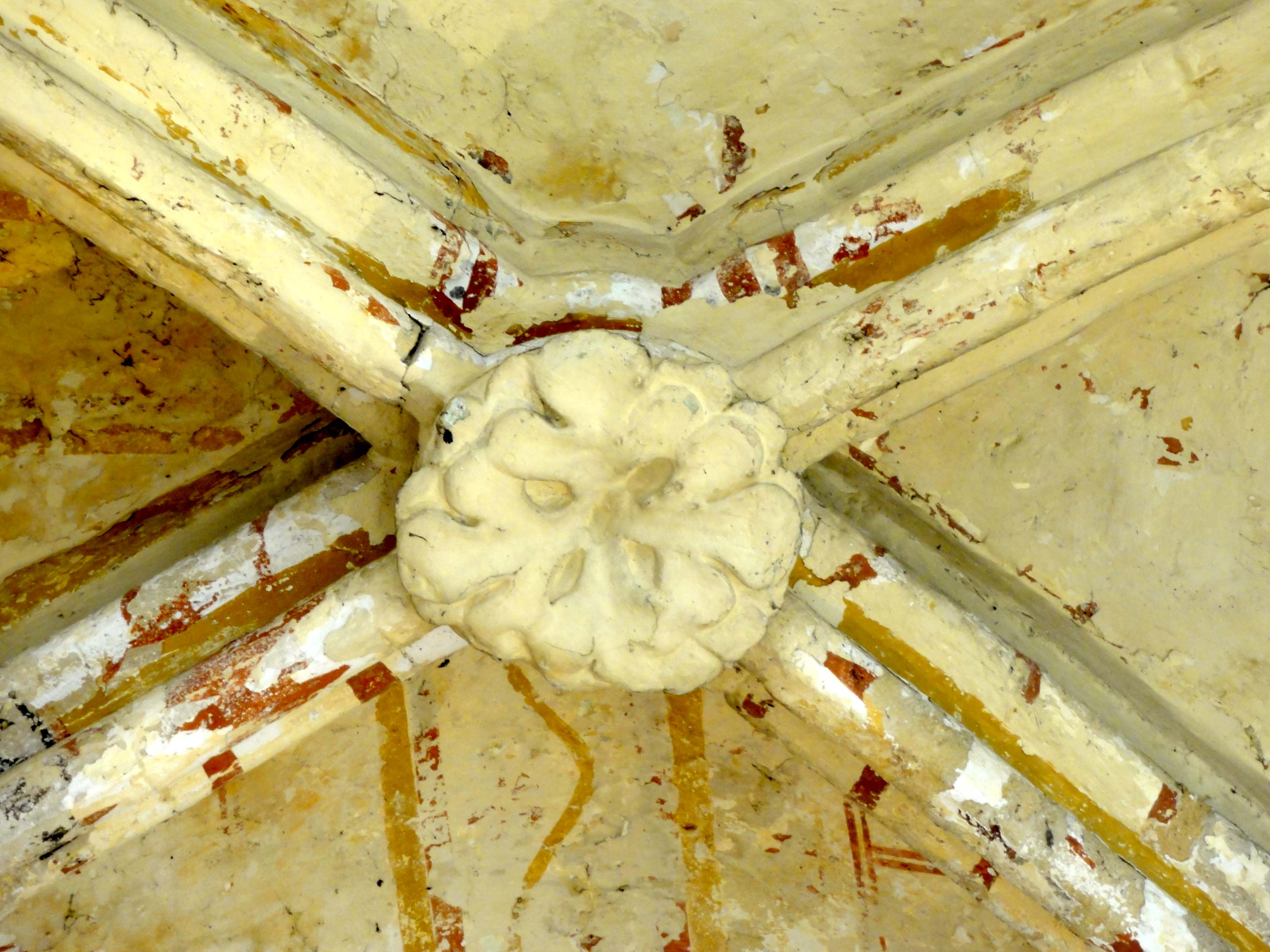
Clé de voûte.
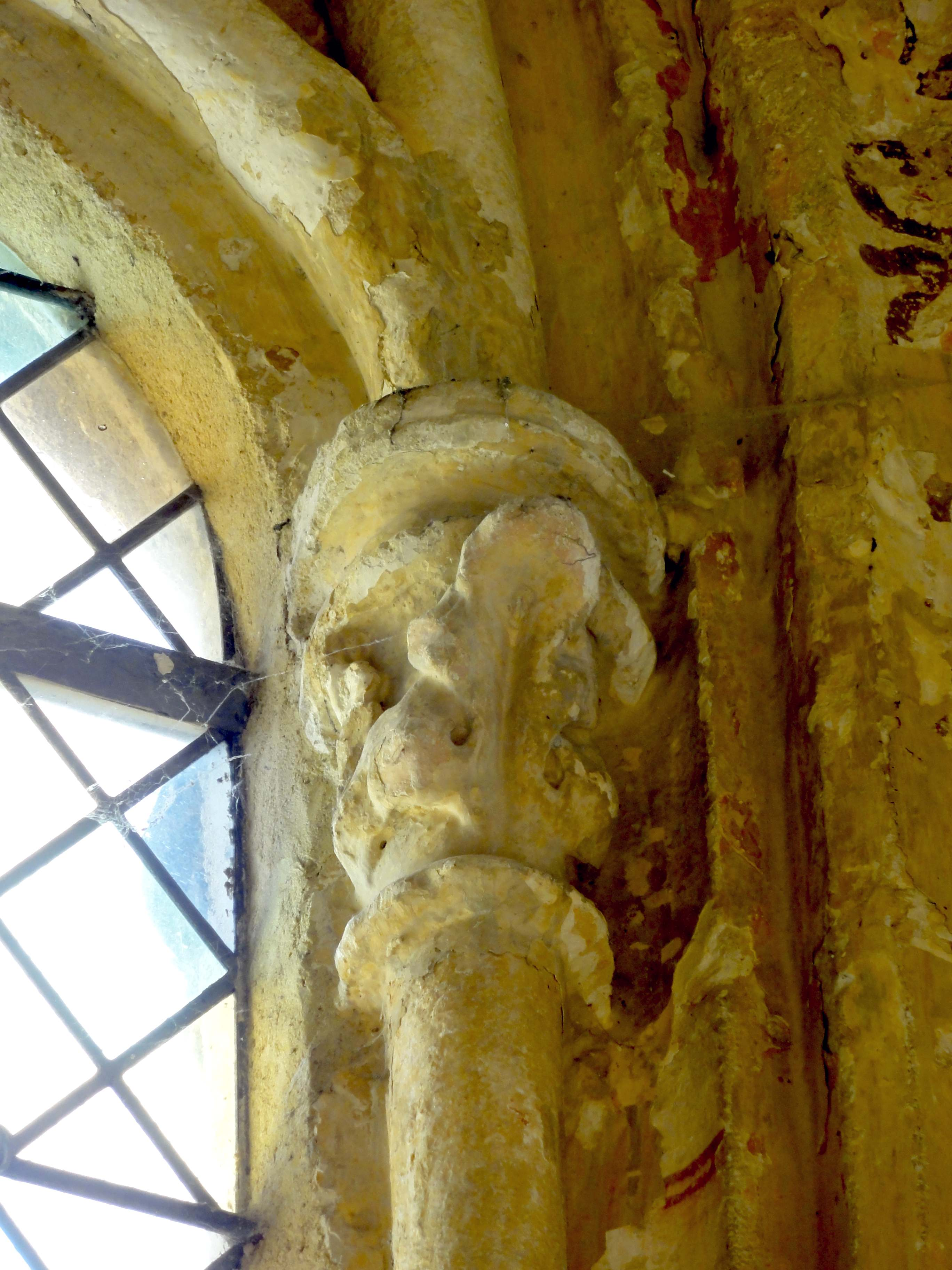
Chapiteau d'une fenêtre.
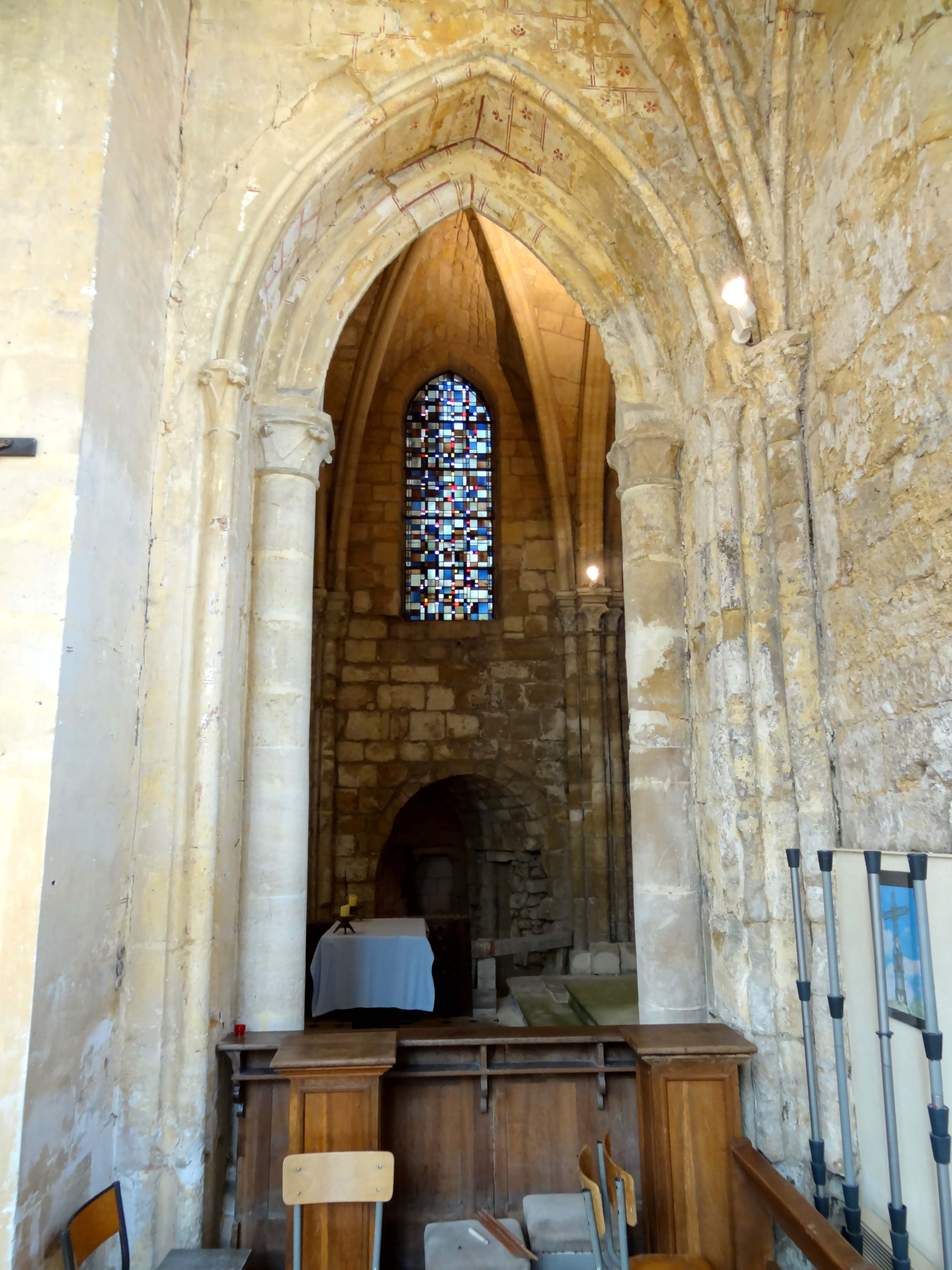
Arcade vers le chœur.
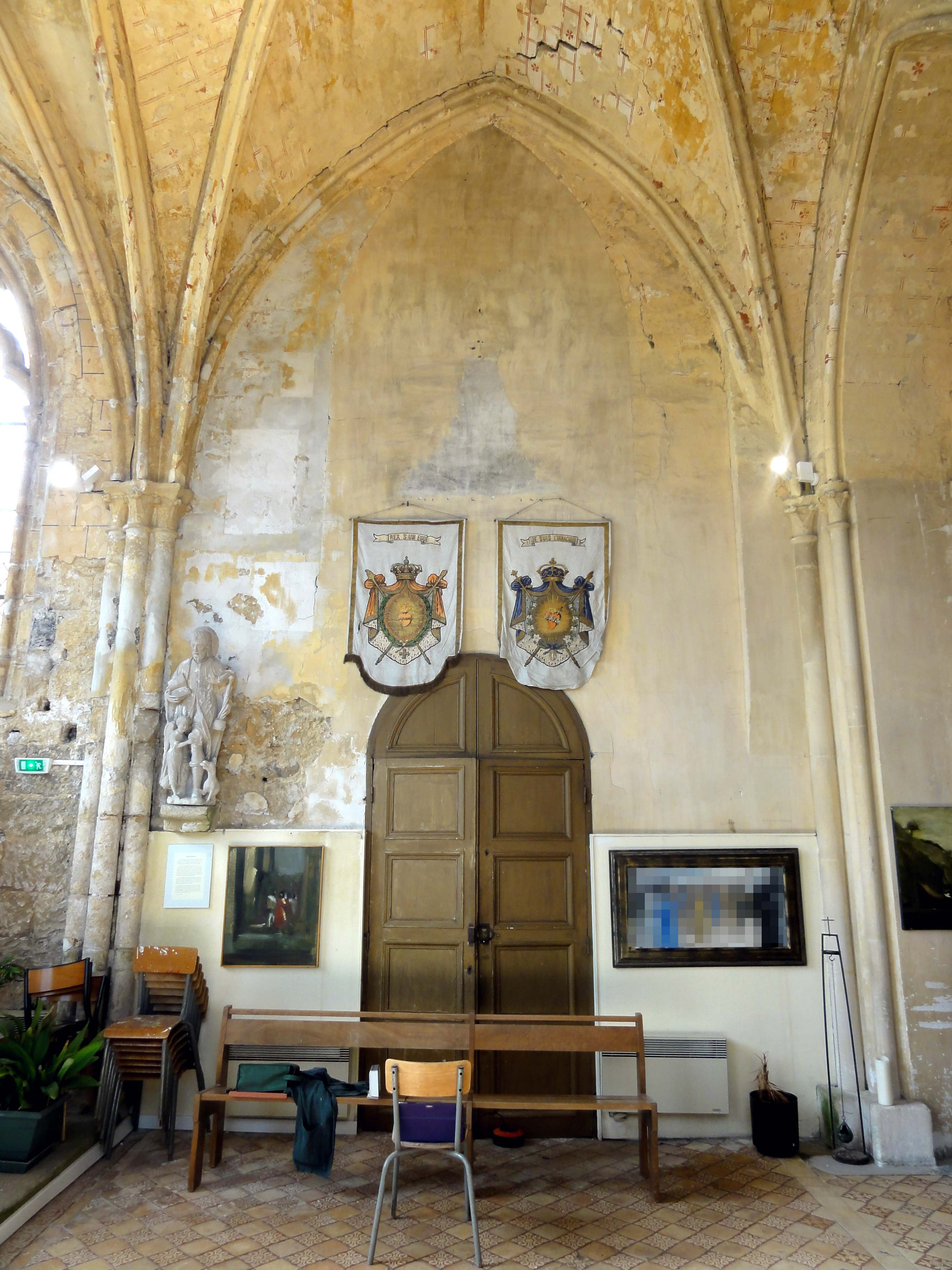
1re travée, élévation ouest.
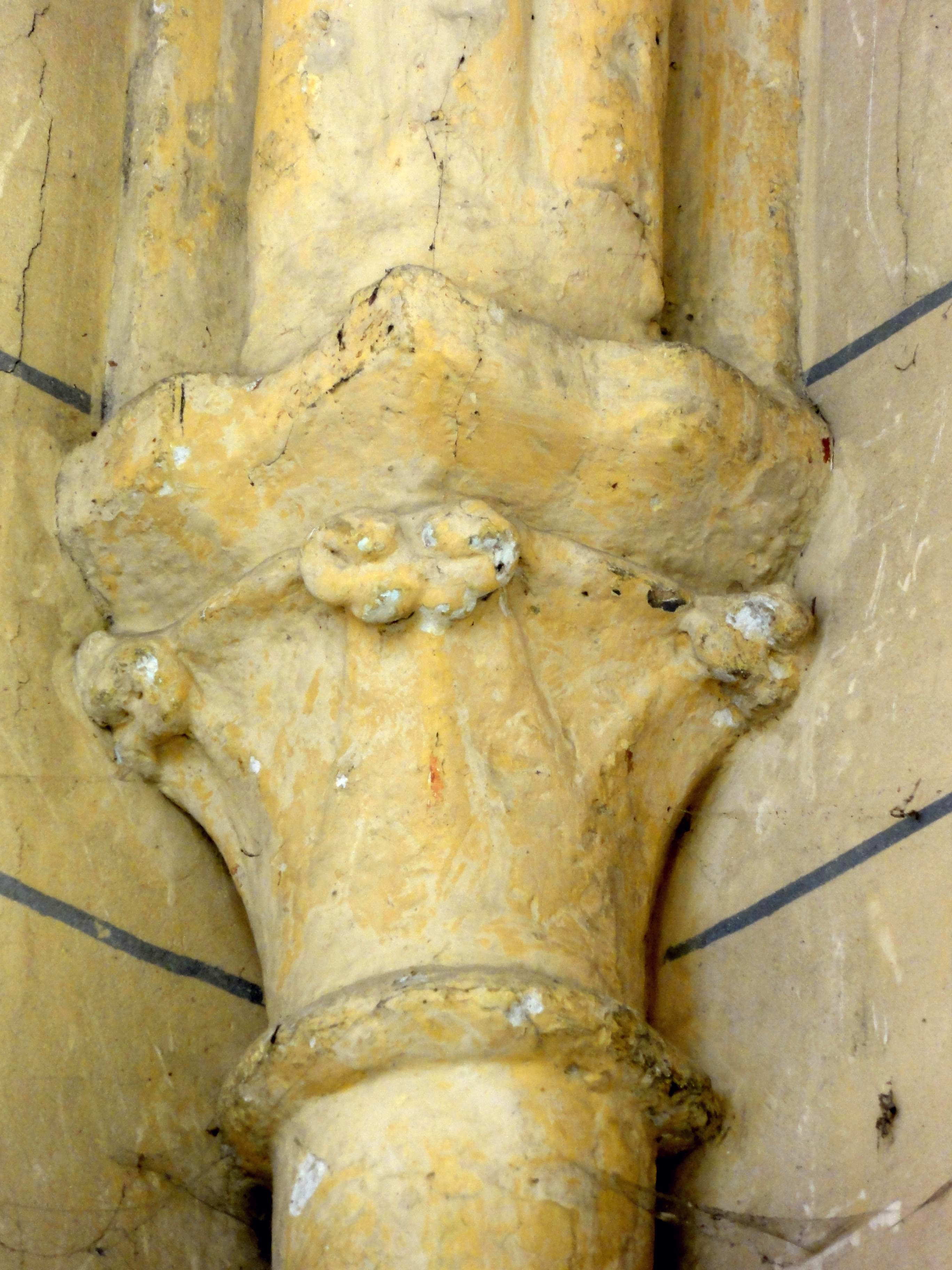
Chapiteau dans l'angle.
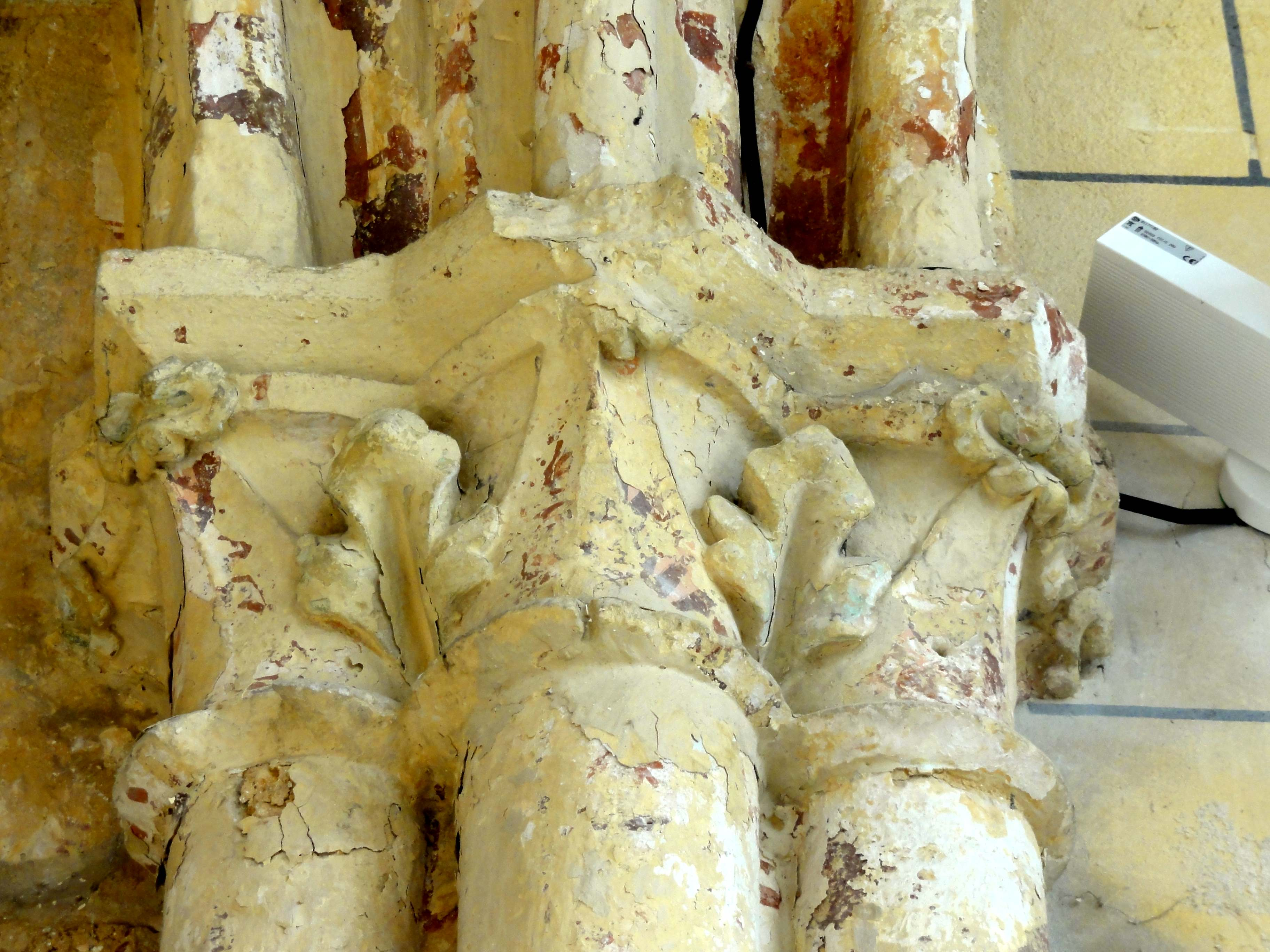
Chapiteaux côté est.

### Extérieur

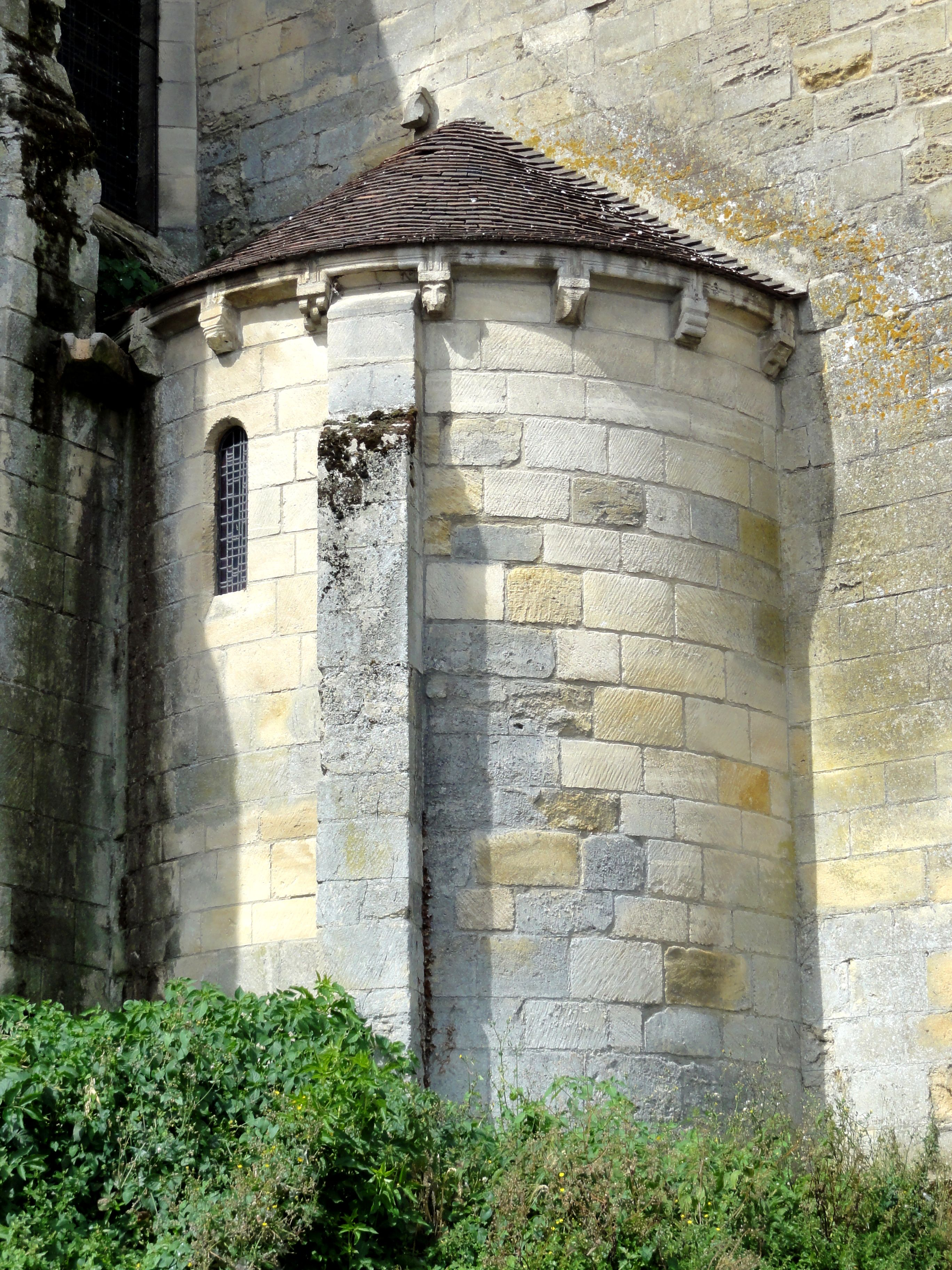
Absidiole.

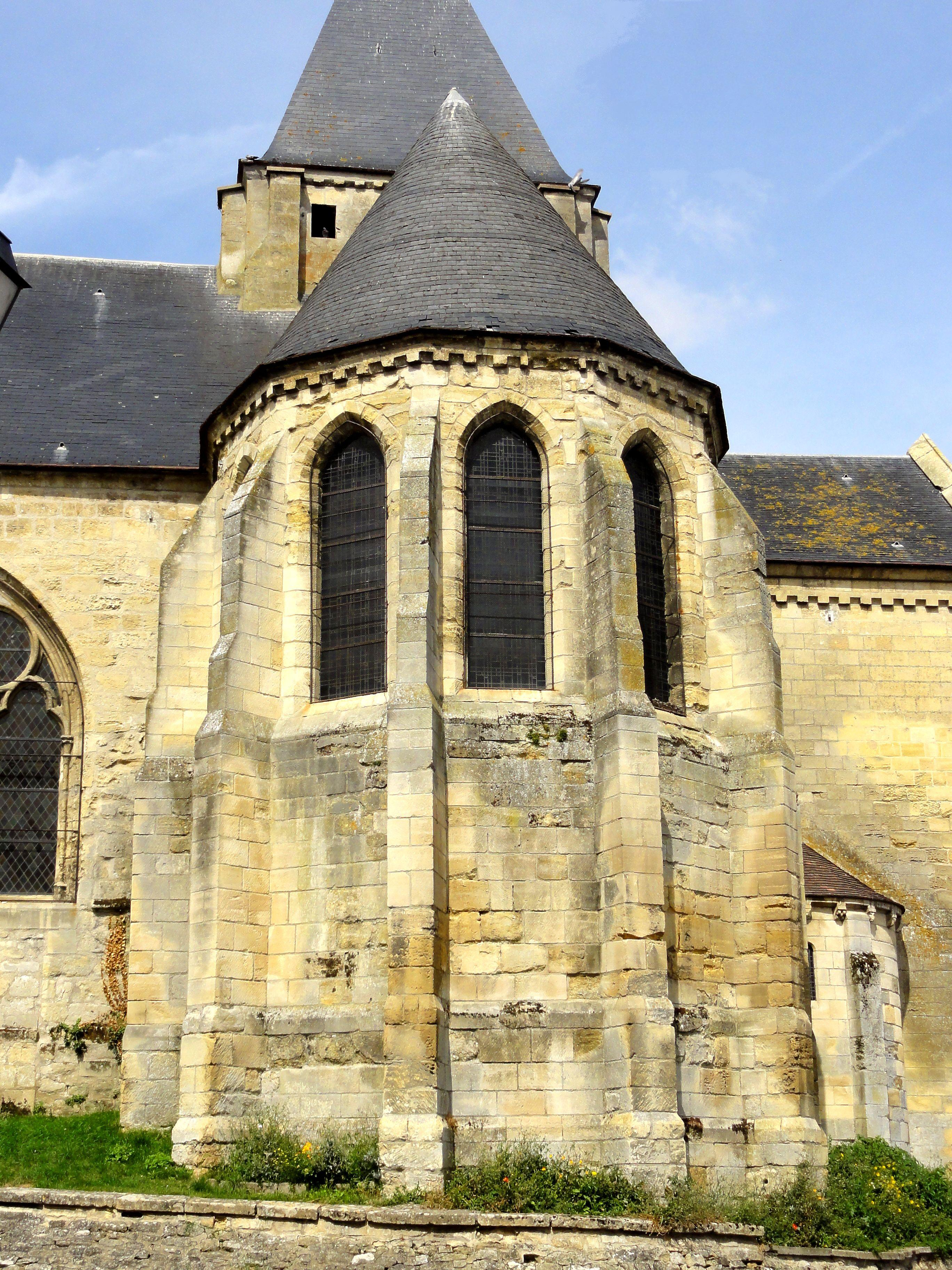
Abside.

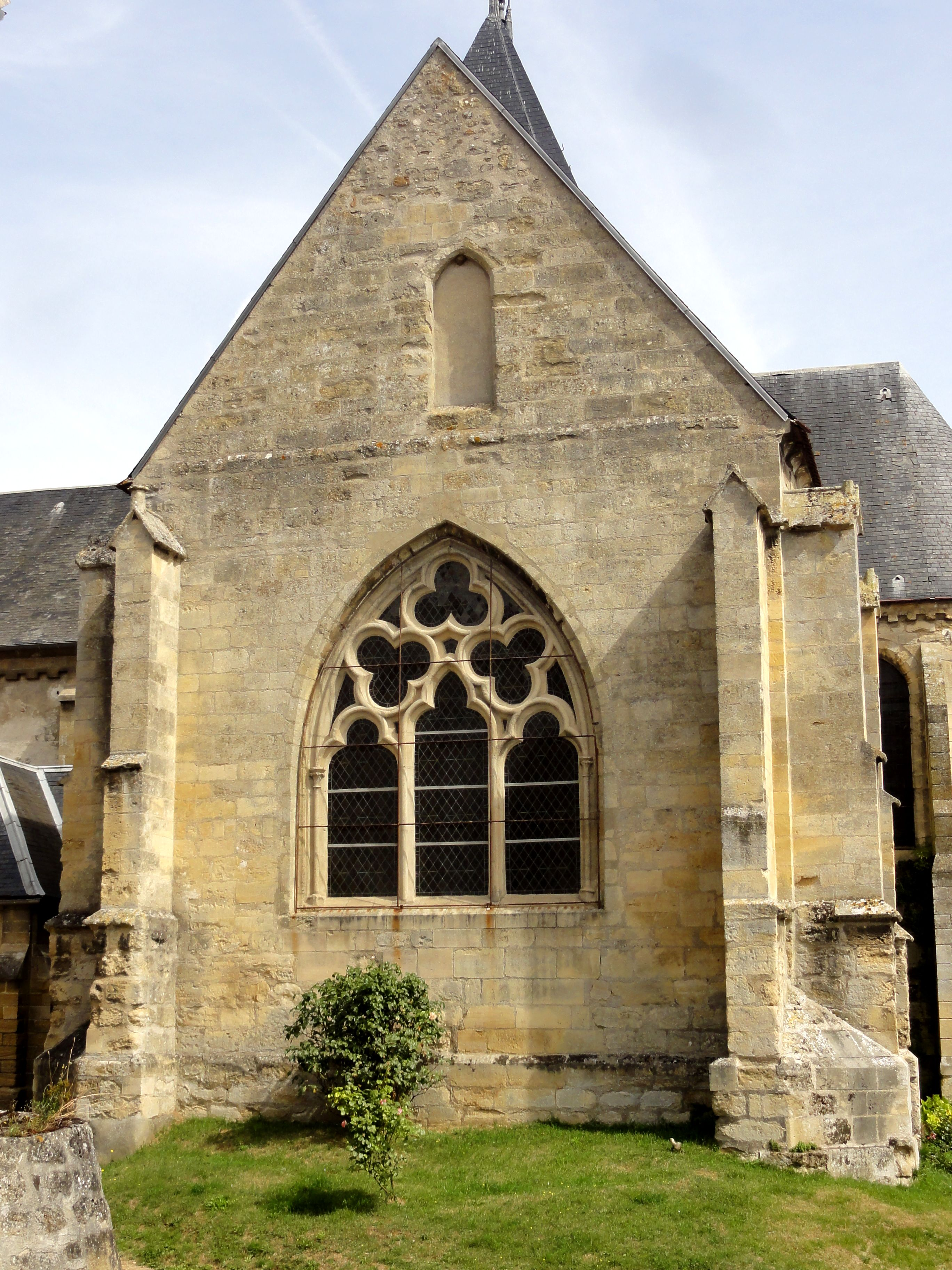
Mur-pignon du croisillon sud.

À l'extérieur, l'église Notre-Dame-de-la-Nativité se présente comme un édifice relativement homogène de la première période gothique, qui a conservé une absidiole de la période romane, perdu l'étage de beffroi de son clocher, et été agrandie par une vaste chapelle à la période rayonnante. La description de l'intérieur a montré que la réalité est beaucoup plus complexe. Seulement le chœur date réellement de la première période gothique, et a vraisemblablement été entamé au début du XIIIe siècle. La nef néo-gothique du milieu du XIXe siècle a été conçue pour harmoniser avec ce chœur, et lors de sa restauration au cours des années 1890, le croisillon nord a été remanié pour s'accorder visuellement avec ses deux parties. Tout ce qu'il y reste d'authentique sont, sous réserve, certains éléments du portail occidental, comme le suggère Bernard Duhamel, et de l'absidiole.
Le portail est en tiers-point, sans tympan, et s'ouvre sous une quadruple archivolte. Les trois voussures supérieures sont moulurées d'un mince tore et d'une gorge. La voussure inférieure se limite à une large gorge. Chaque voussure retombe sur les tailloirs carrés de petits chapiteaux, qui ont tous perdu leurs fûts et leurs bases. Les angles rentrants qui témoignaient de leur présence ont cédé la place à des murs biais. Les piédroits du portail sont munis d'une frise au niveau des chapiteaux, qui est sculptée de la même manière. Les voussures sont surmontées d'un bandeau non mouluré, qui retombe sur deux blocs cubiques. Il s'agit ici d'une restauration inaboutie. Dans son ensemble, le portail paraît clairement comme incomplet, ce qui tend à démontrer qu'il ne s'agisse pas d'une création néo-gothique, qui ne serait pas susceptibles de comporter de telles lacunes. Bernard Duhamel voit donc juste que les éléments sculptés et moulurés doivent être authentiques. On peut leur assigner une date proche du voûtement du chœur. Quant à l'absidiole, elle est épaulée par un unique contrefort plat, et munie d'une corniche composée d'une tablette reposant sur un total de sept modillons. Deux sont abîmés, ce qui donne à penser qu'ils puissent être authentiques. Un est sculpté de cinq billettes ; un d'un masque ; un de deux ovales taillées en biseau ; un de trois boudins ; et l'autre d'un boudin et d'une arête horizontale.
Le chevet polygonal, en surplomb de la rue, s'affirme comme une construction de caractère, robuste et austère, non sans charme pour le rythme élevé de l'alternance entre lancettes simples surmontées d'une corniche de corbeaux, et des contreforts à ressauts fortement saillants, mais en même temps minces. Une corniche analogue existe sur la nef de Nesles-la-Vallée, mais associée à un rang de têtes de clous. Les baies sont évasées, mais dépourvues de toute mouluration. Les murs se retraitent deux fois par un fruit après les premières assises, puis par un glacis à la limite des allèges. Les contreforts sont concernés par ces mêmes retraites sur leurs trois face, et sont également scandés par un court glacis à côté des fenêtres, avant de s'amortir par un long glacis pentu deux assises en dessous de la corniche. Le clocher possède la même corniche que le chœur, mais du côté est seulement. Ici, l'étage du clocher est ajouré de deux petites ouvertures rectangulaires situées à deux niveaux différents, près des contreforts. Il n'y a plus de contreforts qu'aux deux angles nord-est et sud-est. Peu avant leur sommet, ils diminuent en largeur grâce à un glacis, et laissent ainsi apparaître les angles de l'étage. Les contreforts s'arrêtent nets au niveau de la corniche, et sont recouverts d'une dalle, ce qui montre bien que l'étage de beffroi manque. Le contrefort septentrional est le seul à présenter une retraite par un glacis. Les deux murs nord et sud de l'étage sont percés d'une unique baie abat-son, dont le sommet est caché par les cadrans d'horloge. Les baies uniques sont caractéristiques des étages intermédiaires des clochers, destinés à leur faire gagner de la hauteur afin que l'étage de beffroi puisse émerger des toitures. À l'ouest, l'étage est toutefois percé de deux baies abat-son en arc brisé, qui sont entourées d'un chanfrein, mais dépourvues de toute ornementation.
La chapelle sud apparaît comme un croisillon du transept du fait de son implantation perpendiculairement au vaisseau central, et du pignon à son extrémité méridionale. Le style diffère nettement des autres parties de l'église, ce qui est mis en évidence, dès la première vue, par les réseaux des fenêtres. Elles ont déjà été décrites dans le contexte de l'intérieur. Mais ce que l'on ne devine pas à l'intérieur, où le mur occidental de la première travée est aveugle, une fenêtre existe même ici, au-dessus du raccordement avec la sacristie, et garde en plus ses vitrages. Elle est moins large que les trois autres fenêtres latérales de la chapelle, et son remplage comporte en haut un trilobe. — Contrairement à la règle, la mouluration du pourtour des baies n'est pas identique à l'intérieur et à l'extérieur. Elles ne sont ici pas entourées d'une gorge, mais d'une arête saillante. L'on voit que le remplage de la large baie méridionale a été restauré depuis le passage de Félix Martin-Sabon : le bon état de ce réseau qualifié de « fantaisiste » par Bernard Duhamel ne s'explique donc pas par sa datation du XIXe siècle, suggérée par ce même auteur. Mais c'est sans doute au XIXe siècle que l'on a supprimé, en dessous des fenêtres, les larmiers qui couraient initialement tout autour de la chapelle à la limite des allèges. Ils s'arrêtent désormais à gauche et à droite des fenêtres, et manquent totalement au sud. Les contreforts sont scandés par ce larmier, présent sur ses trois faces, et par un second larmier au niveau des impostes des fenêtres. Ils sont strictement verticaux, et sont coiffés d'un chaperon en bâtière. Il n'y a pas de corniche.

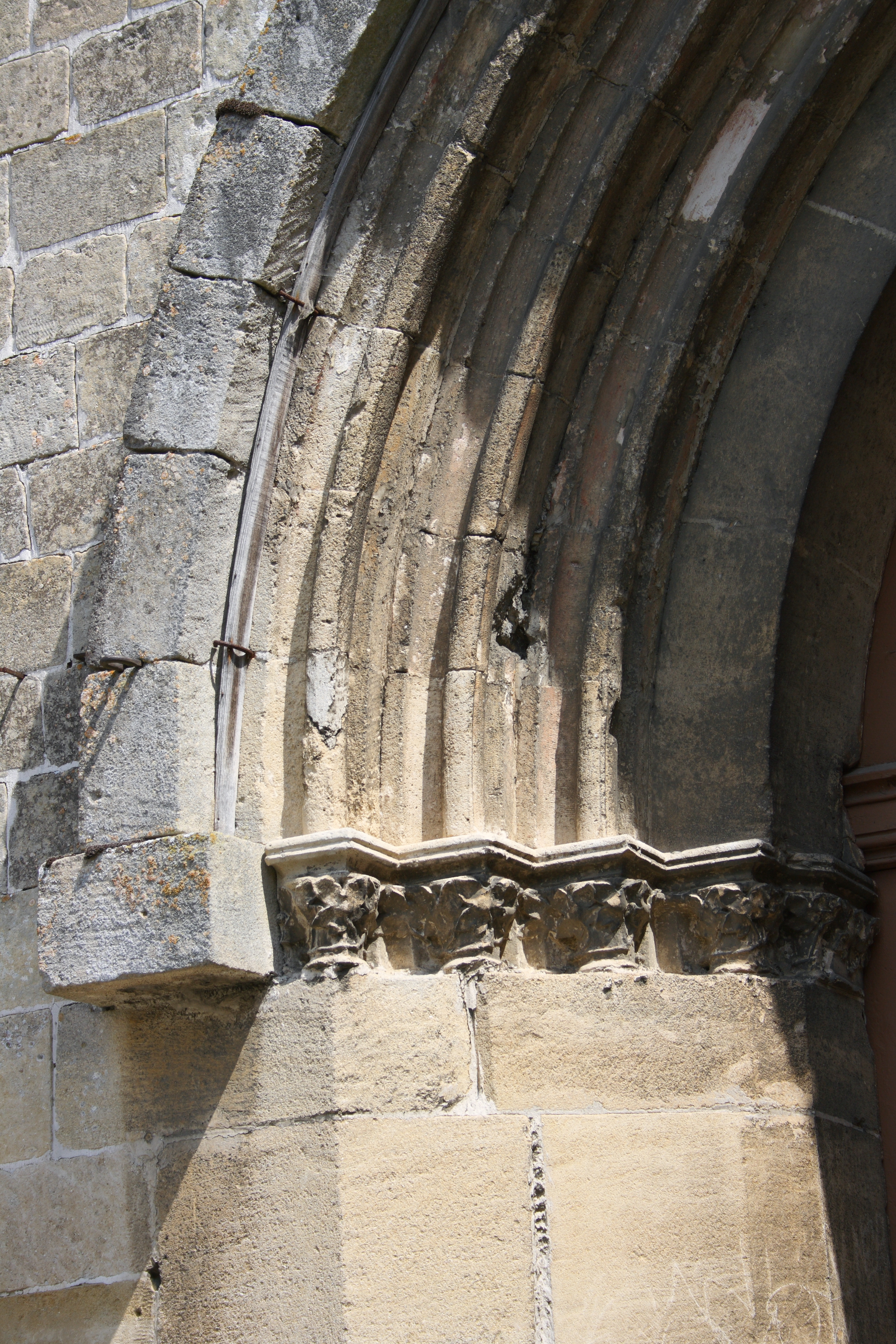
Portail occidental, chapiteaux et voussures.
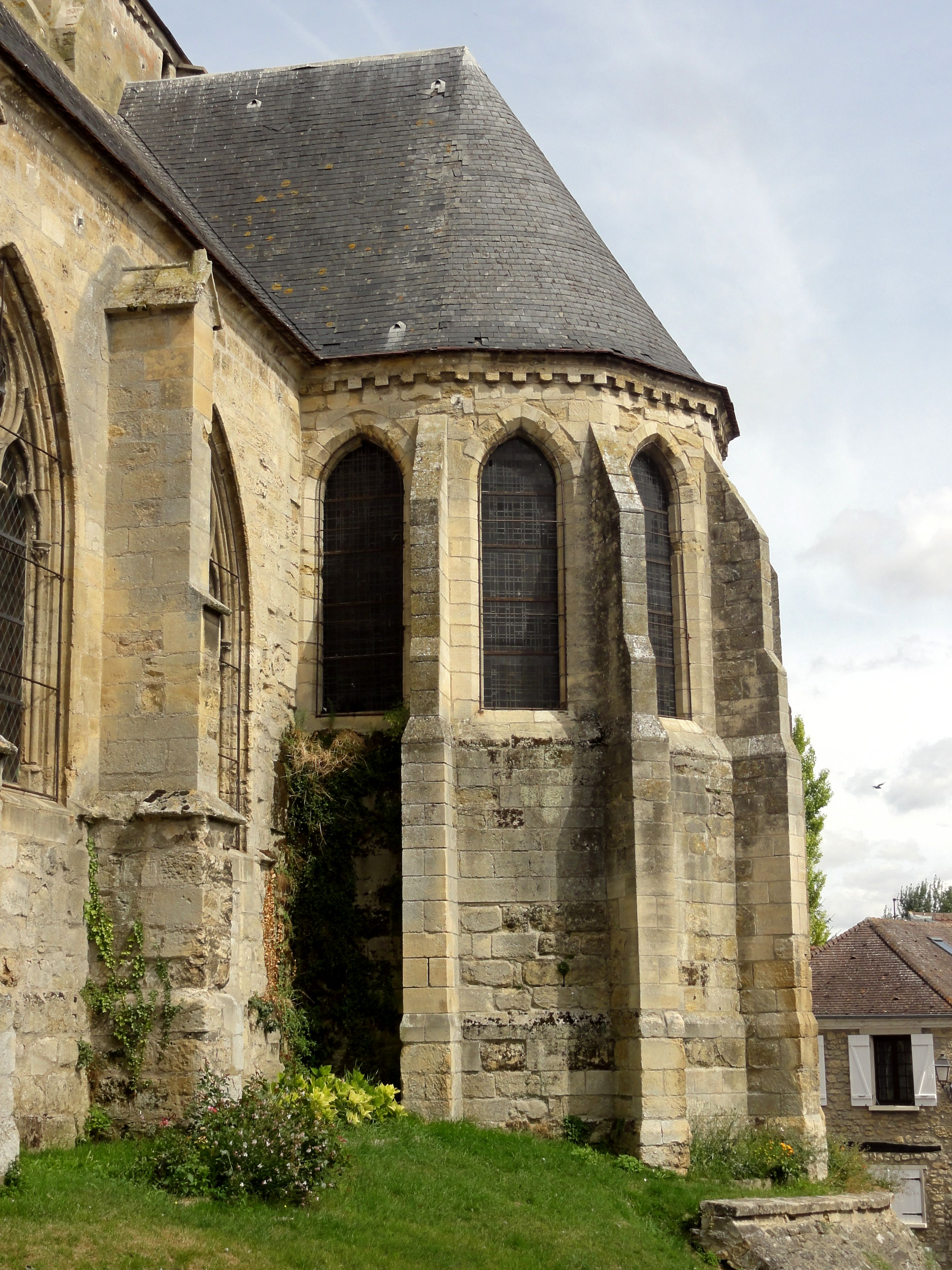
Abside, vue depuis le sud.
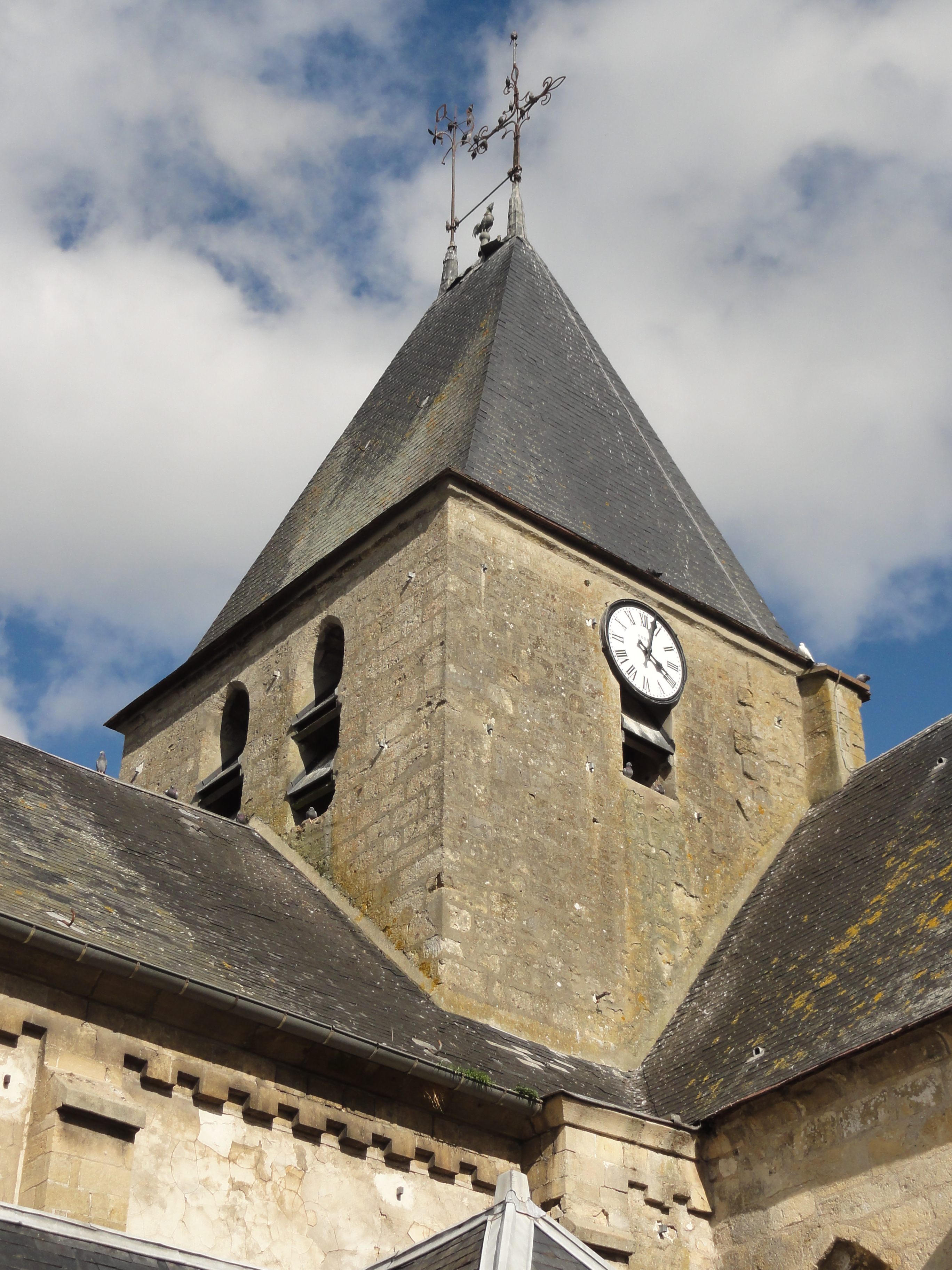
Clocher, vue depuis le sud-ouest.
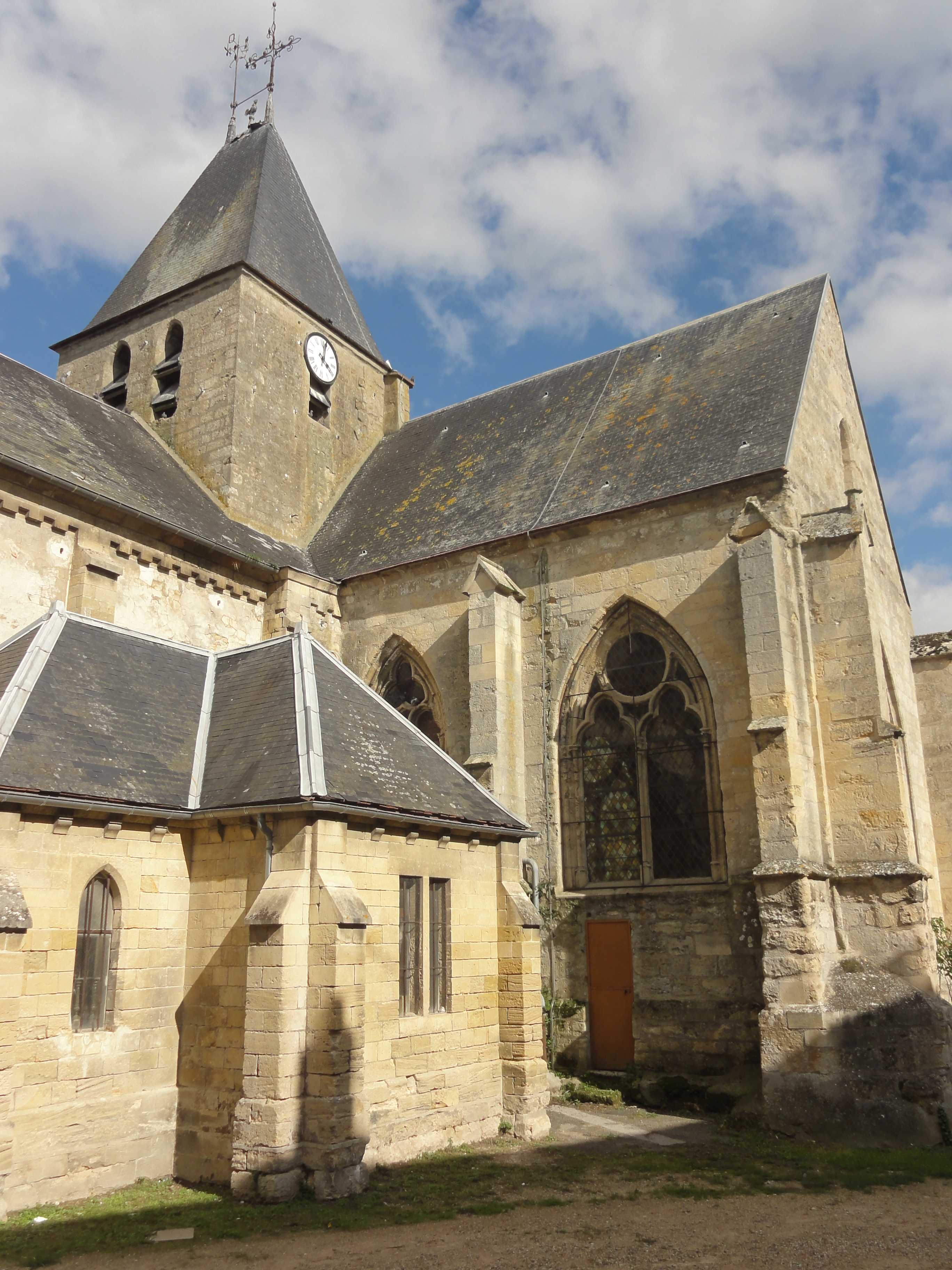
Clocher, sacristie et chapelle sud.
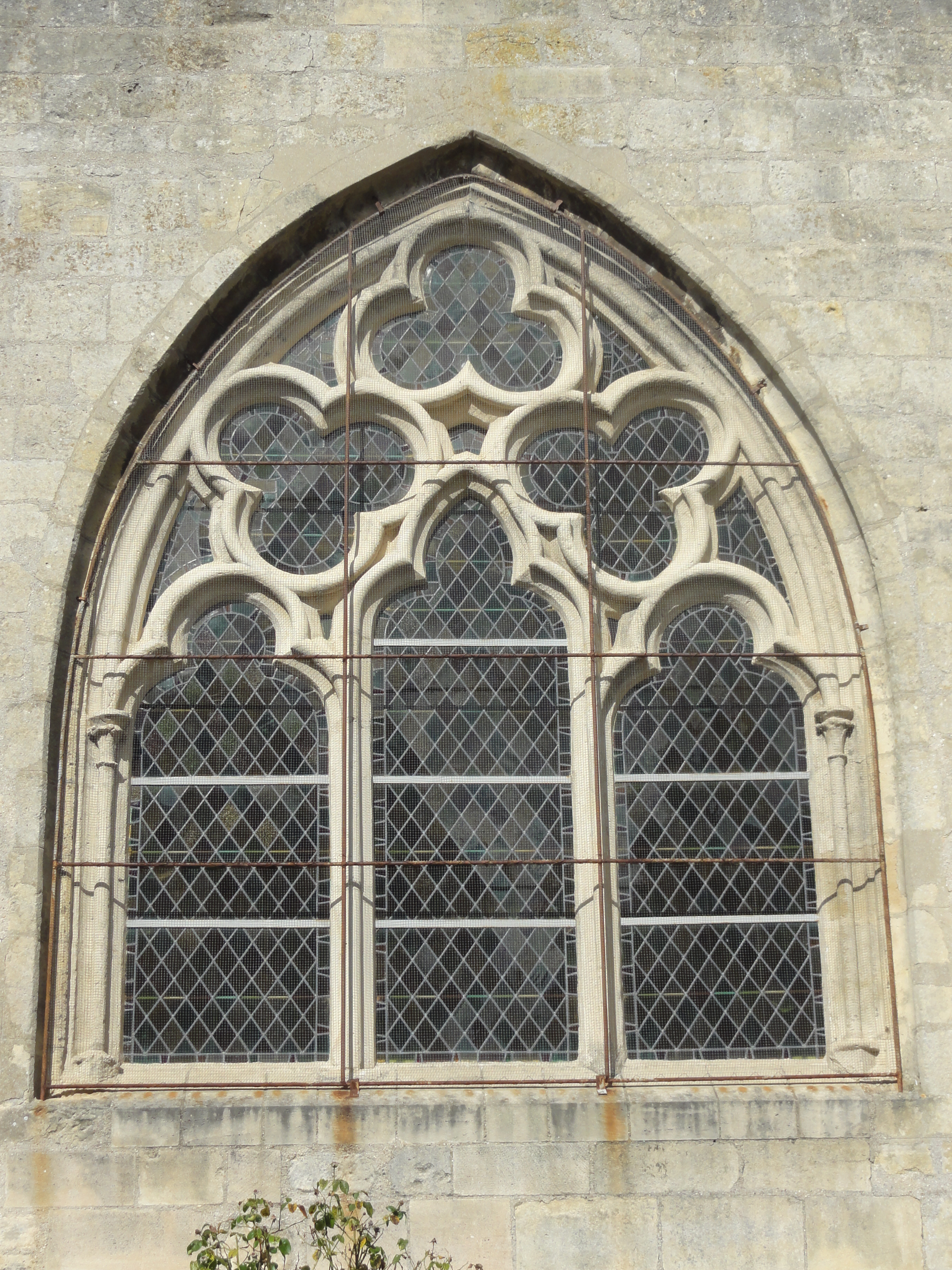
Chapelle sud, réseau de la baie méridionale.
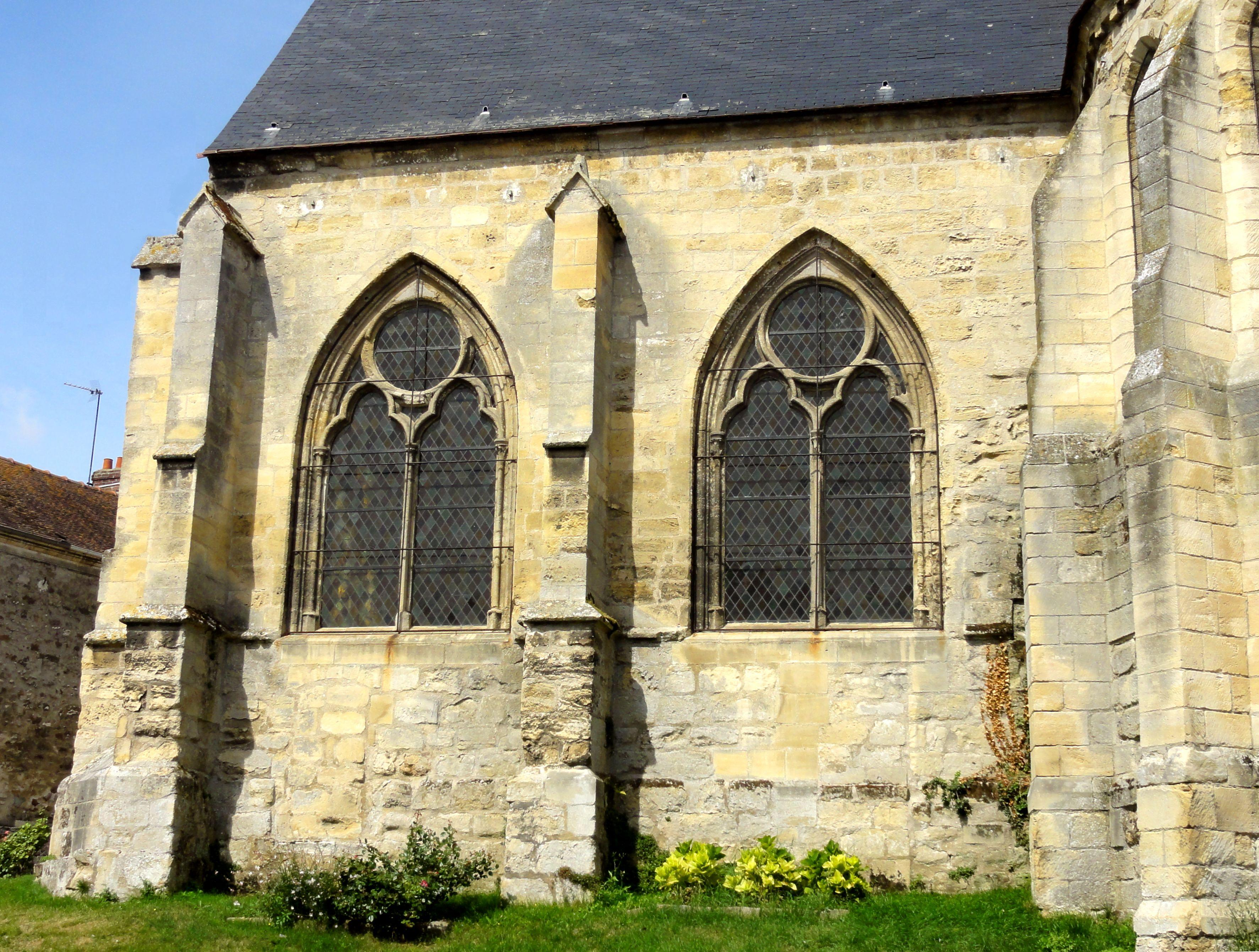
Chapelle sud, chevet.

## Mobilier

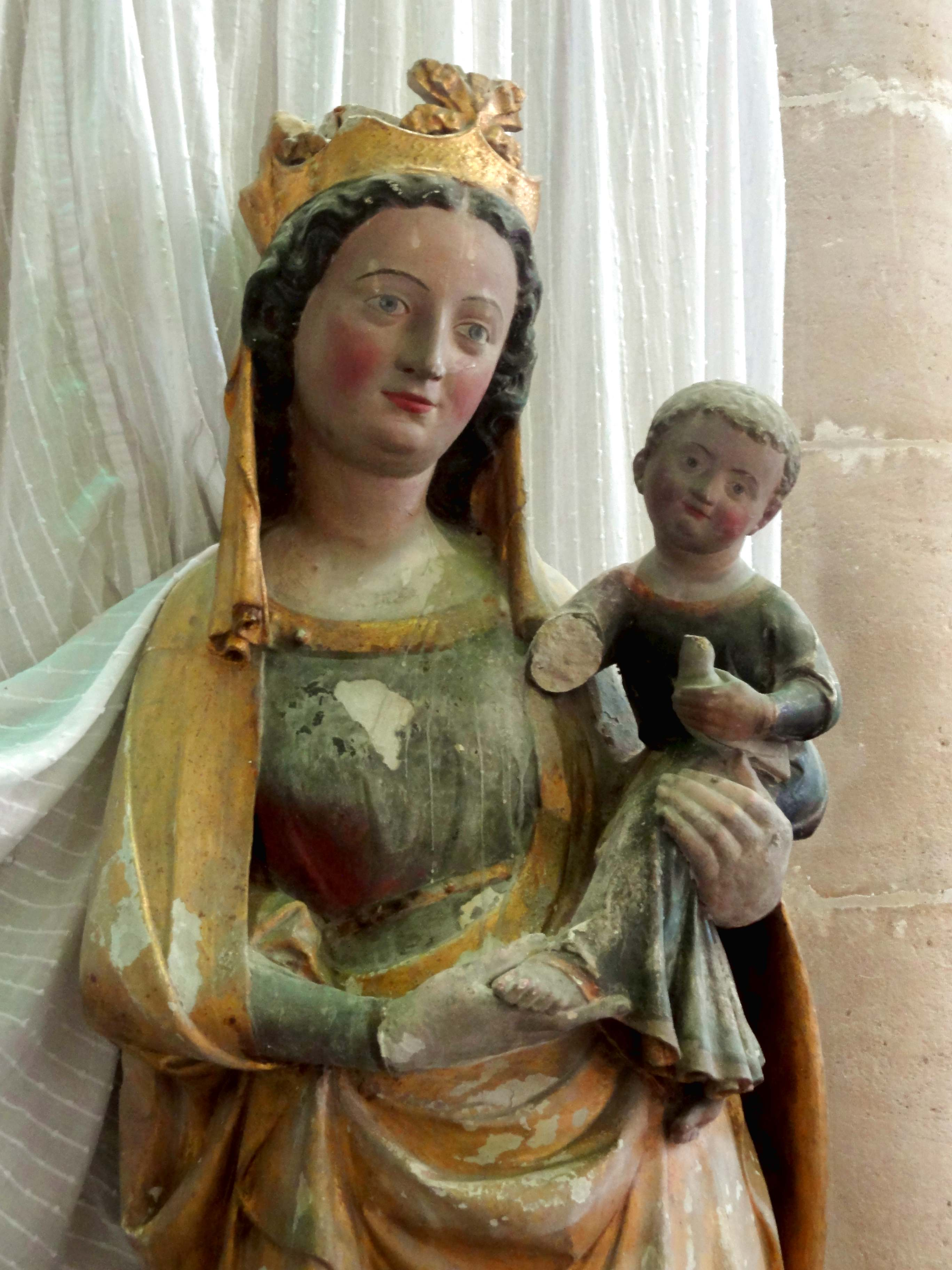
Vierge à l'Enfant, détail.

Parmi le mobilier de l'église, quatre éléments sont classés monument historique au titre objet, dont trois statues et une plaque de fondation. Le groupe sculpté du XVIe siècle représentant l'Éducation de la Vierge par sainte Anne, volé le 29-30 avril 1989, est également classé.
- La statue de la Vierge à l'Enfant est en pierre polychrome, et partiellement dorée. Elle mesure 160 cm de hauteur, et date du XIVe siècle. Son classement est intervenu en novembre 1908[16].
- Le groupe sculpté représentant saint Roch en costume de pèlerin, accompagné du chien qui lui apporte le pain et de l'ange qui soigne la plaie sur sa cuisse gauche, est en pierre anciennement polychrome. Elle mesure 118 cm de hauteur, et date de la seconde moitié du XVIe siècle. L'œuvre est classée depuis septembre 1966, et se trouve en mauvais état[17].
- La statue de saint Denis est en bois. Elle mesure 127 cm de hauteur, et date du XVIIe siècle. Son classement remonte à octobre 1963[18]. Cette statue n'est actuellement pas visible dans l'église (sans illustration).
- La plaque funéraire de Jehan de Trossy, seigneur d'Us, mort le 27 septembre 1532, est en pierre. Elle mesure 73 cm de hauteur et 43 cm de largeur. Sur son tiers supérieur, est gravé un dessin : Le Christ, portant une croix, est visible à gauche. À une certaine distance de lui, à droite, le donateur s'agenouille face à lui pour l'adorer et implorer son pardon ; il est présenté par son patron, saint Jean-Baptiste, qui se trouve derrière lui, tout à droite. En bas à gauche, figurent les armoiries du défunt. L'épitaphe, en écriture gothique, est toujours bien lisible : « Cy devant gist noble homme Jehan de Trossy en son vivant escuyer seigneur dudit lieu de Trossy et de Crouy en partie qui trespassa le vendredi xxviie jour de septembre J r St Cosme mil VC xxxii Lequel a fonde une messe basse laquelle se dira touttes les sepmainnes de l'an par chacun Ve[n]dredi qi est le J r que décéda en léglise de céans Priez Dieu pr luy P r n r ». La plaque est classée depuis février 1915[19].

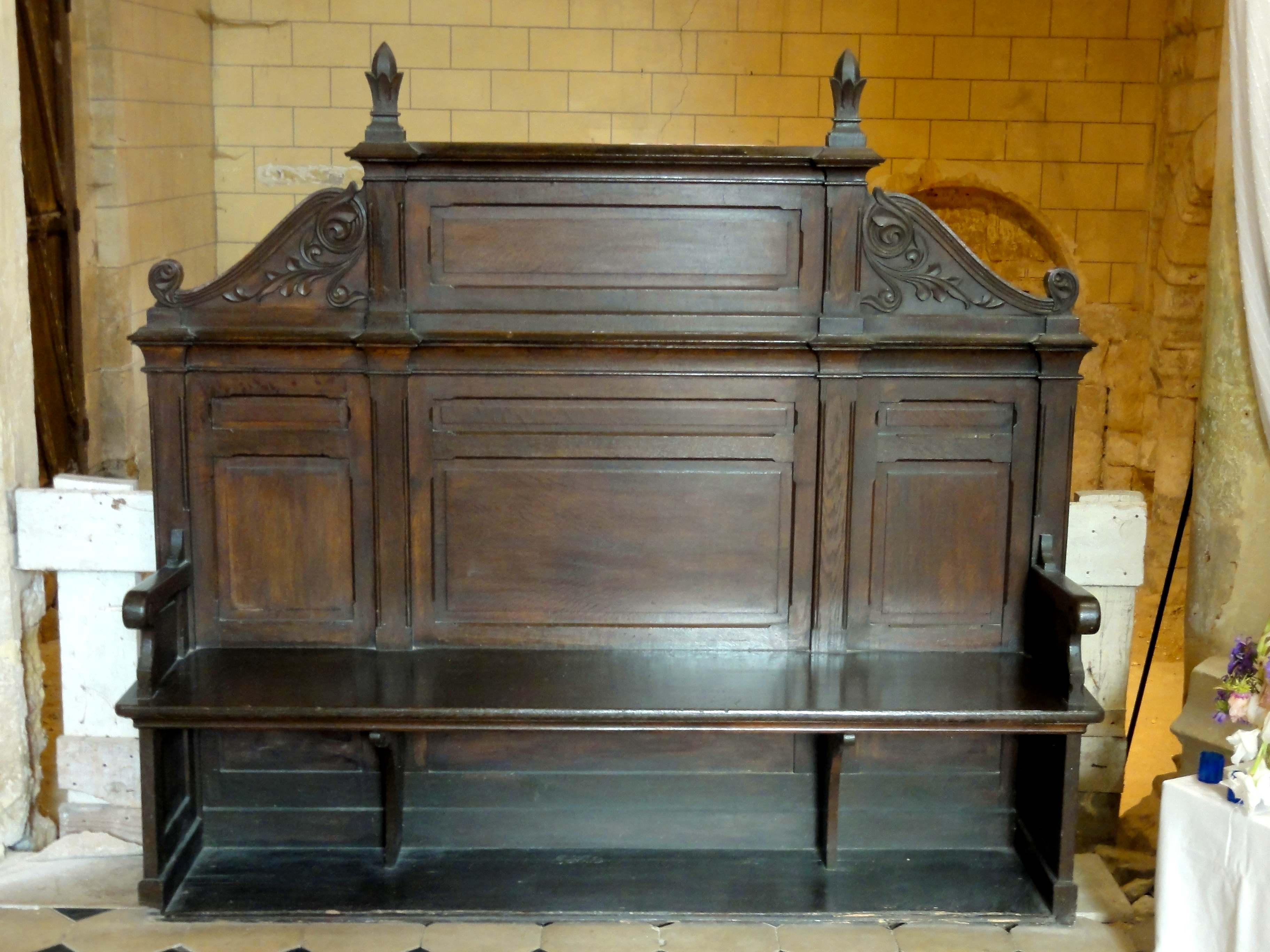
Banc d'œuvre.
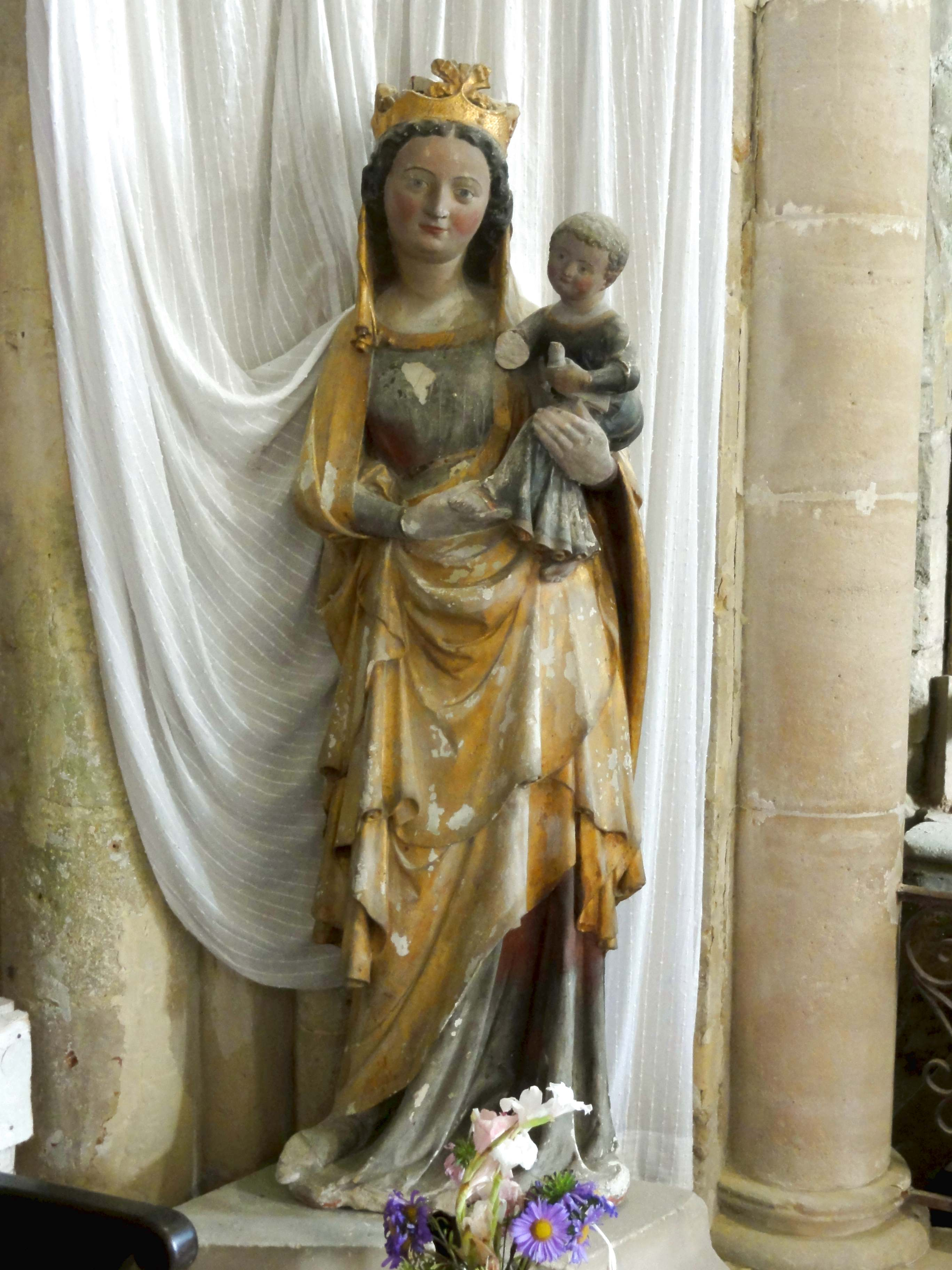
Vierge à l'Enfant.
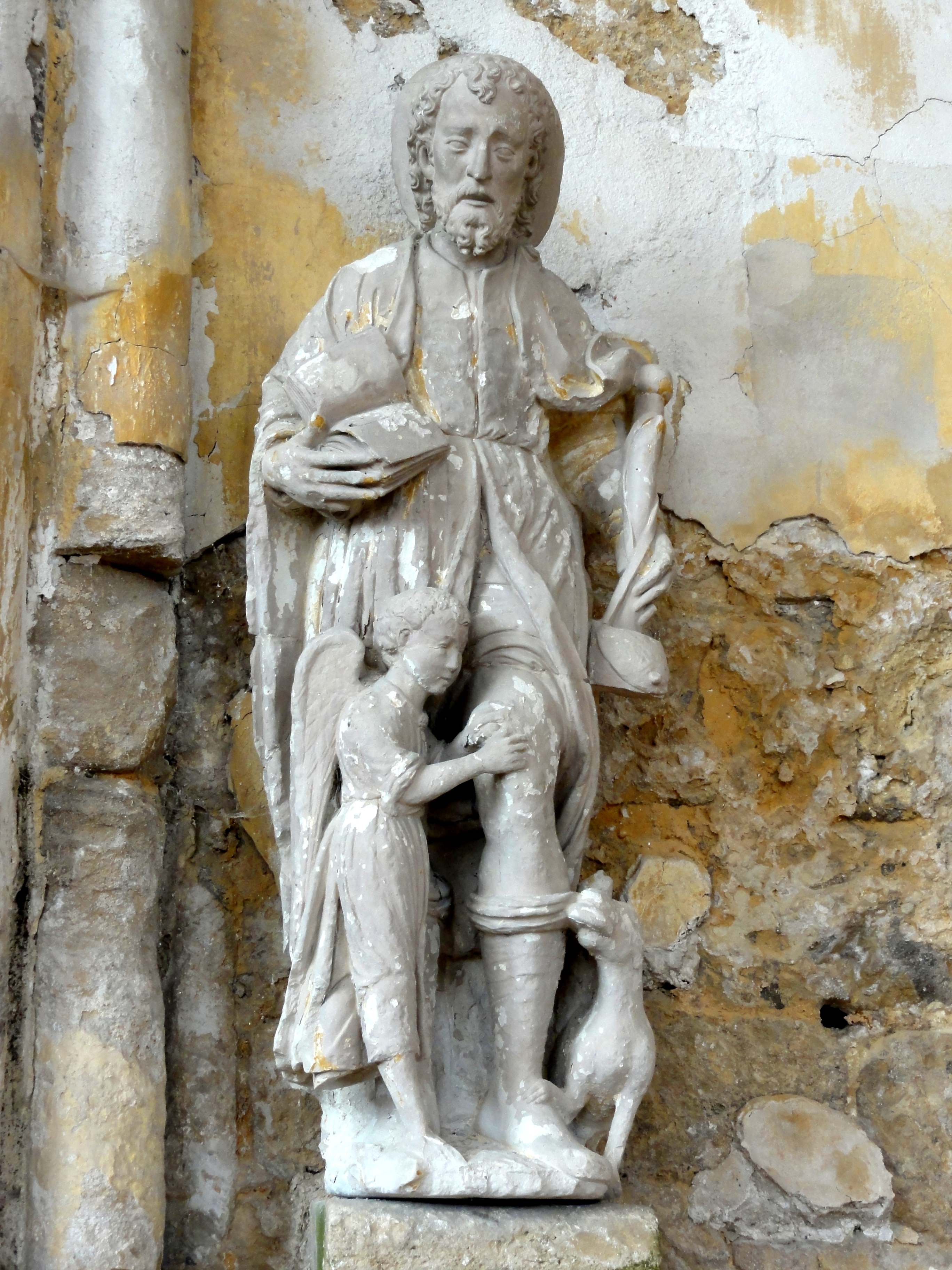
Saint Roch.
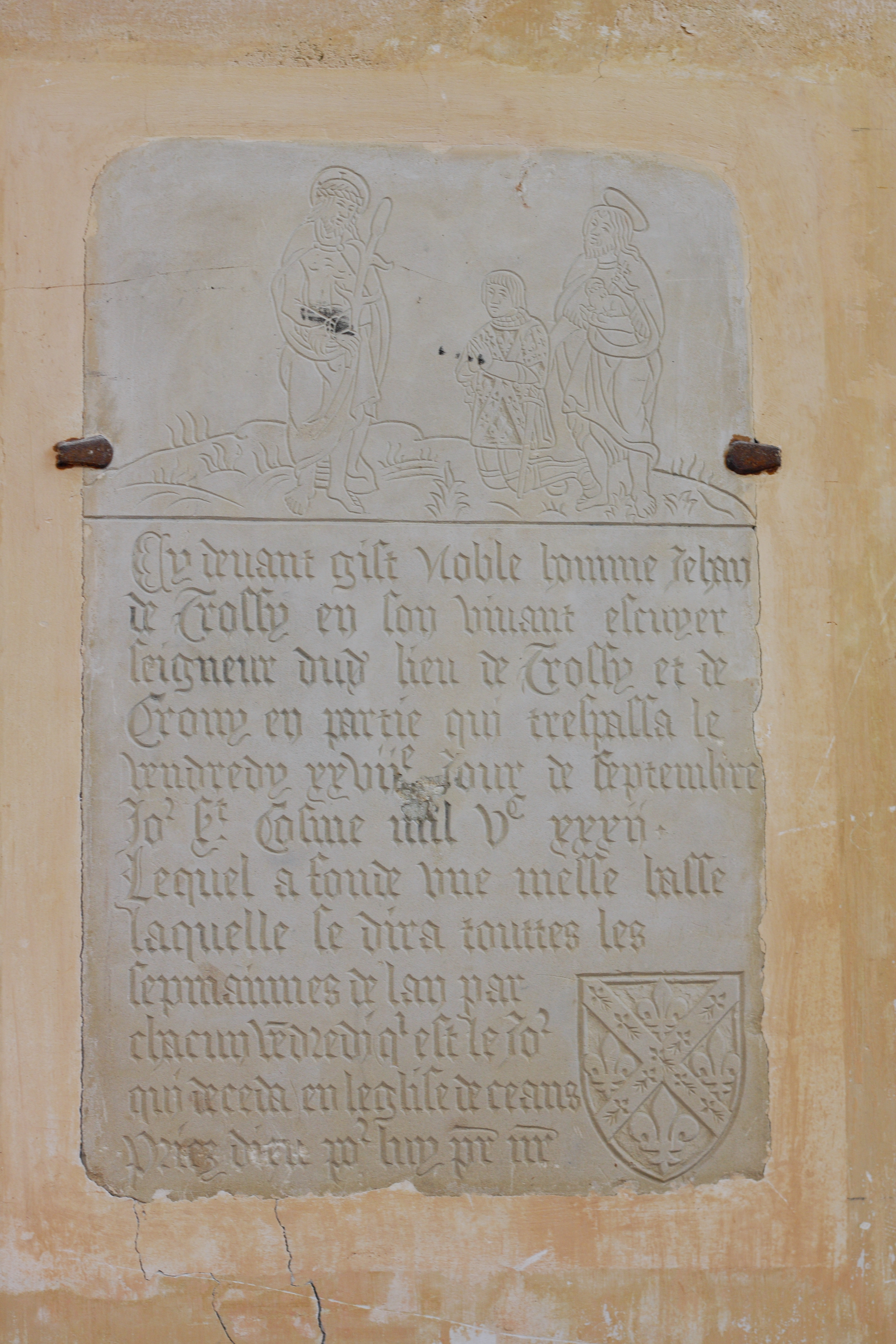
Plaque funéraire.
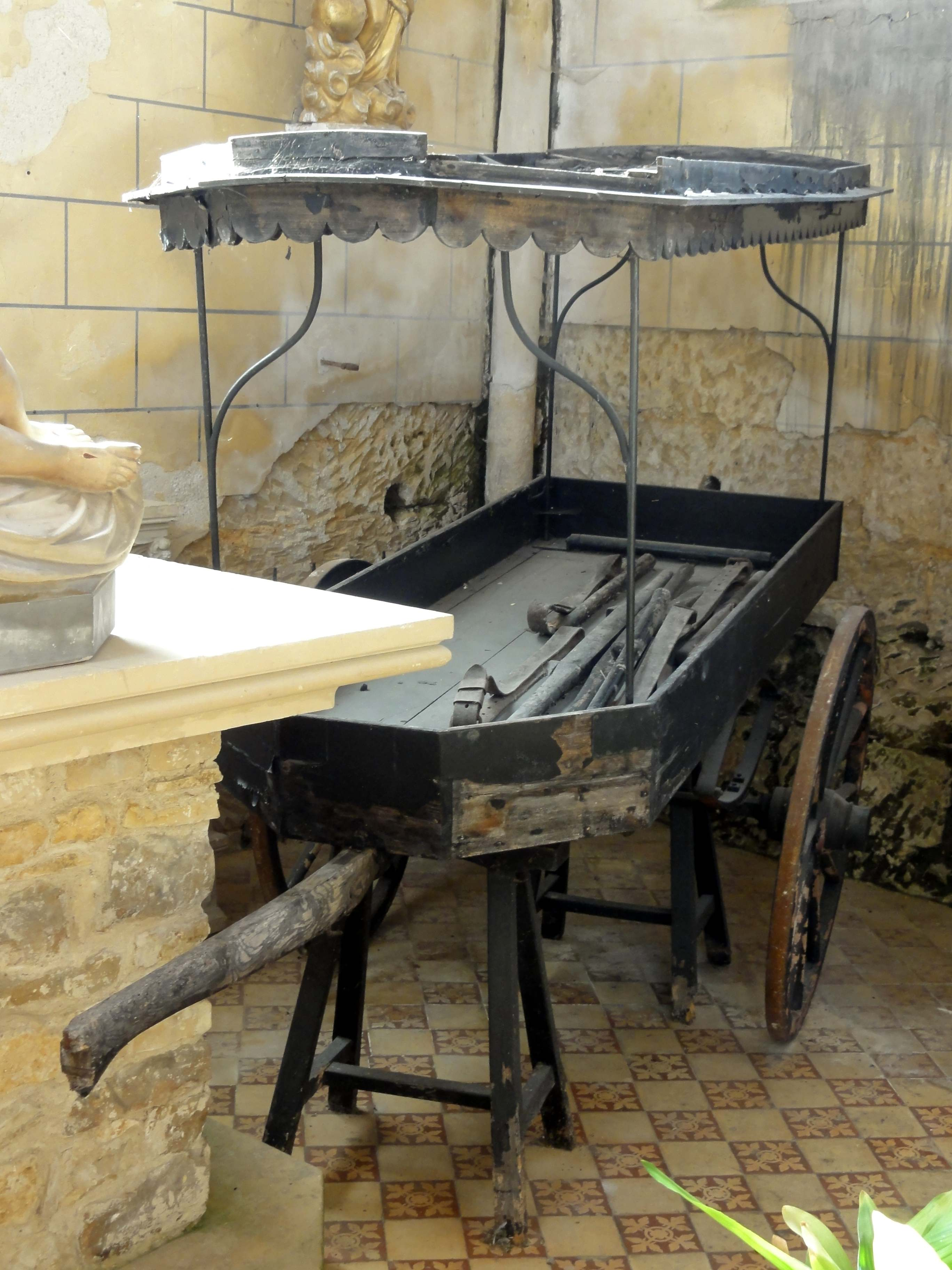
Corbillard.
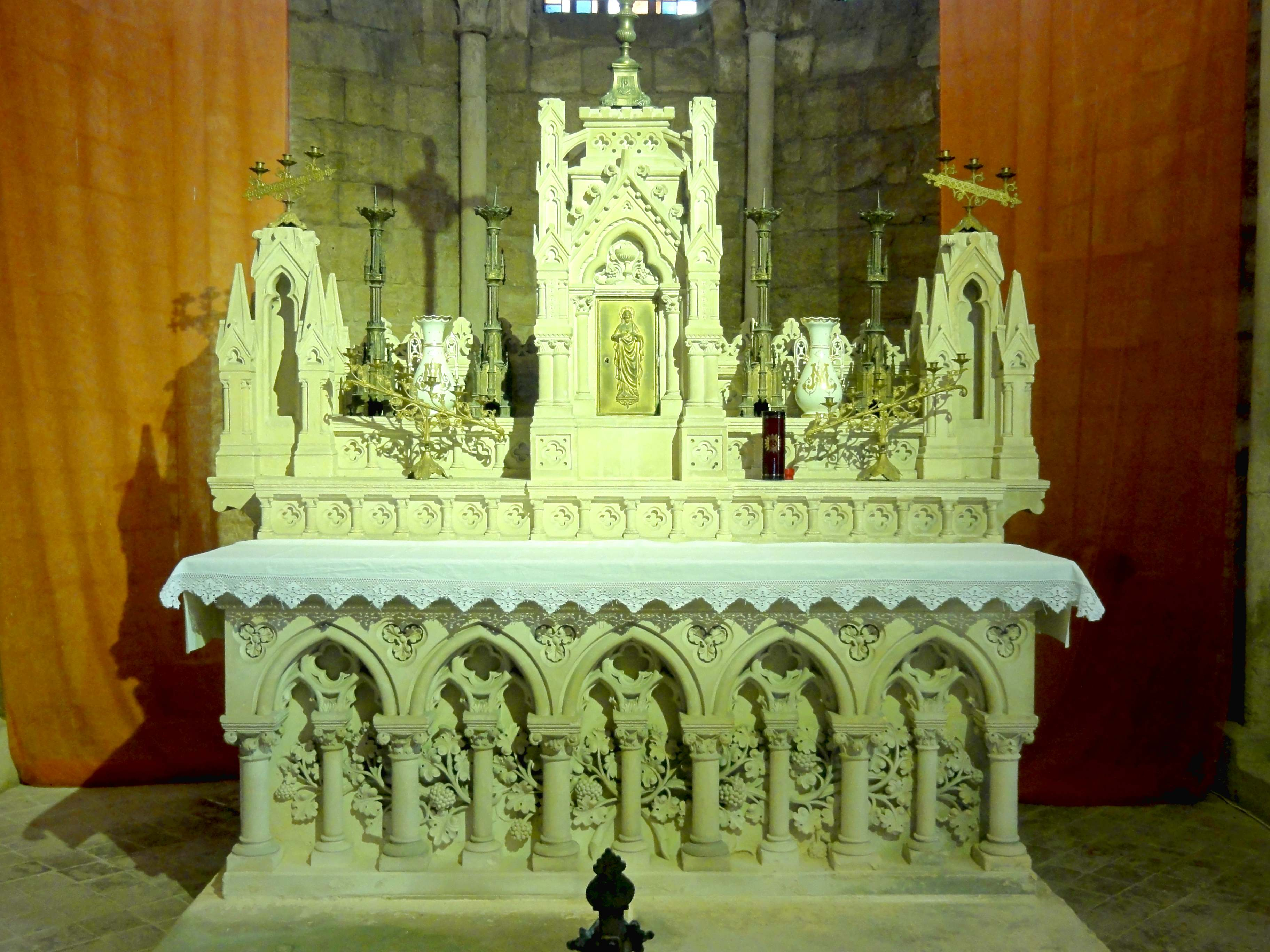
Maître-autel néo-gothique.